# Демографічна історія Чорногорії
Демографічну історію Чорногорії можна продемонструвати через результати переписів та офіційні документи, де згадується демографічний склад.

## Середньовіччя
Дукля, сьогоднішня південна частина Чорногорії, за часів Стефана Воїслава, була заселена сербами.
У різних документах зазначалося, що мешканці Середньовічної Дуклі чи Зети були сербами, але також проживали ще італіки, албанці та волохи. Мовою, якою користувались жителі, була в основному старослов'янська, хоча в ранні часи вищі верстви населення вживали також латинську та грецьку.
Про період з XV по XVII століття відомо небагато. У ці роки сотні сімей чорногорців переїхали до південної частини Паннонії, яку серби залишили, шукаючи притулку в Габсбурзькій монархії.

## 1614 рік
Маріано Боліцца з Котора був державним службовцем Венеціанської Республіки. Головною метою його звіту за 1614 рік та опису Скадарського санджака — було надання інформації про сухопутні шляхи для їх кращого використання місцевими кур'єрами, які передавали офіційну кореспонденцію з Венеції до Константинополя та назад, а також дослідити військовий потенціал території. На початку XVII століття він надав досить детальний огляд міст і сіл Чорногорії та північної Албанії. У звіті було зроблено висновок про етнічну чорногорську більшість території, тоді як албанська меншина була присутня в регіоні Шкодри.

## XVIII століття
Йован Стефанов Балевич, з племені Братоножичів, який згодом став майором російської армії, написав у Петербурзі у 1757 р. «Коротку та об'єктивну характеристику теперішнього стану Чорногорії», де повідомив наступне: «Всі жителі Чорногорії є етнічними слов'янами та конфесійно — православними. Хоча вони не є компетентними в певних галузях, через відсутність шкіл, але від природи є здібними, особливо зі зброєю... Кількість чорногорських воїнів, які вільно проживають на вершинах Чорногорії та яких турки називають непокірними, не перевищує 5 000... У Чорногорії немає ремісників та шкіл, окрім монастиря Цетиньє, який знаходиться в архієпископській резиденції, де священики навчаються читання та письма чорногорською мовою за фінансуванням архієпископа...Чорногорці зараховують до себе такі слов'янські племена: Кучи, Братоножиці, Доні і Горні Васоєвичі, Пипери, Морачани, Бєлопавличі — всі вони є православними, але османськими громадянами. Вони також вважають чорногорськими деякі католицькі племена: Хоти, Клименти, Груди, Тузи, Скривали, Хузи, Мальтези, Кастрати»
У 1766 році Митрополит Сава називав свій народ «чорногорцями».

## XIX століття
Відповідно до перепису, який відбувся у 1863 та 1864 роках, у Чорногорському князівстві проживало 196 230 осіб, з них 99 889 чоловіків та 96 339 жінок.

В 1882 році Бернард Шварц написав про 160 000 людей, які мешкають у Князівстві Чорногорія. Хоча зазвичай кількість мешканців Чорногорії того періоду оцінюють у 230 000 осіб.

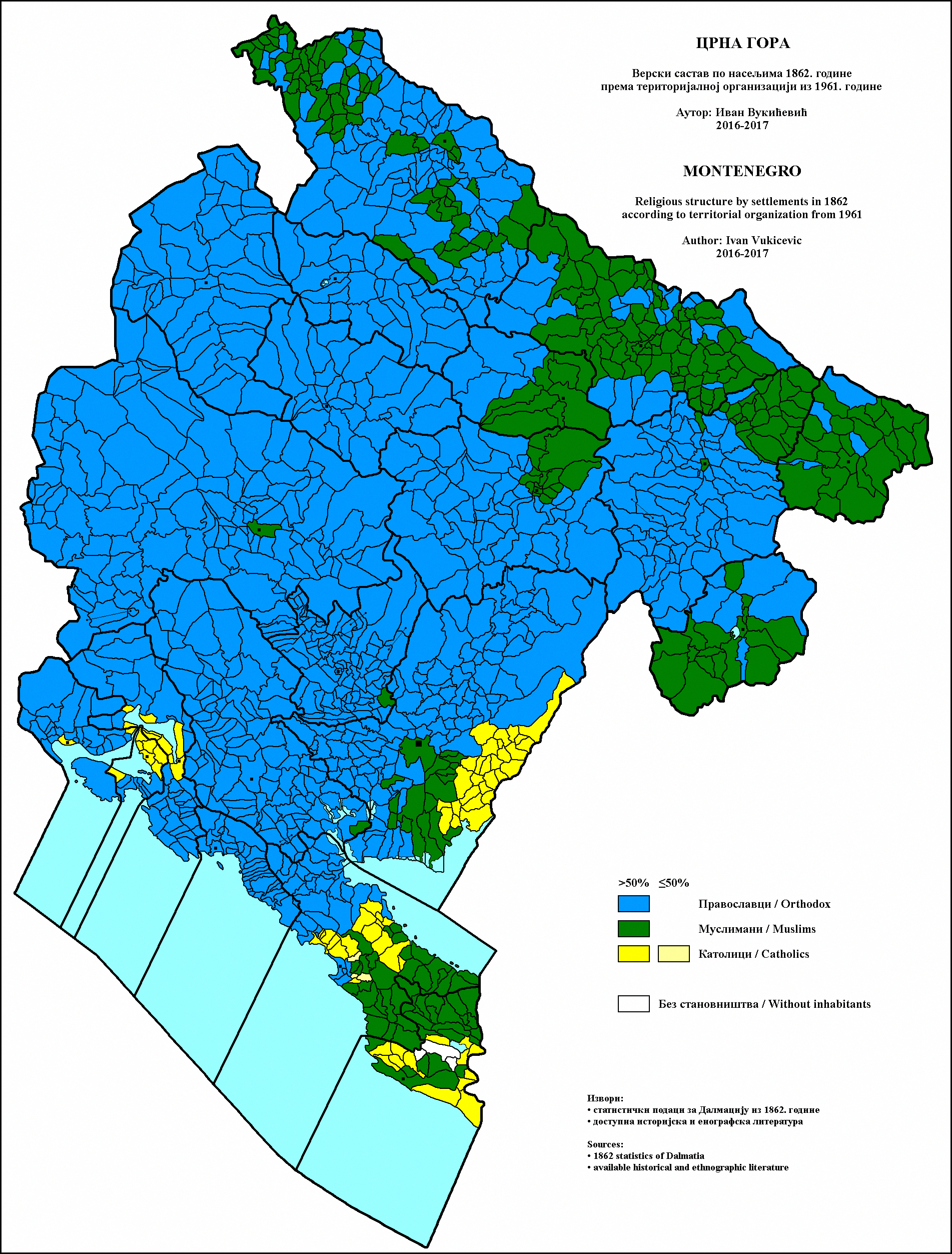
Релігійний склад Чорногорії за поселеннями (1862 рік)
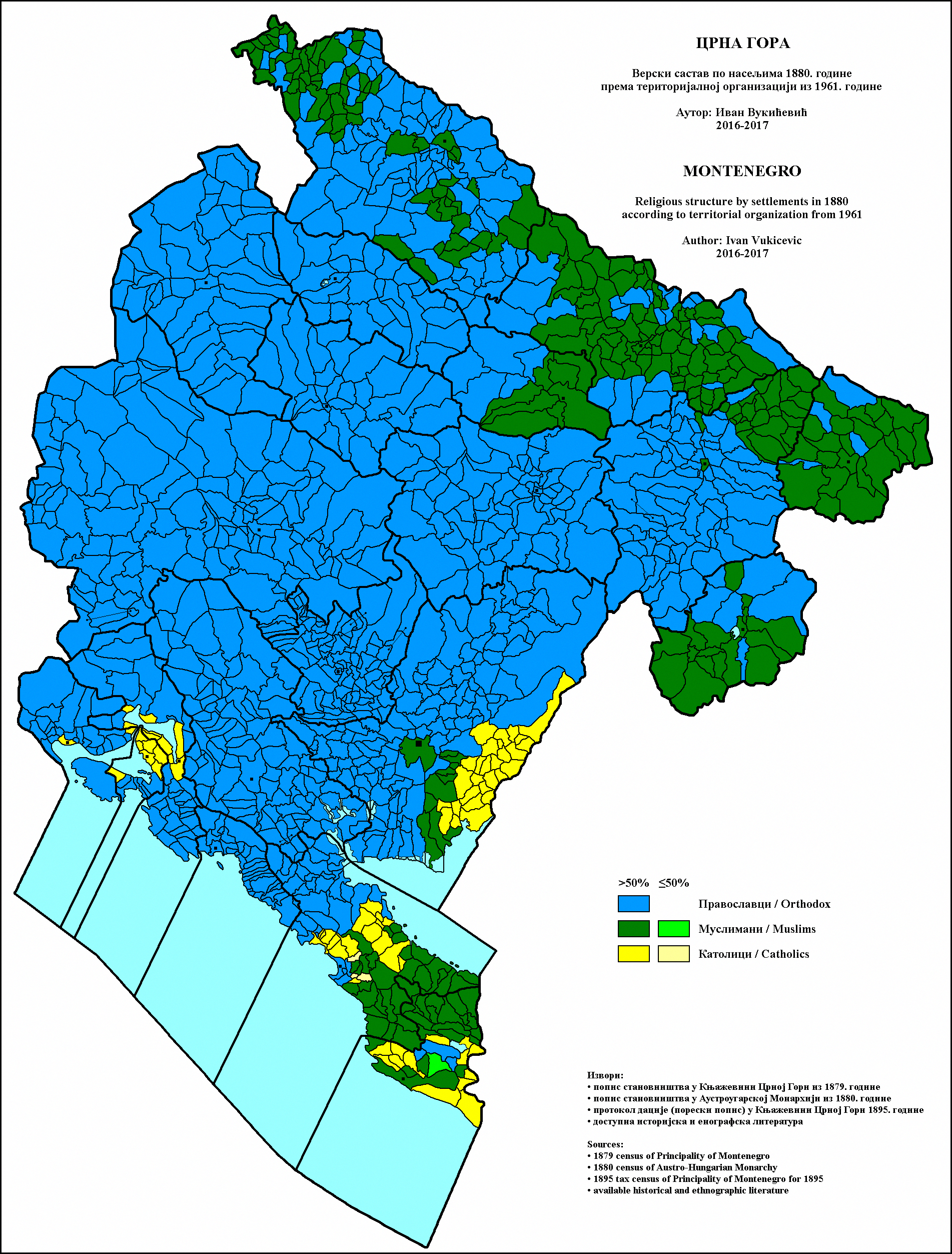
Релігійний склад Чорногорії за поселеннями (1880 рік)

## 1900
В 1900 році, відповідно до міжнародних джерел, Князівство Чорногорія мало 311 564 людей. Релігійний склад був такий:
- православні ― 293 527 (94,21 %)
- мусульмани ― 12 493 (4,01 %)
- римо-католики ―5 544 (1,78 %)

За грамотністю:
- 77 % неписьменних
- 23 % письменних

В князівстві проживало близько 5 000 албанців та 800 ромів.

## 1905 ― 1909
У 1905 році 6 674 чорногорців емігрували в інші країни (здебільшого в США).
У 1906 році було 4 346 емігрантів.
У 1907 кількість жителів Чорногорії оцінено в 282 000 осіб.

## 1909
Офіційний перепис населення, який відбувся у 1909 році, був оснований на релігійній приналежності мешканців Чорногорії.
Загалом нараховано 317 856 жителів князівства. Релігійний склад населення:
- православні ― 94,38 %
- інші (здебільшого мусульмани)

## 1913 ― 1914

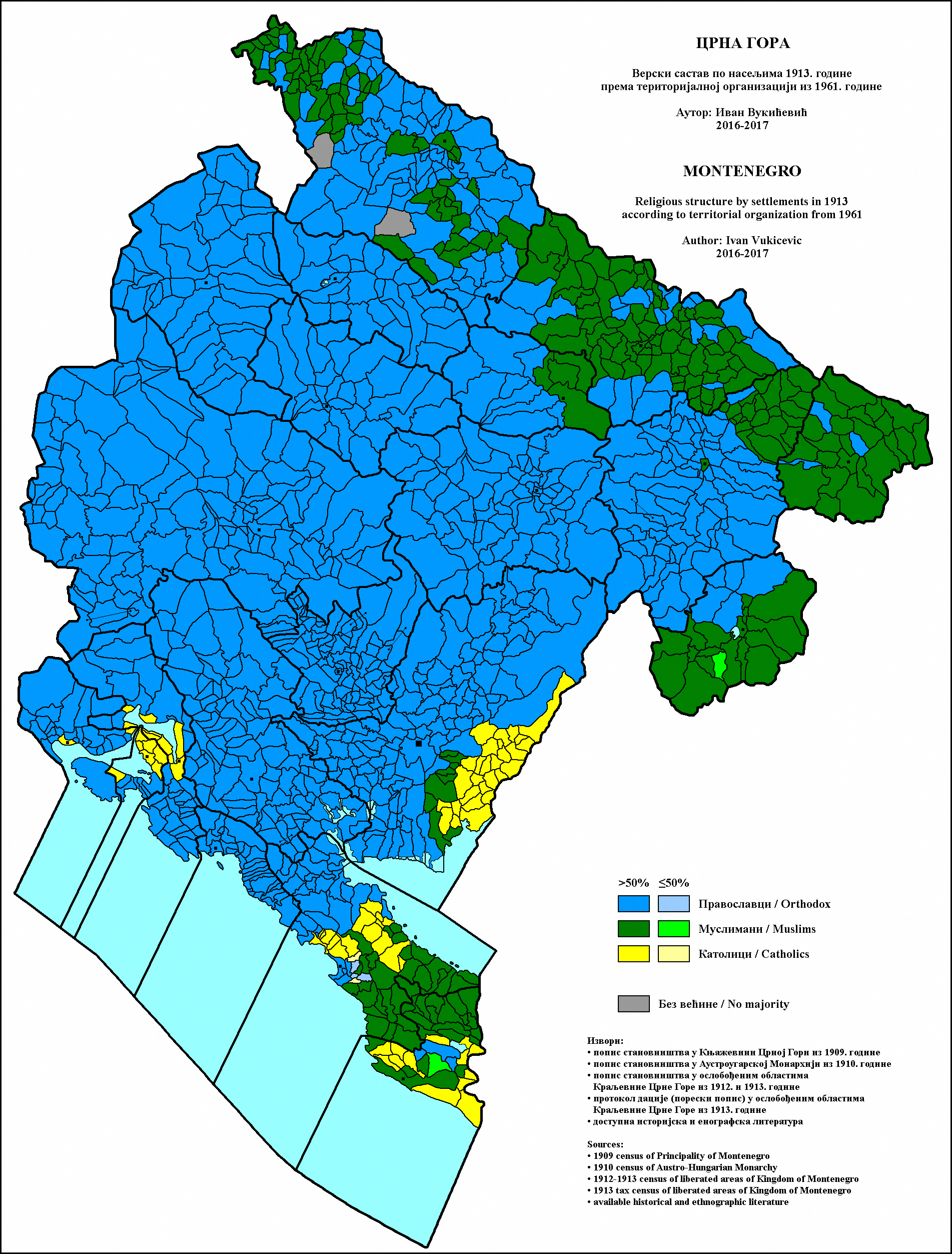
Релігійний склад Чорногорії за поселеннями (1913)
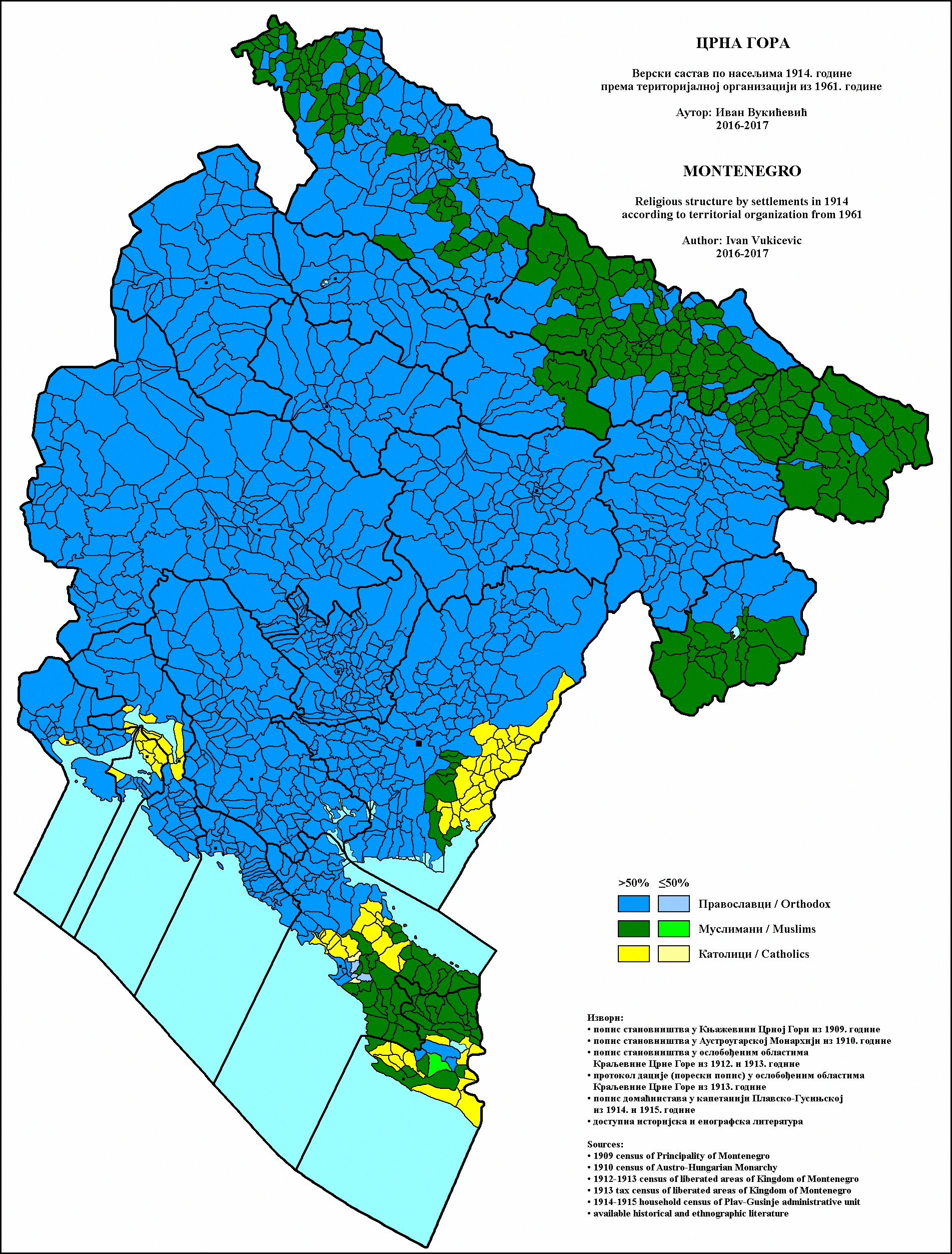
Релігійний склад Чорногорії за поселеннями (1914)

Всього: 615 035 жителів

## 1921
У 1918 Чорногорія ввійшла в Королівство Сербів, Хорватів і Словенців. У 1921 уряд організував перепис населення, який враховував релігійну приналежність та рідну мову мешканців Чорногорії. До категорії «серб або хорват» зараховували всіх респондентів, рідною мовою яких була сербська. У муніципалітетах Андрієвиці, Бару, Колашина, Никшича, Подгориці та Цетинє, які в переписі віднесли до території Чорногорії, нарахували 199 227 мешканців. Серед них:
- сербохорватів ― 181 989 (91,35 %)
- албанців ― 16 838 (8,45 %)

Общини Беране та Бієло-Полє, які зараз у складі Чорногорії, тоді віднесли до регіону «Стара Сербія»:
- Беране ― 23 864 мешканців, серед них сербів 23 561 (98,73 %)
- Бієло-Полє ― 26 147 мешканців, серед них 26 136 сербів (99,96 %)

## 1931 рік
Перепис населення 1931 року також проводило Королівство Югославія, але дані оприлюднені вже в комуністичній Югославії. Результати, враховуючи нинішні межі Чорногорії:
| Мешканці Чорногорії      | Мешканці Чорногорії  | Мешканці Чорногорії | Мешканці Чорногорії | Мешканці Чорногорії |
| ------------------------ | -------------------- | ------------------- | ------------------- | ------------------- |
|                          |                      |                     |                     |                     |
| православні              | православні          |                     | 272 702 (75,74 %)   | 272 702 (75,74 %)   |
| католики                 | католики             |                     | 26 070 (7,24 %)     | 26 070 (7,24 %)     |
| мусульмани               | мусульмани           |                     | 61 038 (16,95 %)    | 61 038 (16,95 %)    |
|                          |                      |                     |                     |                     |
| сербохорватська мова     | сербохорватська мова |                     | 339 955 (94,42 %)   | 339 955 (94,42 %)   |
| албанська мова           | албанська мова       |                     | 18 098 (5,03 %)     | 18 098 (5,03 %)     |
| Разом: 360 044 мешканців |                      |                     |                     |                     |

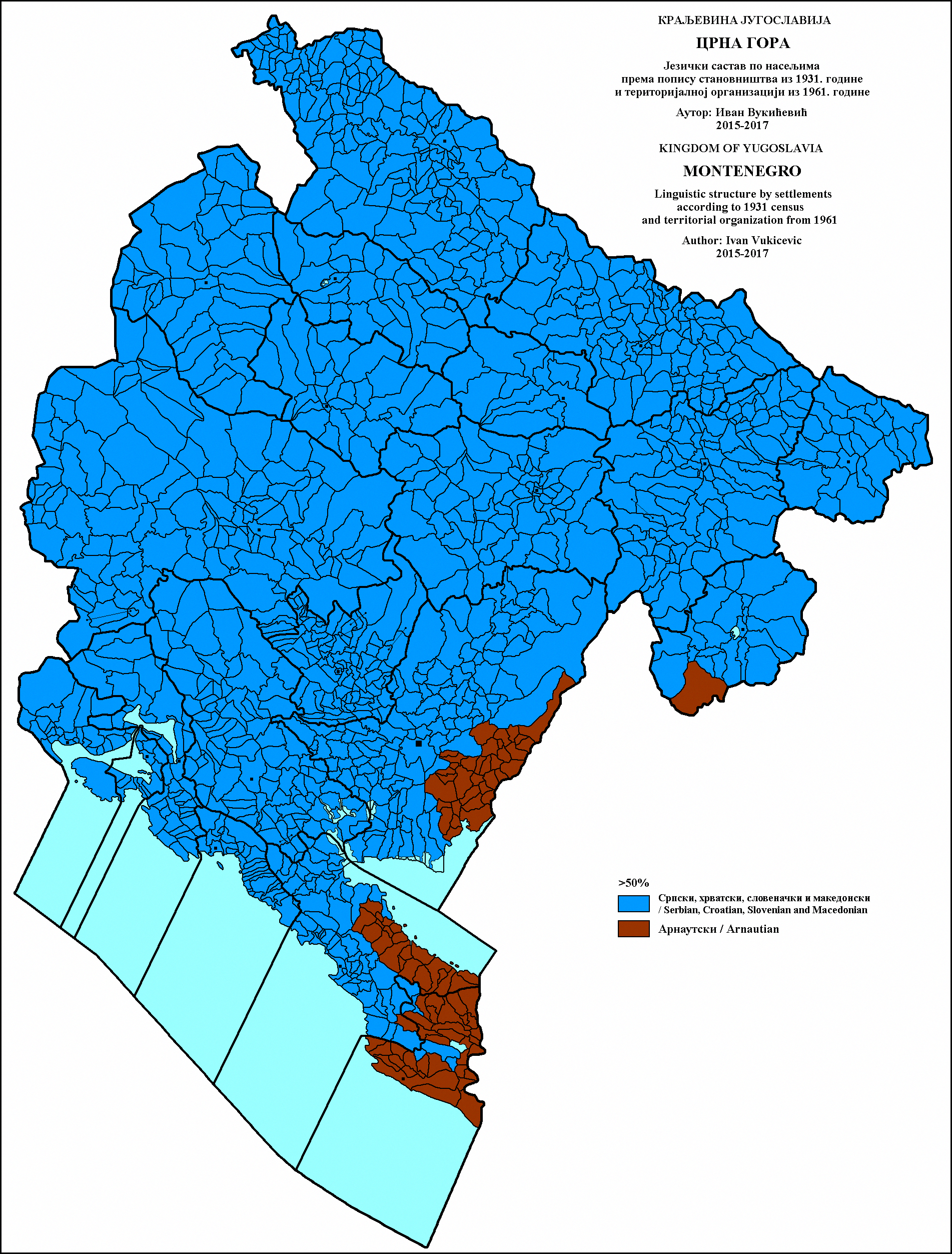
Мовний склад населення за поселеннями (1931)
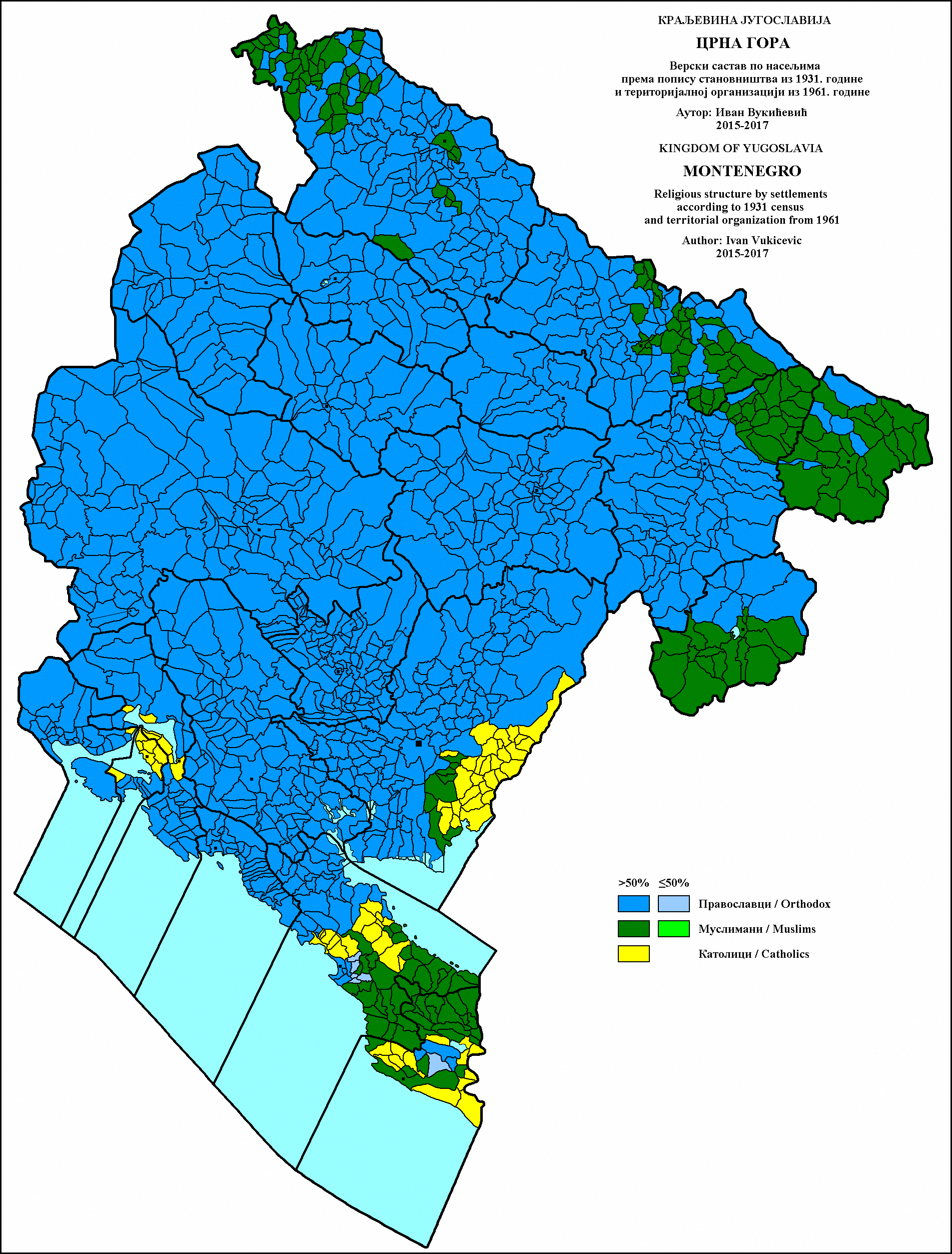
Релігійний склад населення за поселеннями (1931)

## 1948 рік
У 1945 р., після Другої світової війни, була утворена комуністична Югославія, а Чорногорія була проголошена однією з республік, що входять до її складу. Перепис 1948 року та наступні були проведені вже Республікою Чорногорія.
| Мешканці Чорногорії (за переписом 1948 року) | Мешканці Чорногорії (за переписом 1948 року) | Мешканці Чорногорії (за переписом 1948 року) | Мешканці Чорногорії (за переписом 1948 року) | Мешканці Чорногорії (за переписом 1948 року) |
| --- | -------------------------------------------- | -------------------------------------------- | -------------------------------------------- | -------------------------------------------- |
| |                                              |                                              |                                              |                                              |
| чорногорці | чорногорці                                   |                                              | 342 009 (90,67 %)                            | 342 009 (90,67 %)                            |
| албанці | албанці                                      |                                              | 19 425 (5,15 %)                              | 19 425 (5,15 %)                              |
| хорвати | хорвати                                      |                                              | 6 808 (1,8 %)                                | 6 808 (1,8 %)                                |
| серби | серби                                        |                                              | 6 707 (1,78 %)                               | 6 707 (1,78 %)                               |
| мусульмани | мусульмани                                   |                                              | 387 (0,1 %)                                  | 387 (0,1 %)                                  |
| інші | інші                                         |                                              | 1 860 (0,52 %)                               | 1 860 (0,52 %)                               |
| Разом: 377 189 мешканців. До категорії «Інші» ввійшли: словенці (484), німці (375), росіяни (277), італійці (162), роми (162), македонці (133), чехи (93) та угорці (62) |                                              |                                              |                                              |                                              |

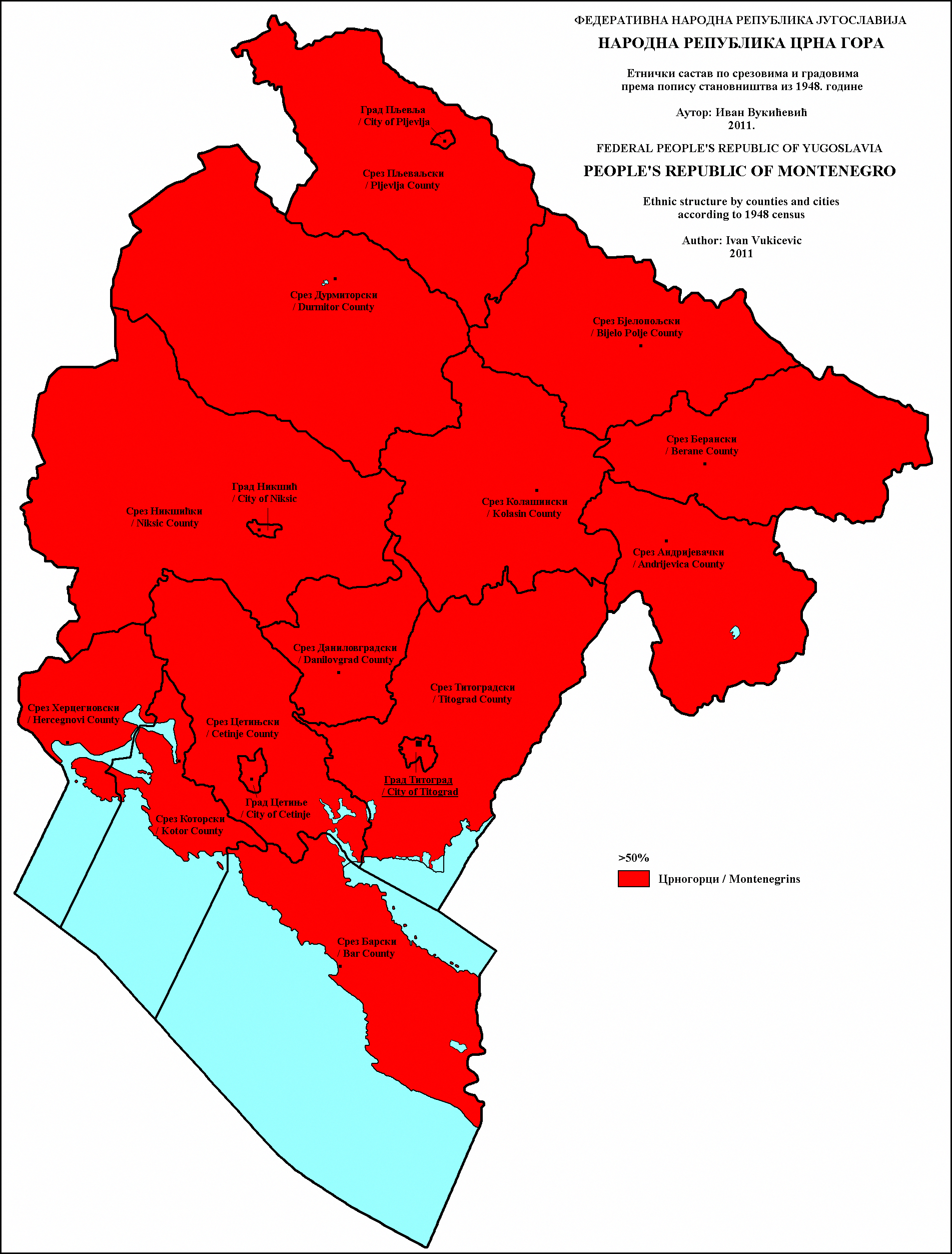
Етнічна склад Чорногорії за общинами та містами (1948)
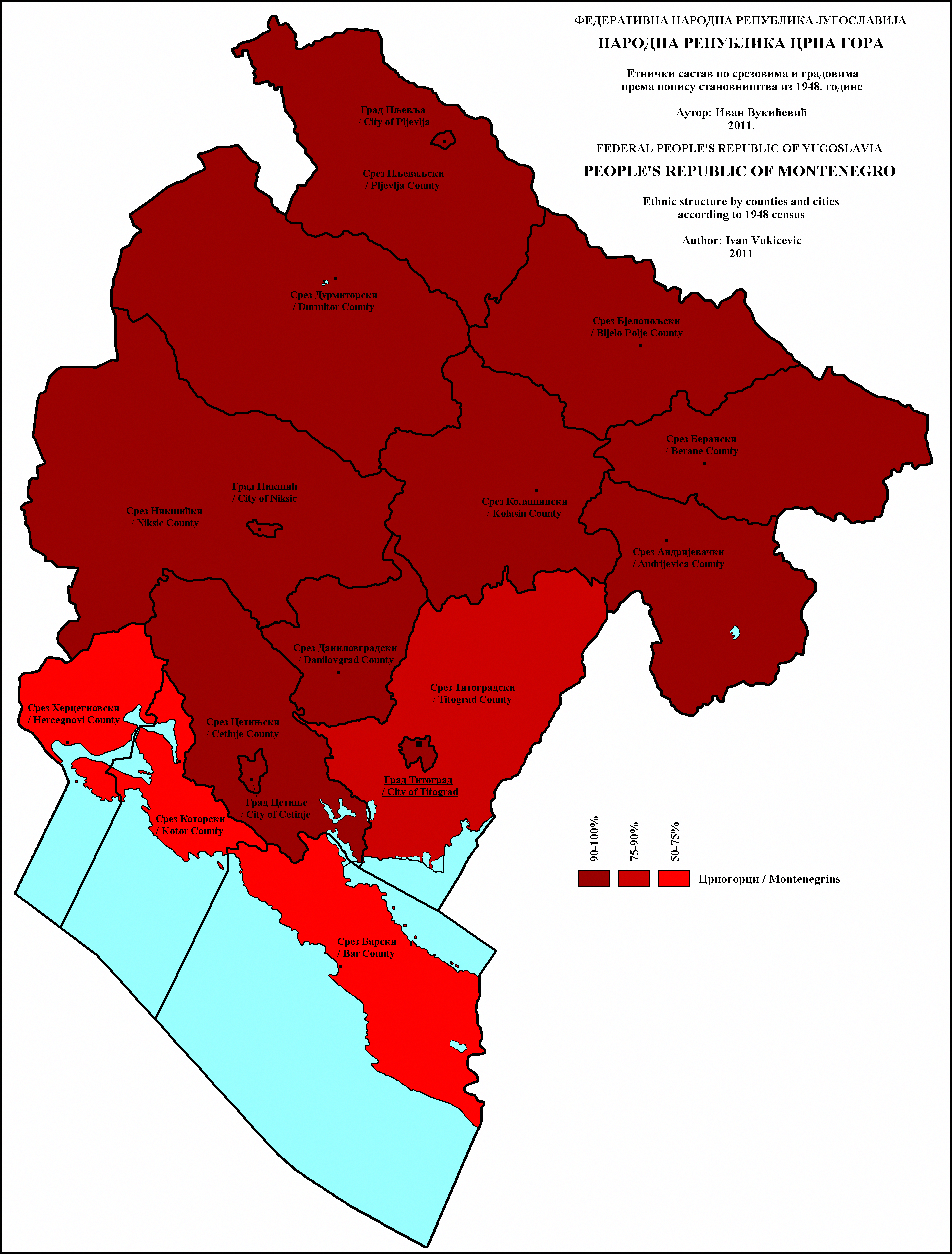
Етнічний склад Чорногорії за общинами та містами (1948)

## 1953 рік
| Населення Чорногорії за переписом 1953 року | Населення Чорногорії за переписом 1953 року | Населення Чорногорії за переписом 1953 року | Населення Чорногорії за переписом 1953 року | Населення Чорногорії за переписом 1953 року |
| ------------------------------------------- | ------------------------------------------- | ------------------------------------------- | ------------------------------------------- | ------------------------------------------- |
|                                             |                                             |                                             |                                             |                                             |
| чорногорці                                  | чорногорці                                  |                                             | 363 686 (86,61 %)                           | 363 686 (86,61 %)                           |
| албанці                                     | албанці                                     |                                             | 23 460 (5,58 %)                             | 23 460 (5,58 %)                             |
| серби                                       | серби                                       |                                             | 13 864 (3,3 %)                              | 13 864 (3,3 %)                              |
| хорвати                                     | хорвати                                     |                                             | 9 814 (2,33 %)                              | 9 814 (2,33 %)                              |
| югослави                                    | югослави                                    |                                             | 6,424 (1,52 %)                              | 6,424 (1,52 %)                              |
| інші                                        | інші                                        |                                             | 2 625 (0,66 %)                              | 2 625 (0,66 %)                              |
| Разом: 419 873 мешканців                    |                                             |                                             |                                             |                                             |

Цей перепис свідчить про формування югославської нації.

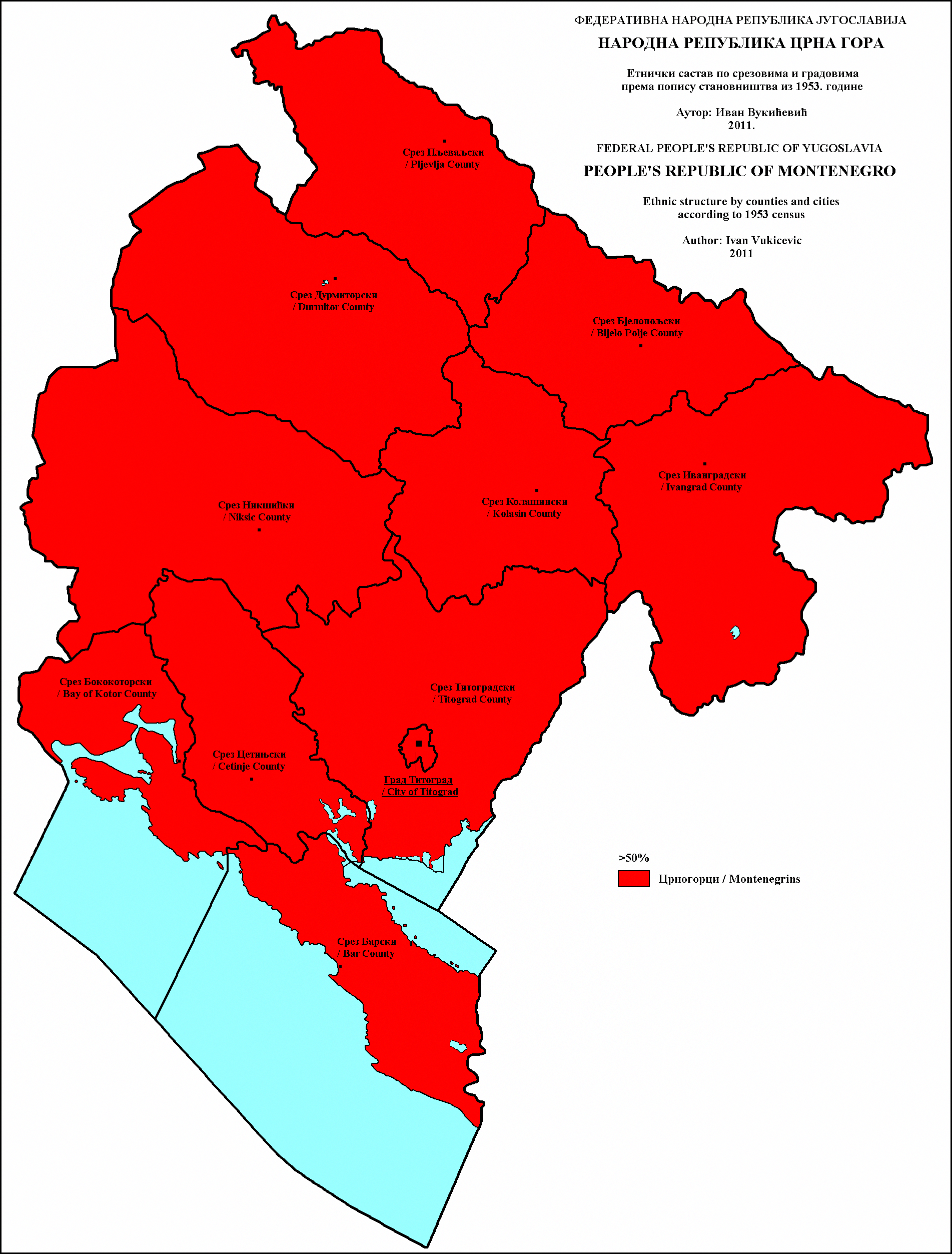
Етнічний склад Чорногорії за общинами та містами (1953)
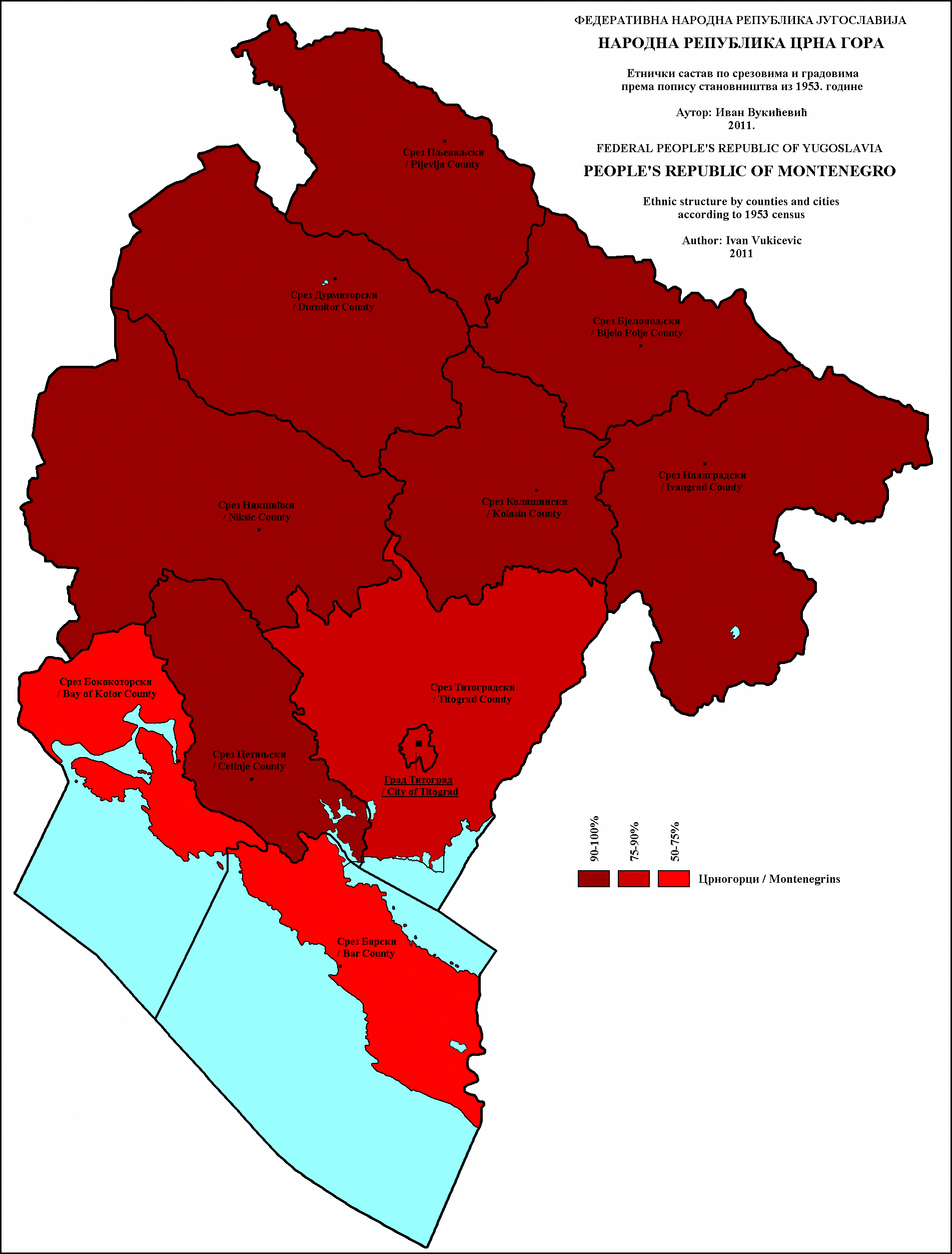
Етнічний склад Чорногорії за общинами та містами (1953)

## 1961 рік
| Населення Чорногорії за переписом 1961 року | Населення Чорногорії за переписом 1961 року | Населення Чорногорії за переписом 1961 року | Населення Чорногорії за переписом 1961 року | Населення Чорногорії за переписом 1961 року |
| ------------------------------------------- | ------------------------------------------- | ------------------------------------------- | ------------------------------------------- | ------------------------------------------- |
|                                             |                                             |                                             |                                             |                                             |
| чорногорці                                  | чорногорці                                  |                                             | 383 988 (81,37 %)                           | 383 988 (81,37 %)                           |
| мусульмани                                  | мусульмани                                  |                                             | 30 665 (6,5 %)                              | 30 665 (6,5 %)                              |
| албанці                                     | албанці                                     |                                             | 25 803 (5,47 %)                             | 25 803 (5,47 %)                             |
| серби                                       | серби                                       |                                             | 14 087 (2,99 %)                             | 14 087 (2,99 %)                             |
| хорвати                                     | хорвати                                     |                                             | 10 664 (2,26 %)                             | 10 664 (2,26 %)                             |
| югослави                                    | югослави                                    |                                             | 1 559 (0,33 %)                              | 1 559 (0,33 %)                              |
| Разом: 471 894 мешканців                    |                                             |                                             |                                             |                                             |

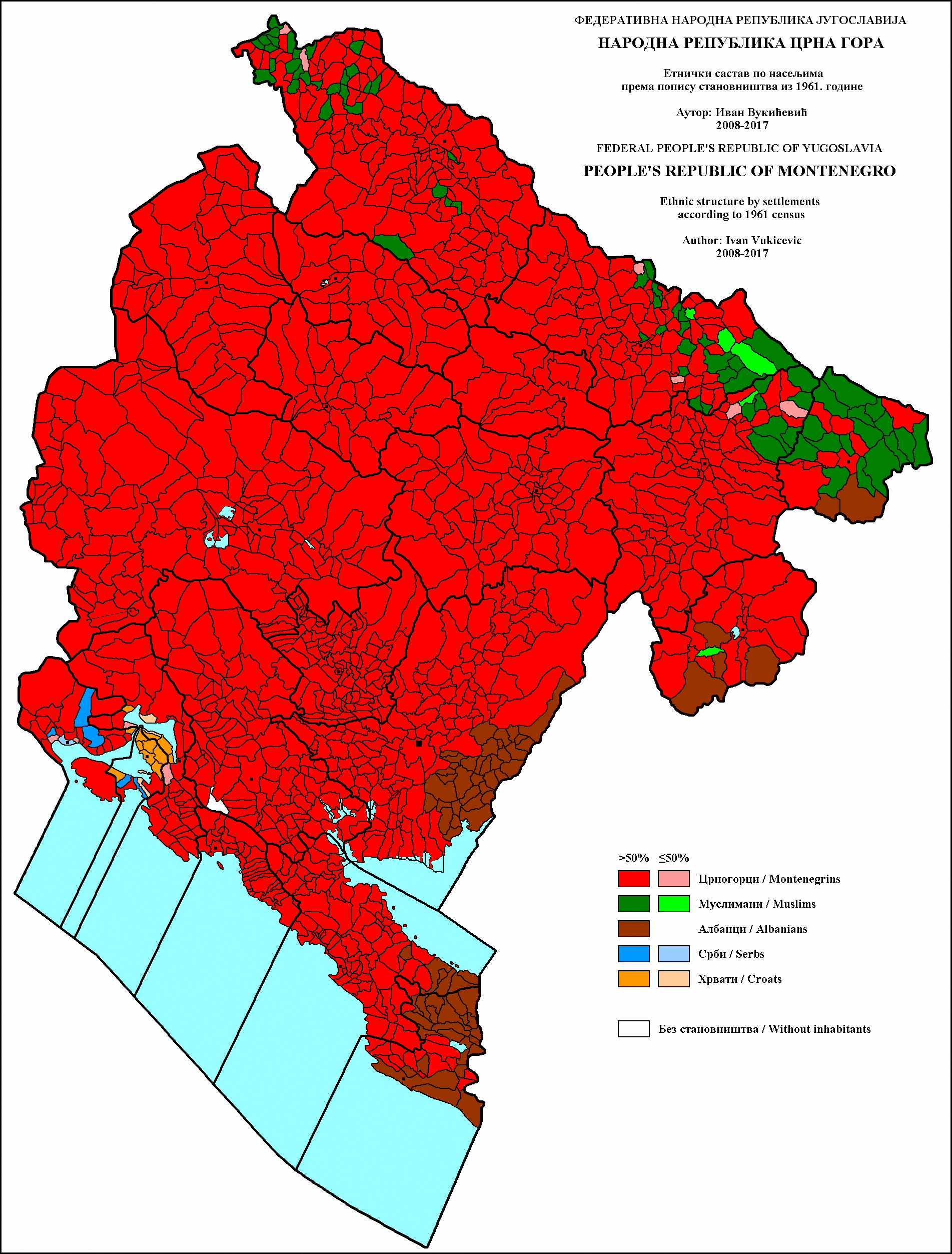
Етнічний склад населення Чорногорії за поселеннями (1961)
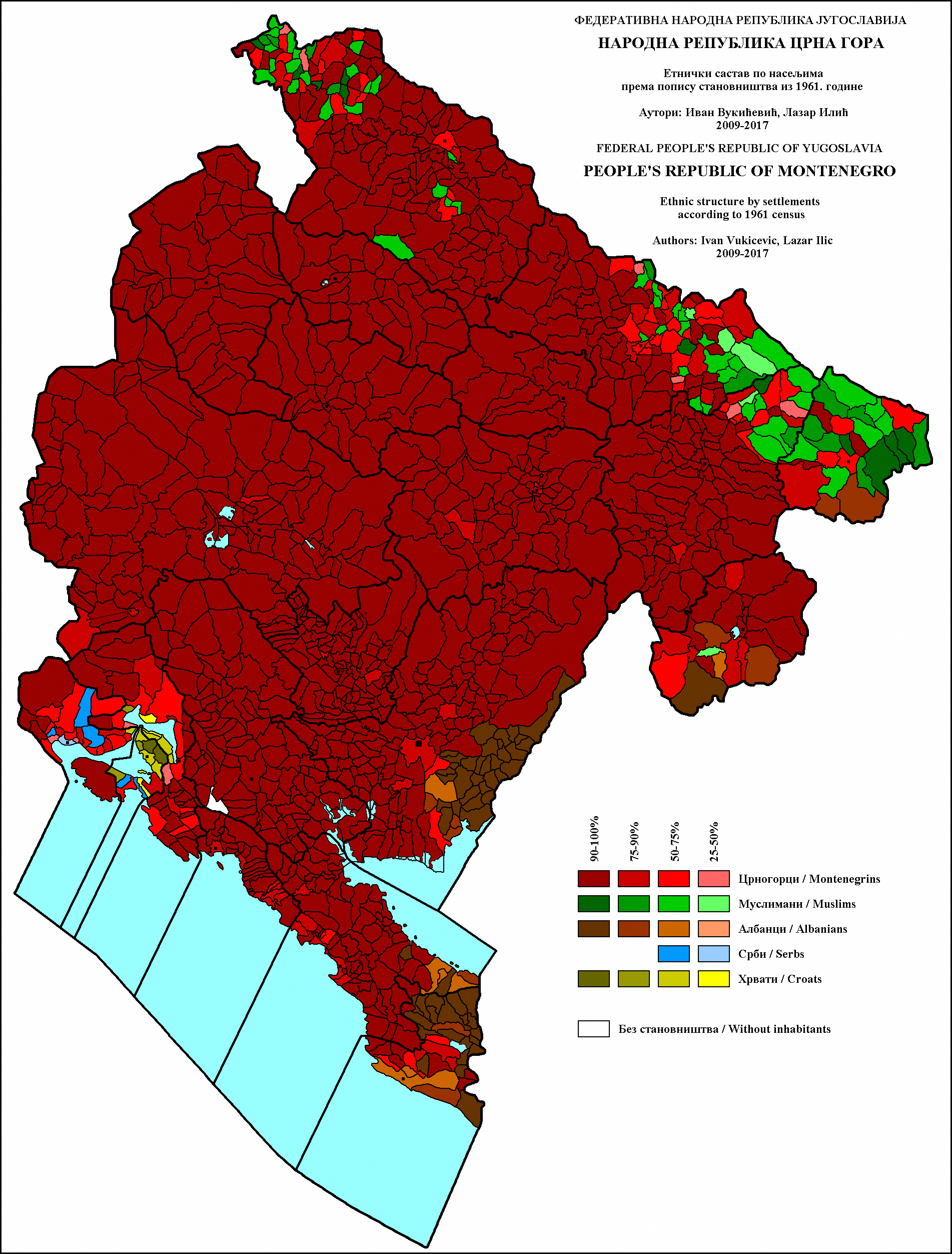
Етнічний склад населення Чорногорії за поселеннями (1961)
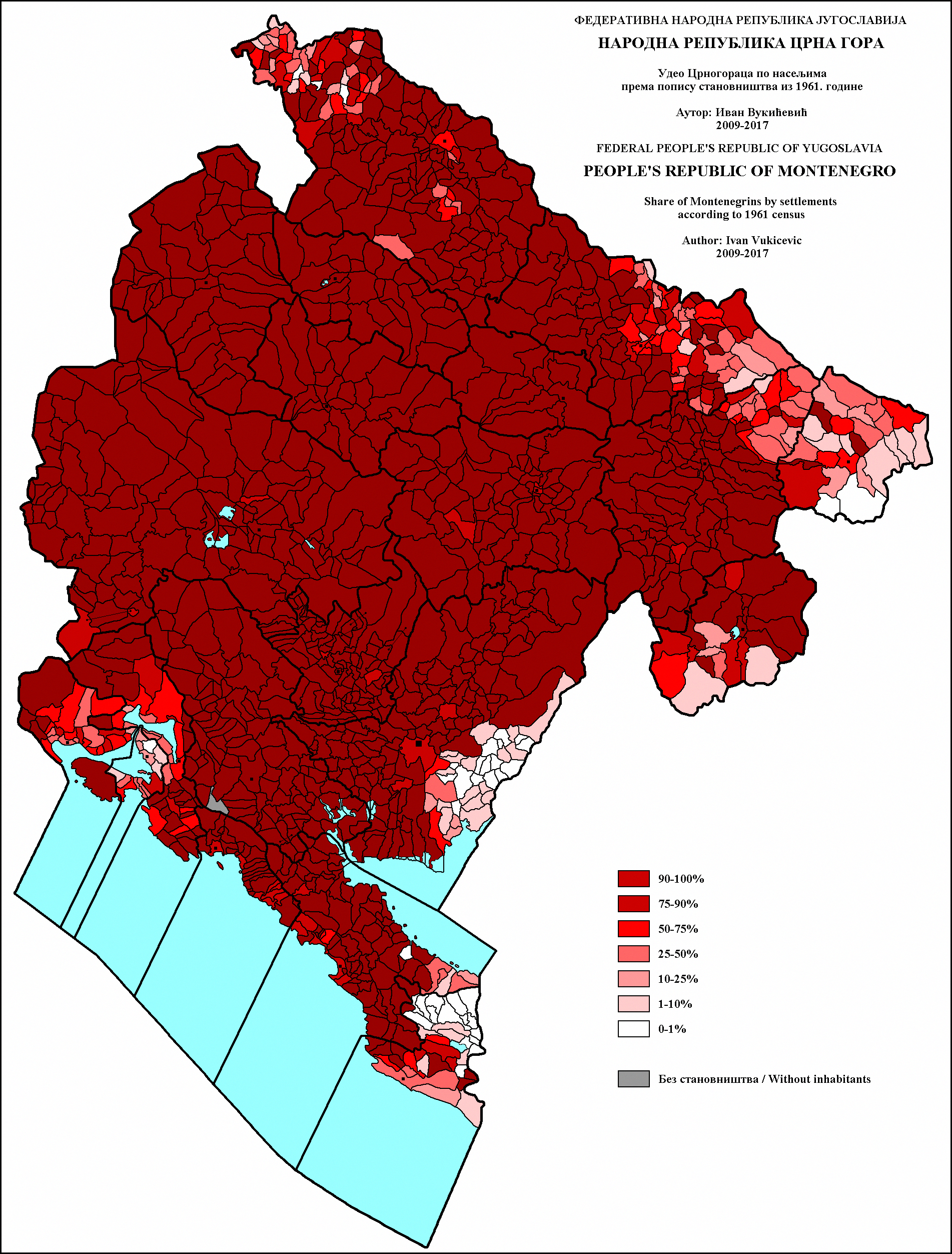
Поширеність чорногорців у Чорногорії за поселеннями (1961)
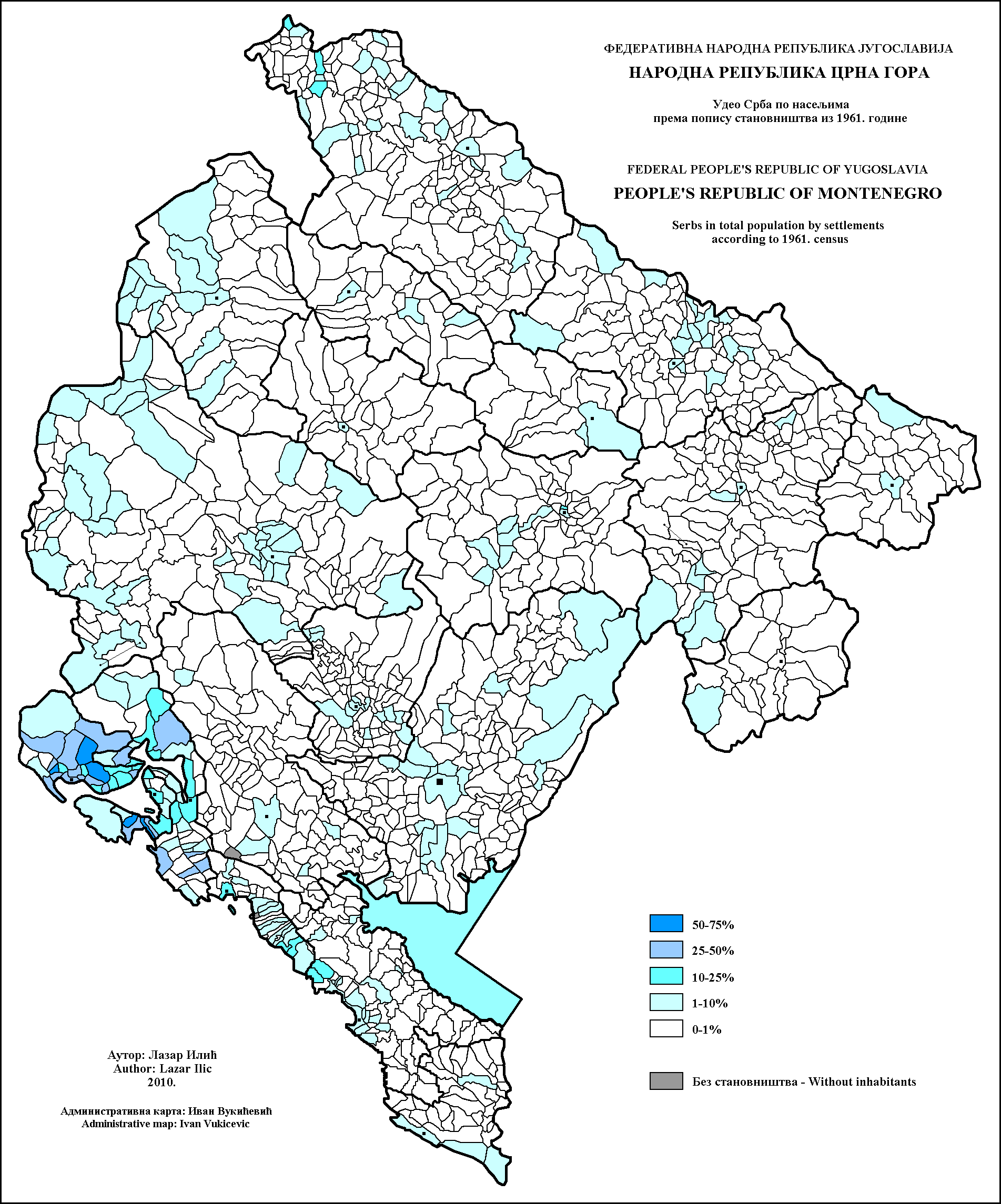
Поширеність сербів у Чорногорії за поселеннями (1961)
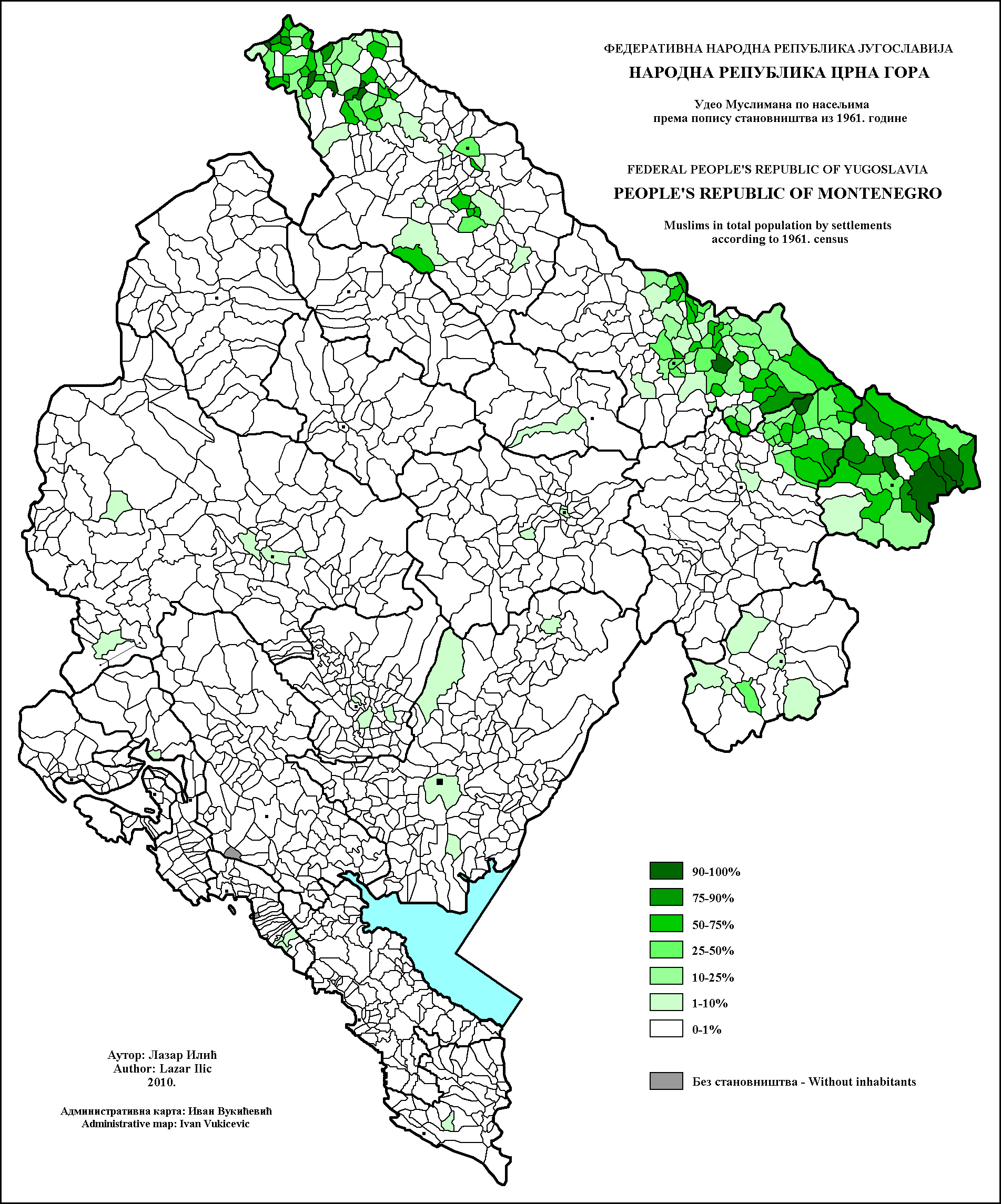
Поширеність мусульман у Чорногорії за поселеннями (1961)
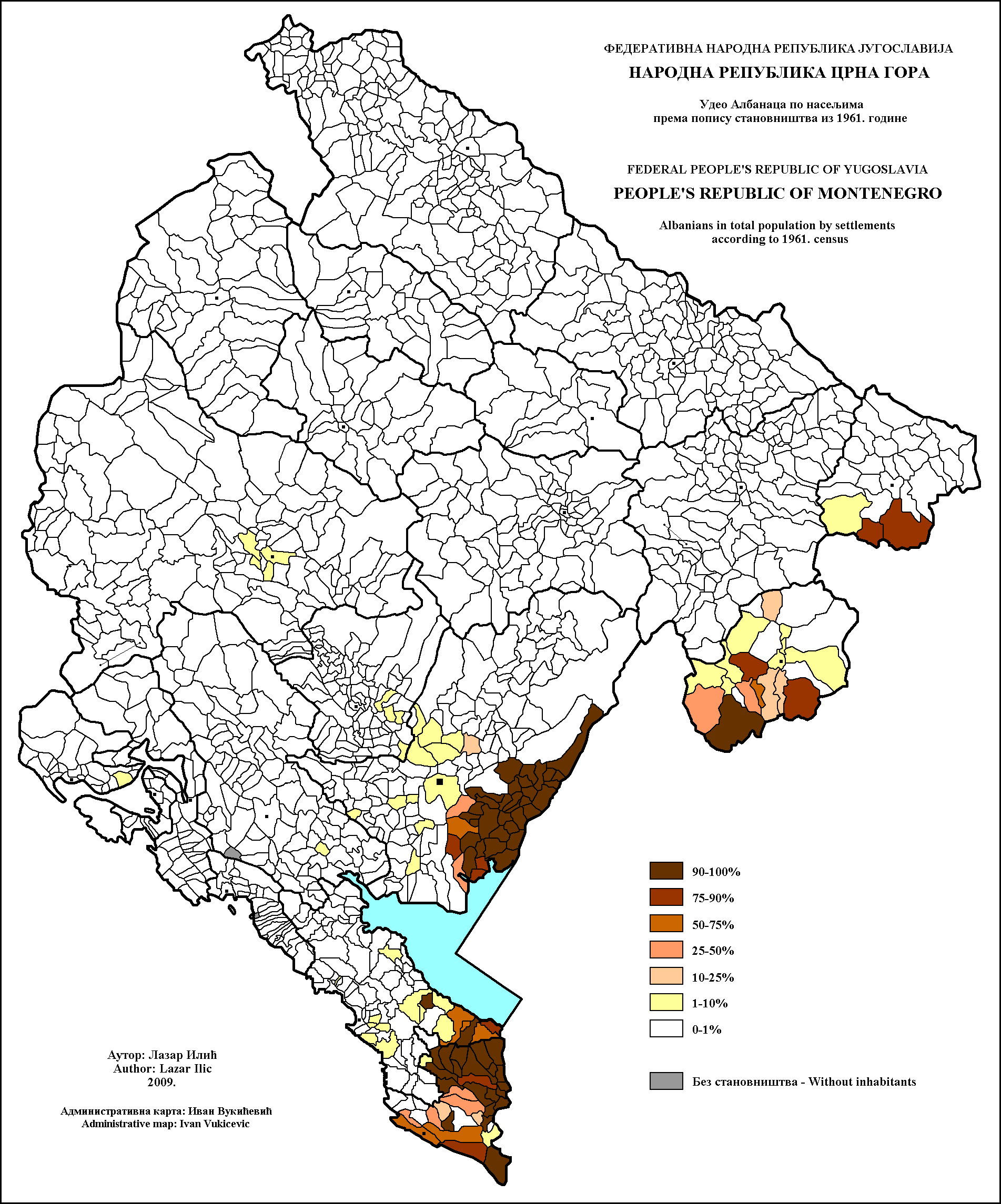
Поширеність албанців у Чорногорії за поселеннями (1961)
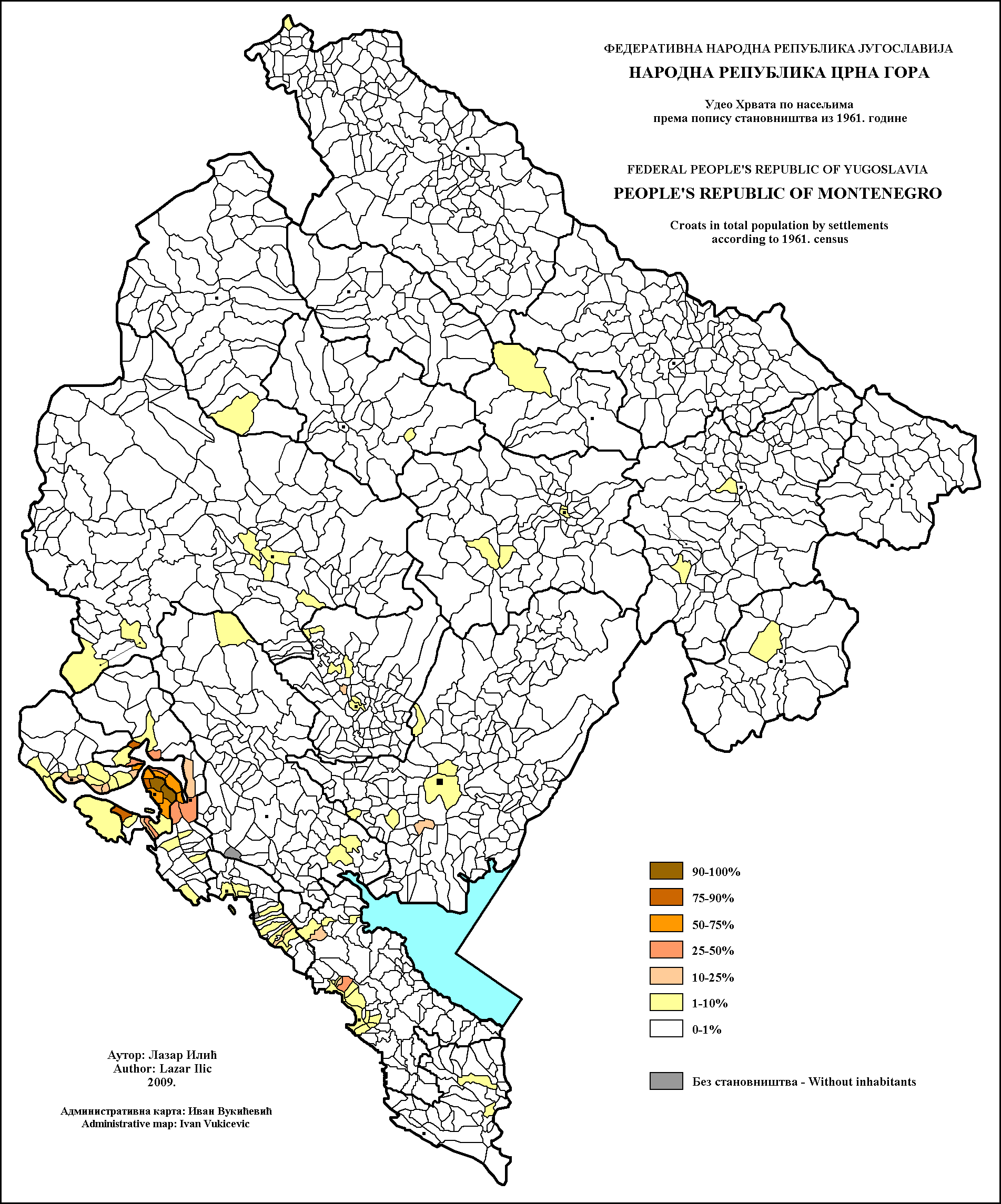
Поширеність хорватів у Чорногорії за поселеннями (1961)
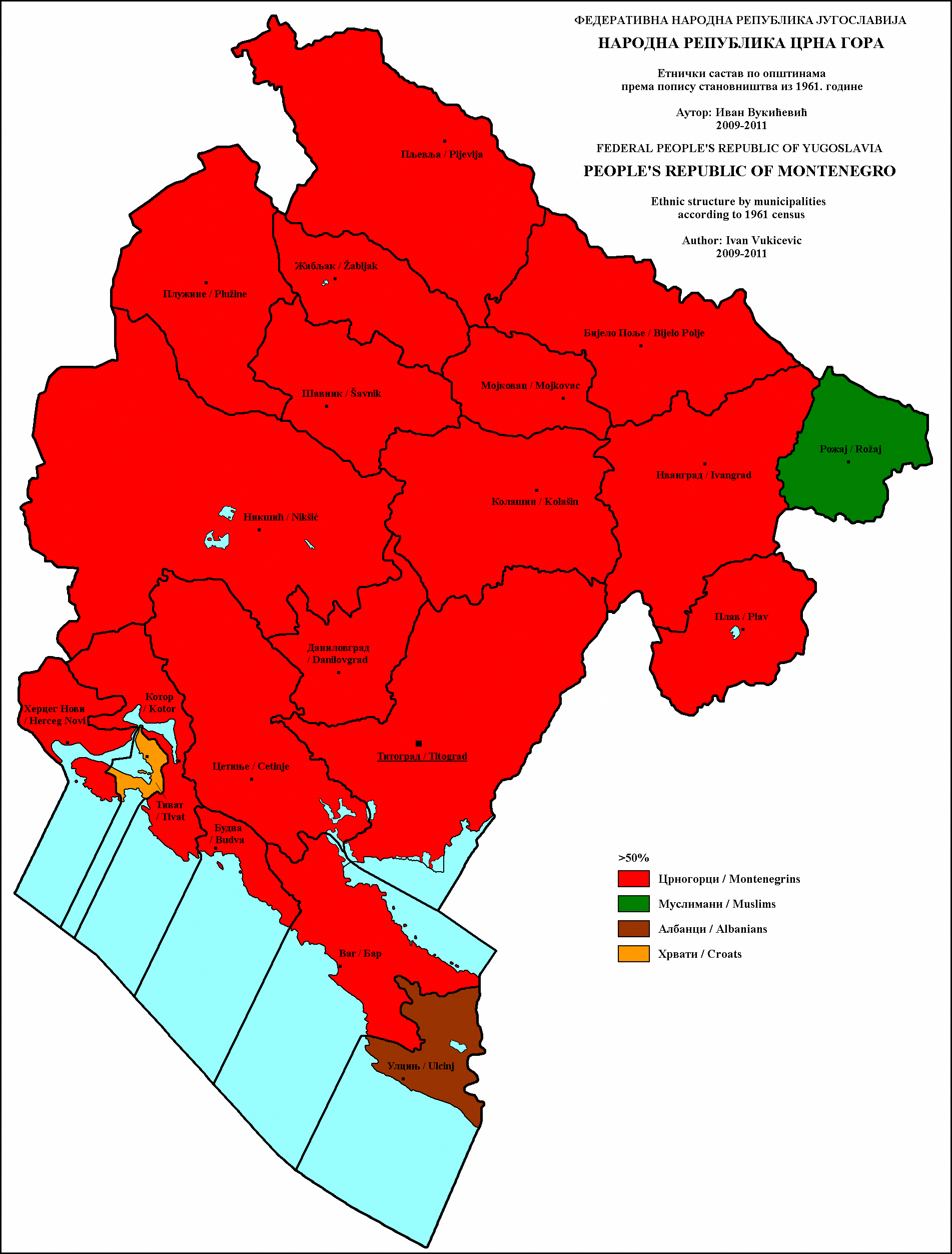
Етнічний склад Чорногорії за муніципалітетами (1961)
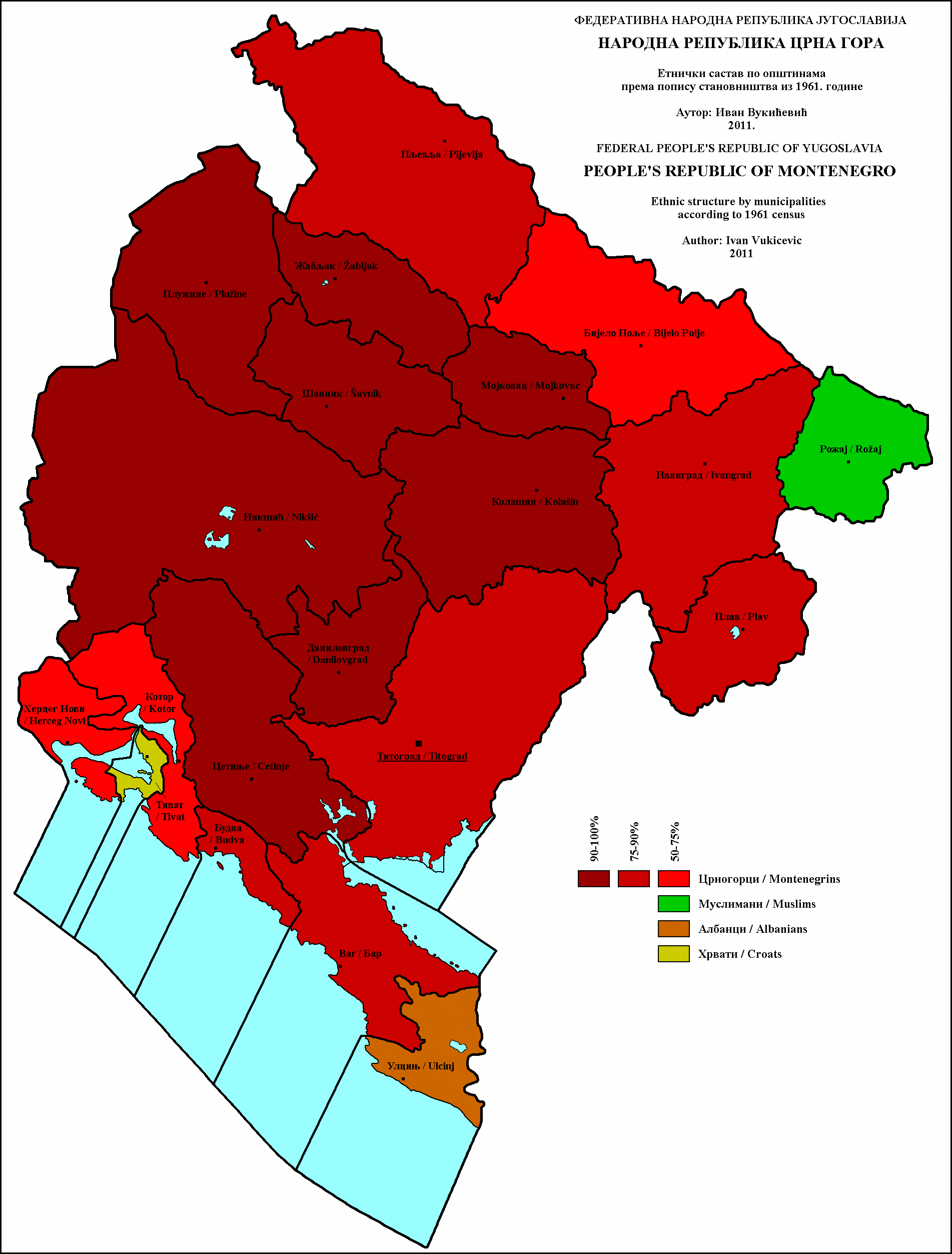
Етнічний склад Чорногорії за муніципалітетами (1961)

У 1968 році комуністичний уряд Югославії запровадив нову приналежність — етнічні мусульмани.

## 1971 рік
| Населення Чорногорії за переписом 1971 року | Населення Чорногорії за переписом 1971 року | Населення Чорногорії за переписом 1971 року | Населення Чорногорії за переписом 1971 року | Населення Чорногорії за переписом 1971 року |
| ------------------------------------------- | ------------------------------------------- | ------------------------------------------- | ------------------------------------------- | ------------------------------------------- |
|                                             |                                             |                                             |                                             |                                             |
| чорногорці                                  | чорногорці                                  |                                             | 355 632 (67,15 %)                           | 355 632 (67,15 %)                           |
| мусульмани                                  | мусульмани                                  |                                             | 70 236 (13,26 %)                            | 70 236 (13,26 %)                            |
| серби                                       | серби                                       |                                             | 39 512 (7,46 %)                             | 39 512 (7,46 %)                             |
| албанці                                     | албанці                                     |                                             | 35 671 (6,74 %)                             | 35 671 (6,74 %)                             |
| югослави                                    | югослави                                    |                                             | 10 943 (2,07 %)                             | 10 943 (2,07 %)                             |
| хорвати                                     | хорвати                                     |                                             | 9 192 (1,74 %)                              | 9 192 (1,74 %)                              |
| Разом: 529 604 мешканців                    |                                             |                                             |                                             |                                             |

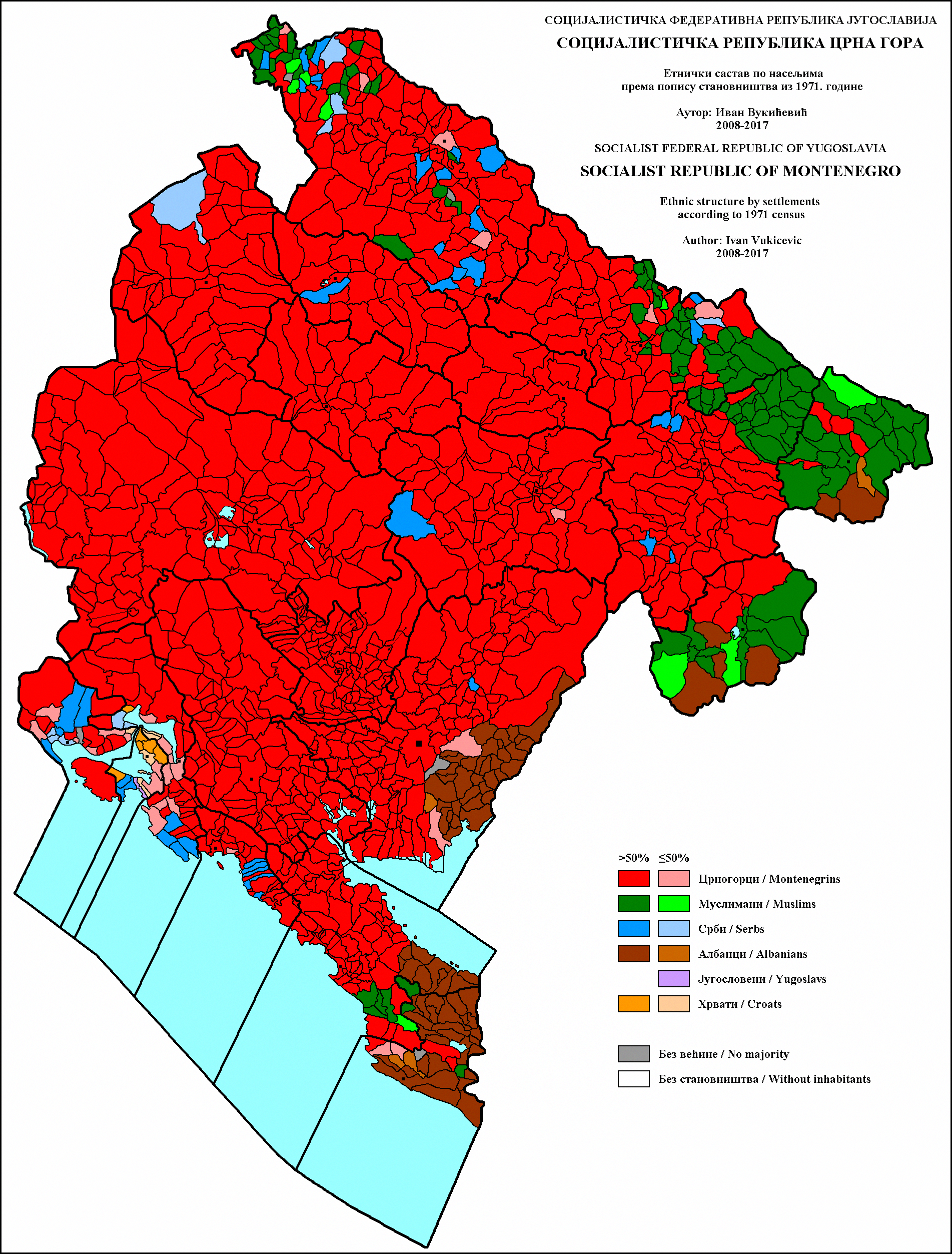
Етнічний склад Чорногорії за поселеннями (1971)
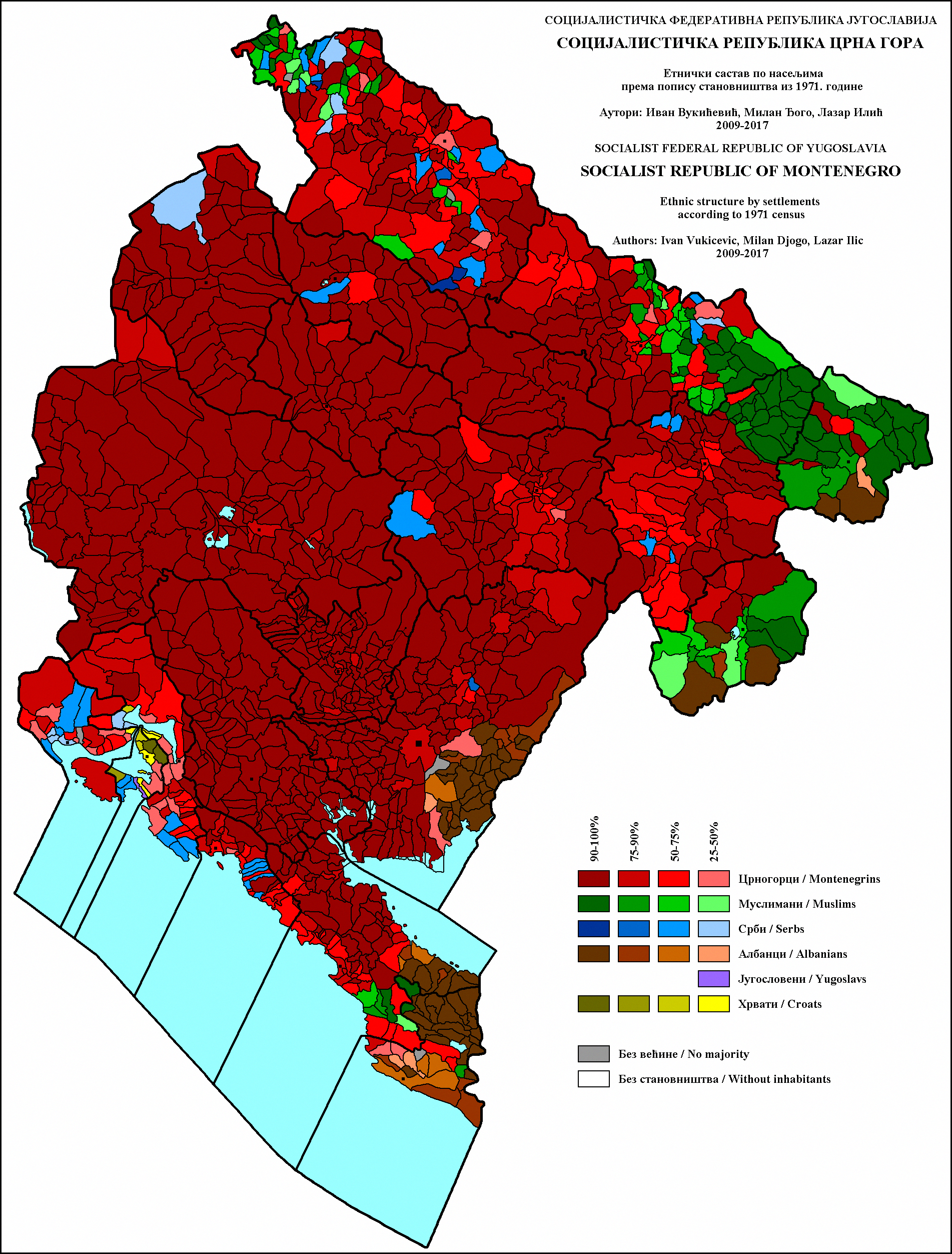
Етнічний склад Чорногорії за поселеннями (1971)
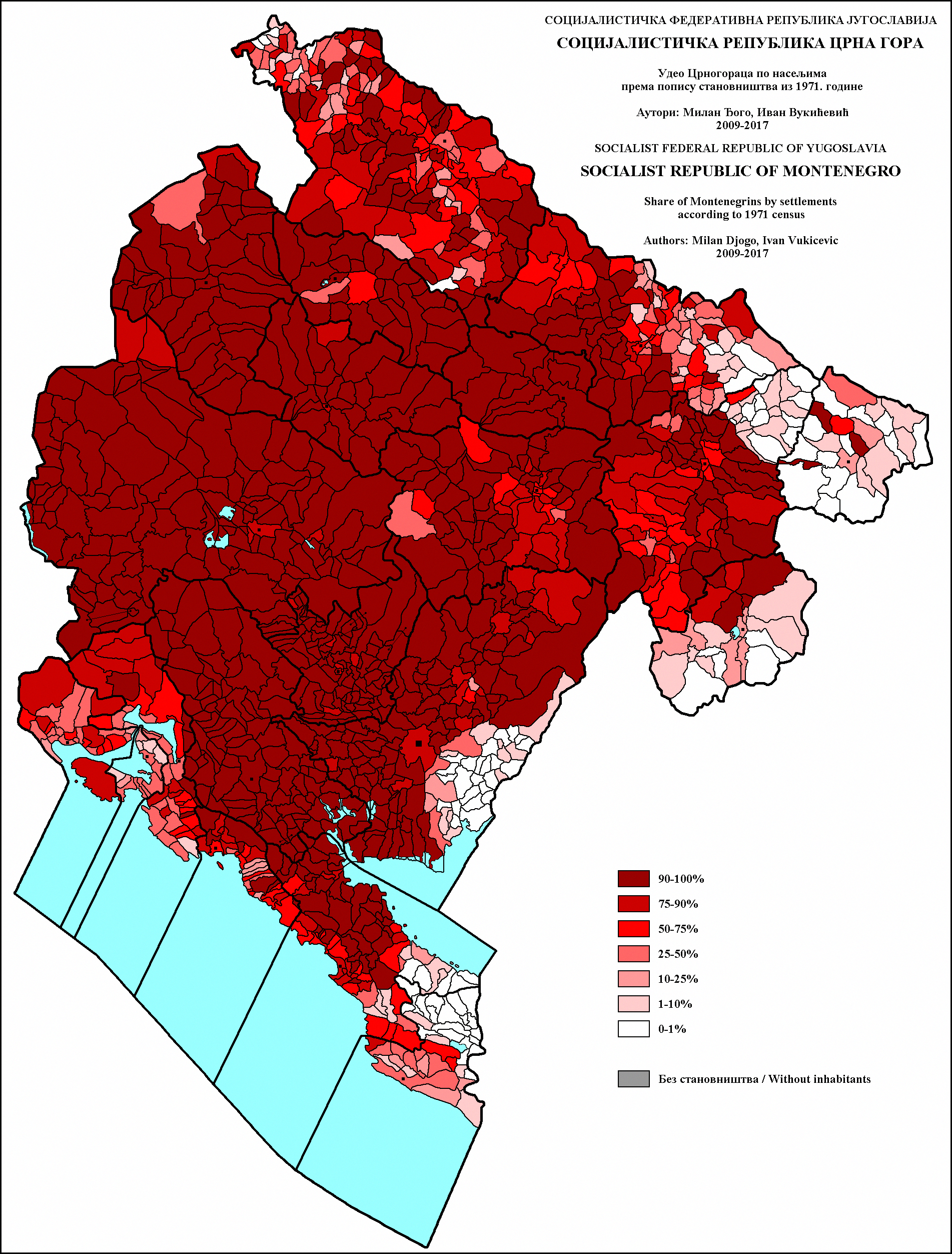
Поширеність чорногорців у Чорногорії за поселеннями (1971)
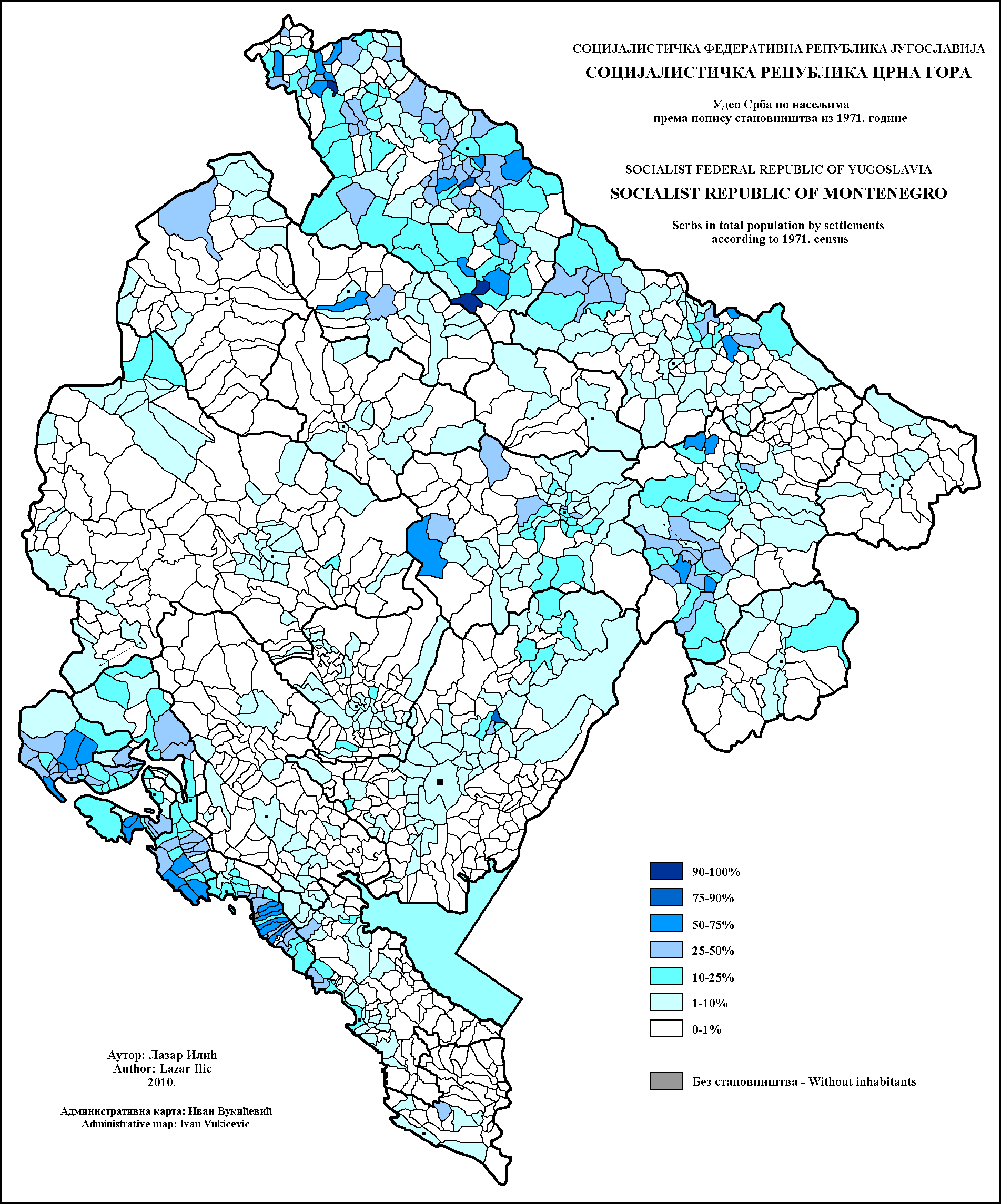
Поширеність сербів у Чорногорії за поселеннями (1971)
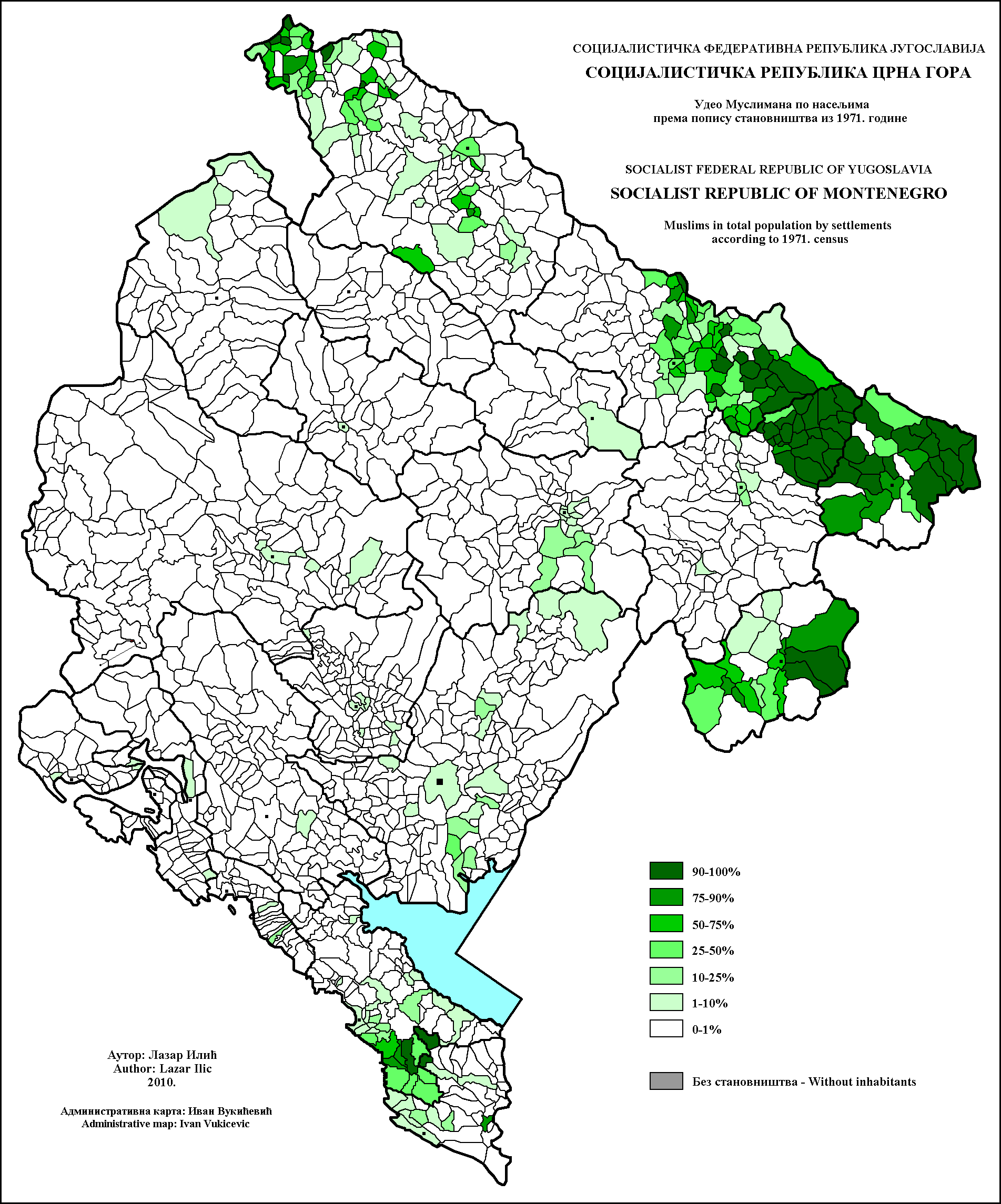
Поширеність мусульман у Чорногорії за поселеннями (1971)
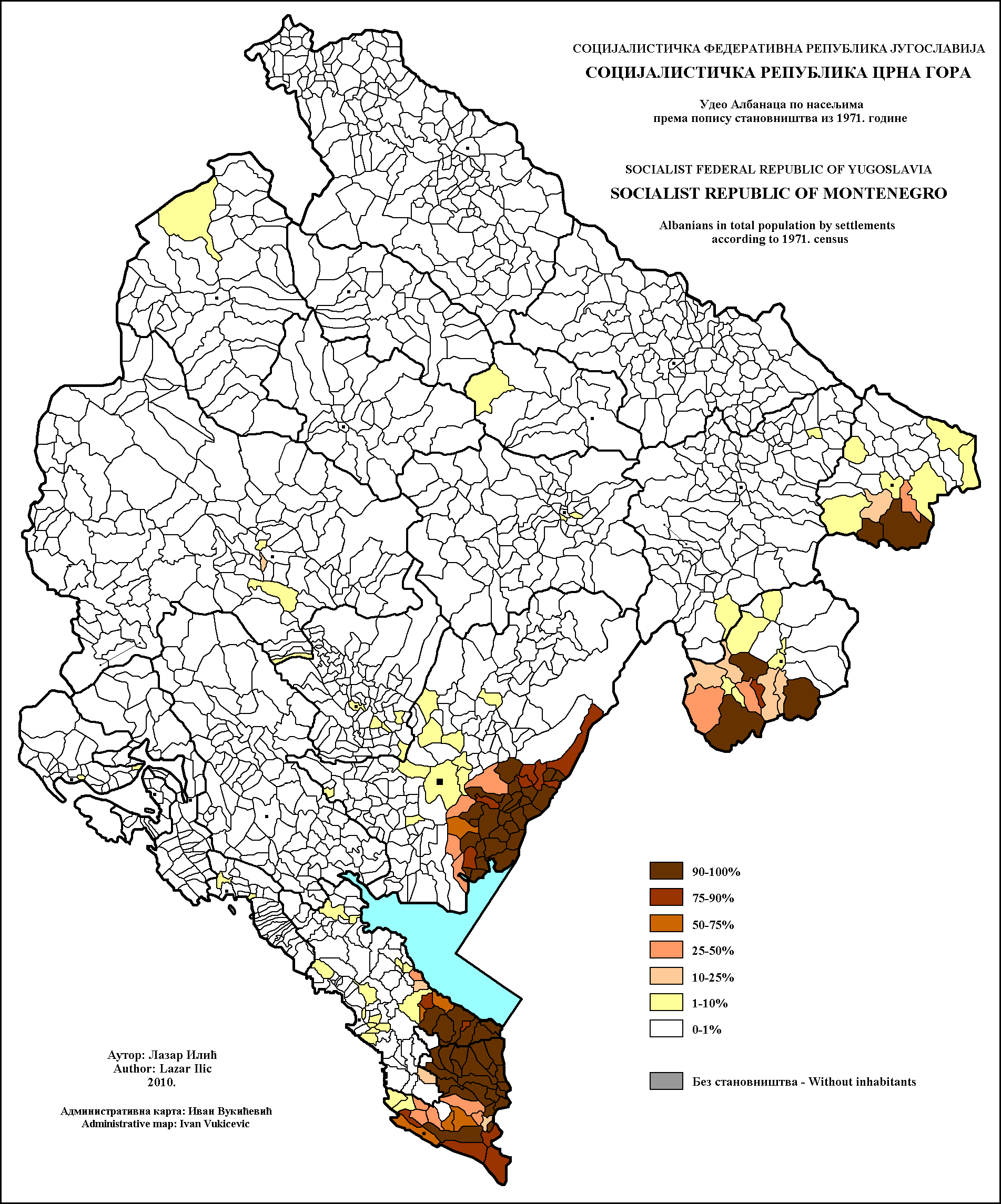
Поширеність албанців у Чорногорії за поселеннями (1971)
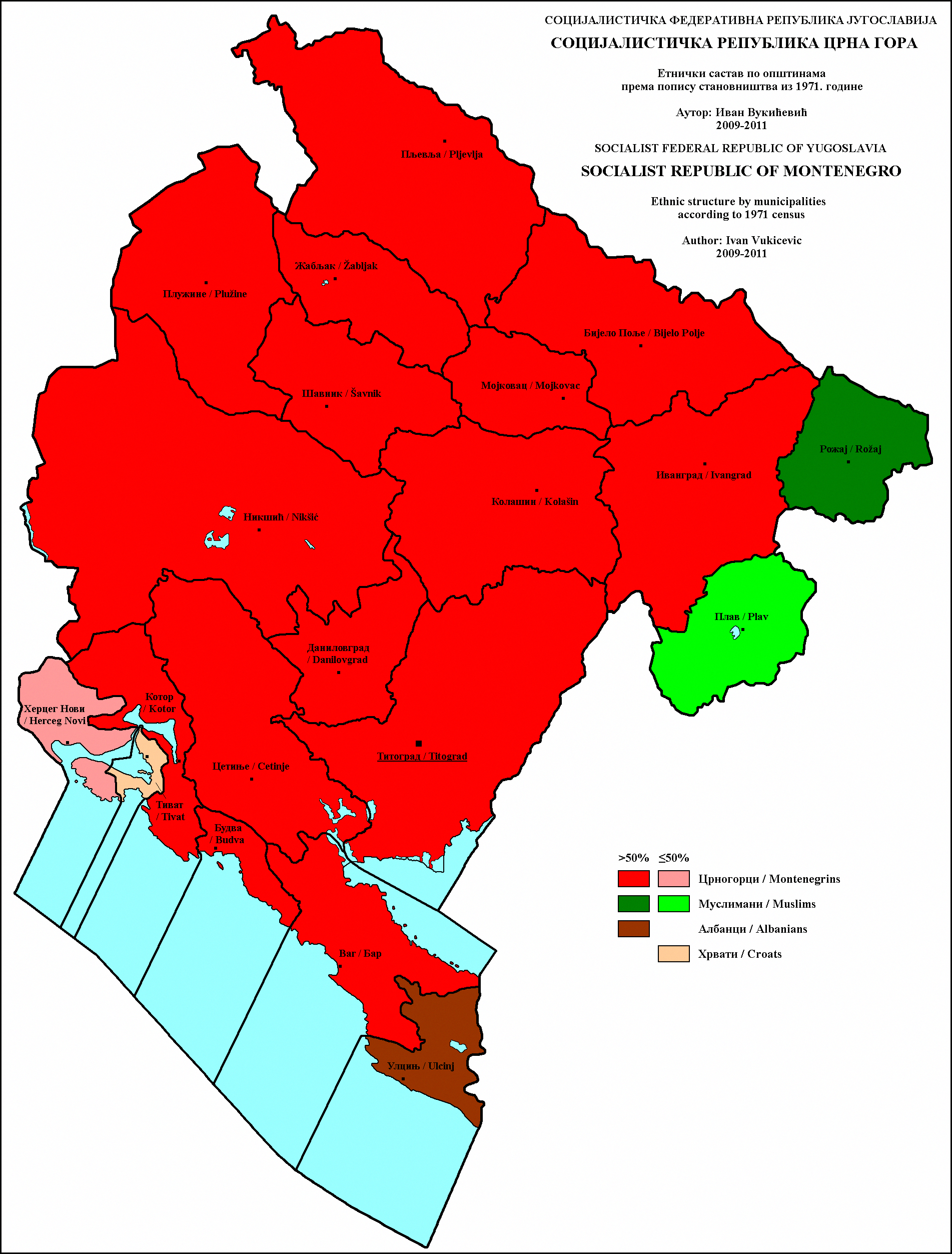
Етнічний склад Чорногорії за муніципалітетами (1971)
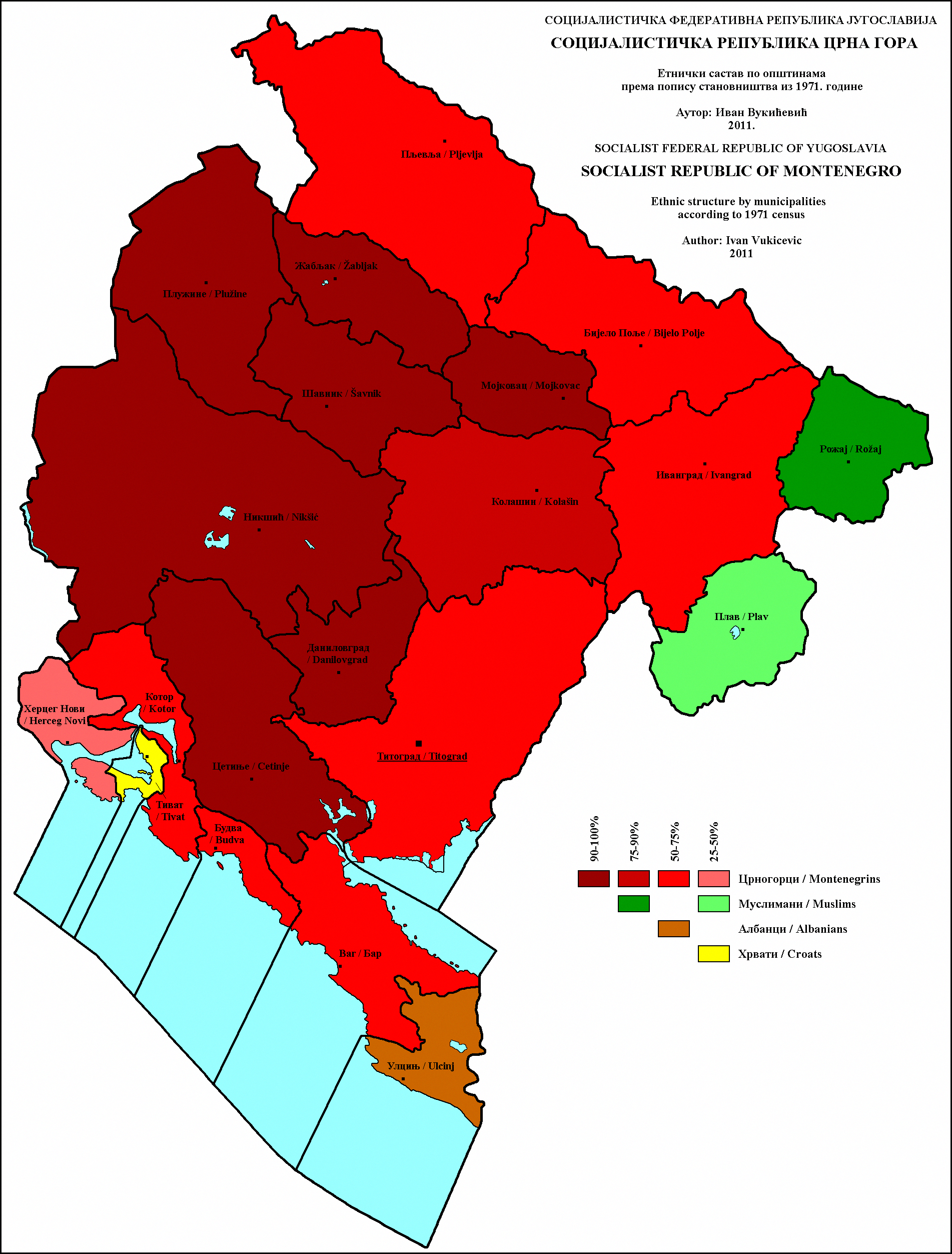
Етнічний склад Чорногорії за муніципалітетами (1971)

## 1981 рік
Результати перепису 1981 року:
```
Всього: 584 310 жителів
: 
чорногорці
 : 400 488 (
68,54 %
)
: 
етнічні мусульмани
 : 78 080 (
13,36 %
)
: 
албанці
 : 37 735 (
6,46 %
)
: 
югослави
 : 31 243 (
5,35 %
)
: 
серби
 : 19 407 (
3,32 %
)
: 
хорвати
 : 6 904 (
1,81 %
)
: 
роми
 : 1 471 (
0,25 %
)
: 
македонці
 : 875 (
0,15 %
)
: 
словенці
 : 564 (
0,1 %
)
: 
угорці
 : 238 (
0,04 %
)
: 
німці
 : 107 (
0,02 %
)
: 
росіяни
 : 96 (
0,02 %
)
: 
італійці
 : 45 (
0,01 %
)
: інші: 816 (
0,14 %
)
: немає відповіді: 301 (
0,05 %
)
: регіональна приналежність: 1 602 (
0,27 %
)
: невідомо: 4 338 (
0,74 %
)
```

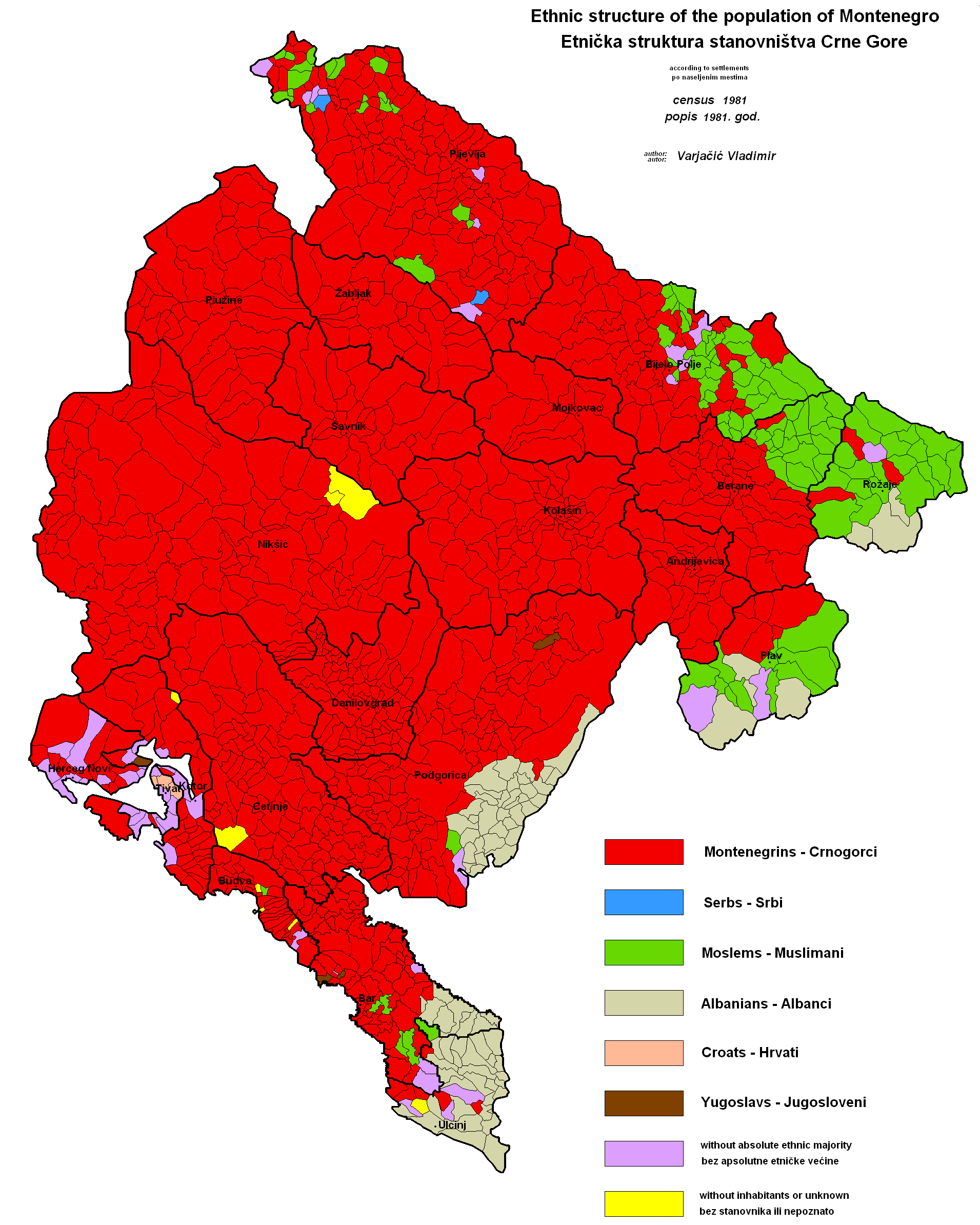
Етнічний склад Чорногорії за поселеннями (1981)
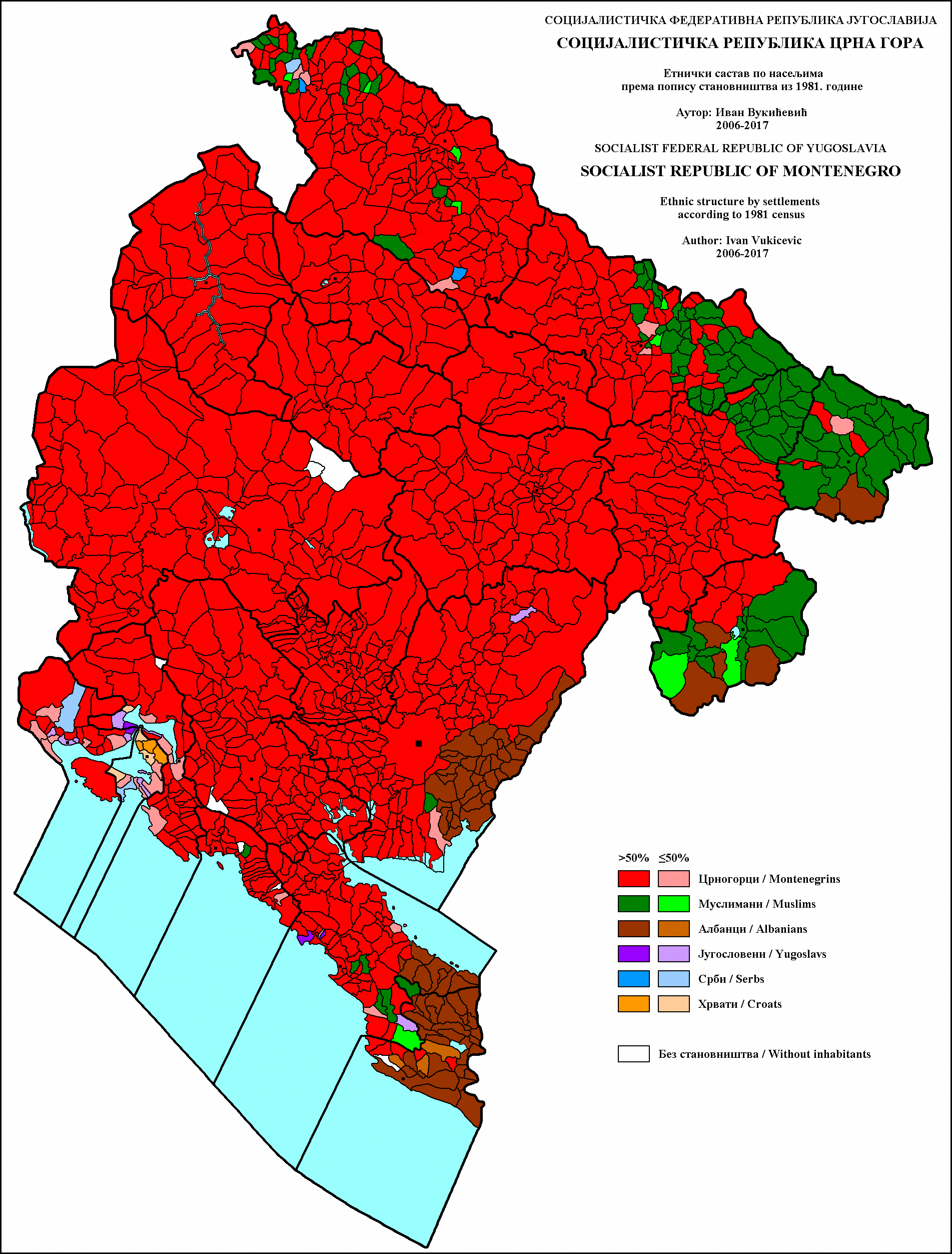
Етнічний склад Чорногорії за поселеннями (1981)
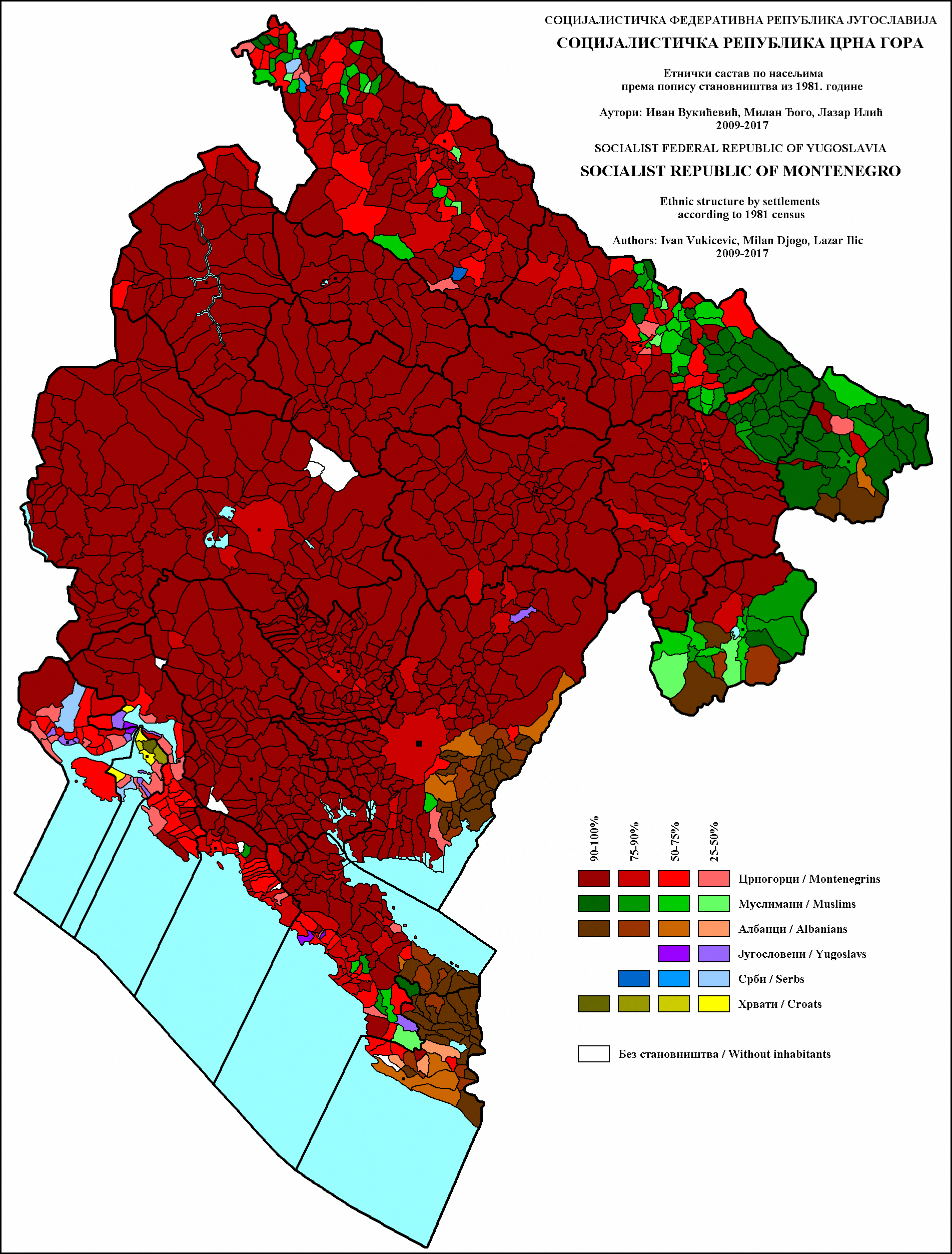
Етнічний склад Чорногорії за поселеннями (1981)
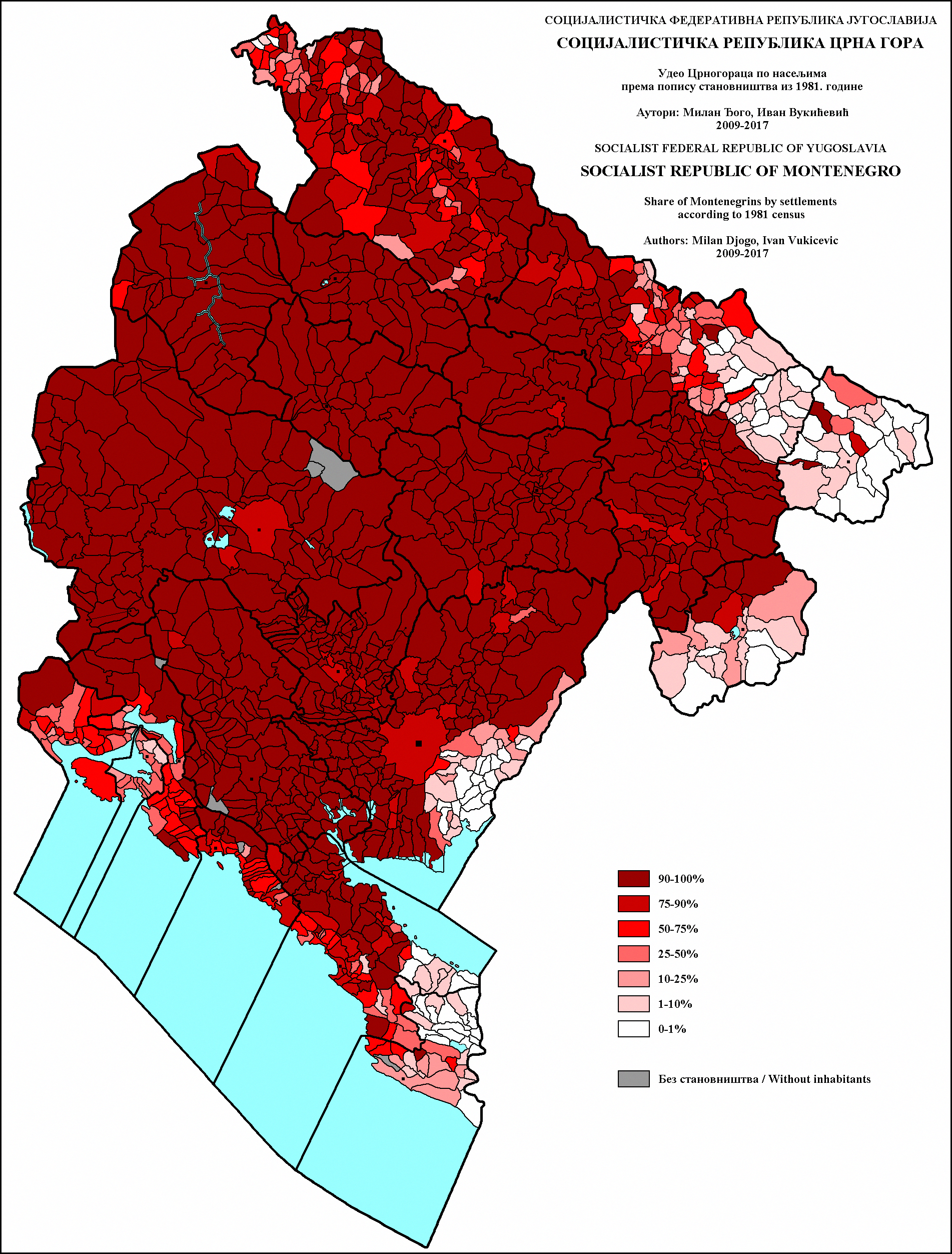
Поширеність чорногорців у Чорногорії за поселеннями (1981)
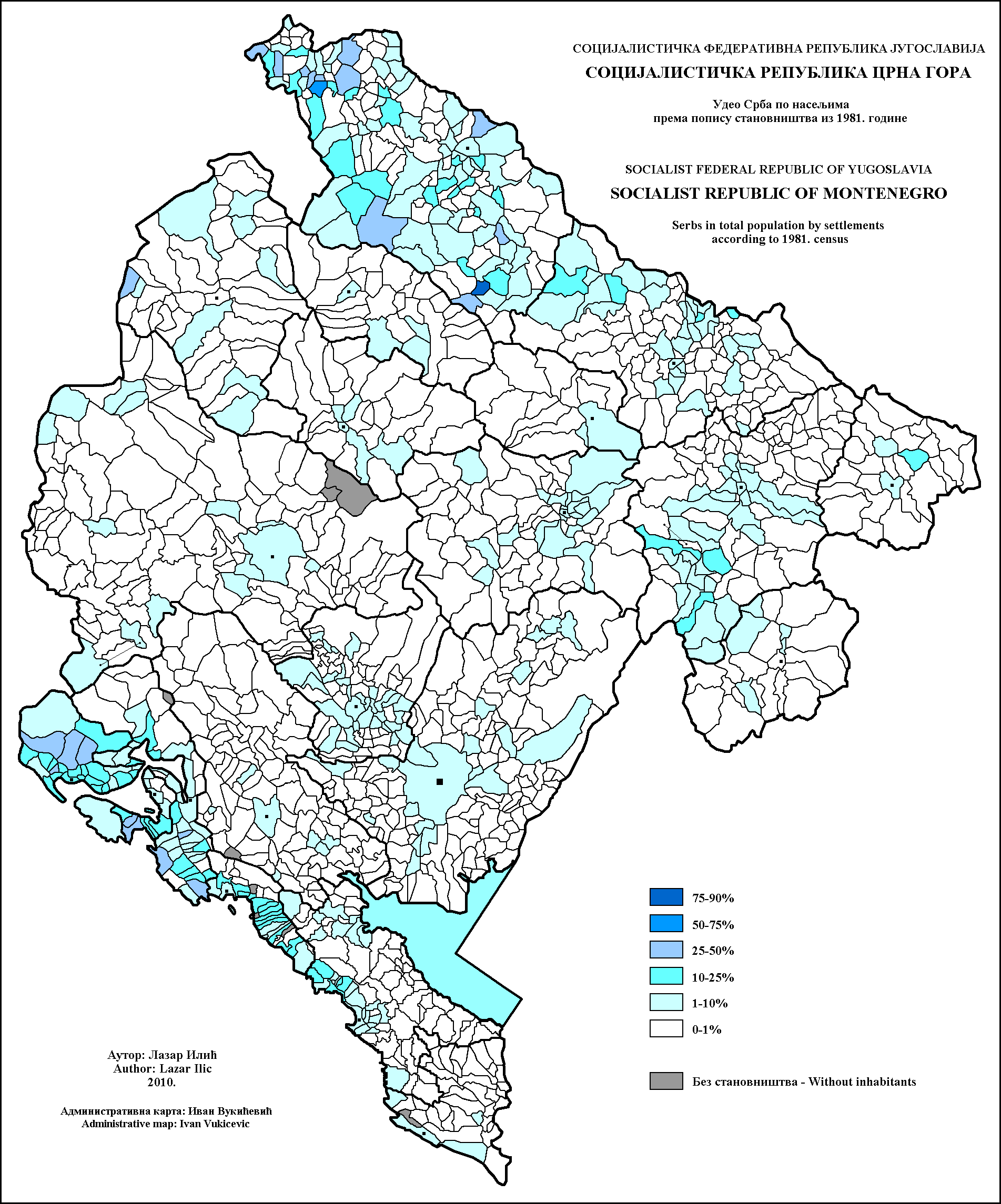
Поширеність сербів у Чорногорії за поселеннями (1981)
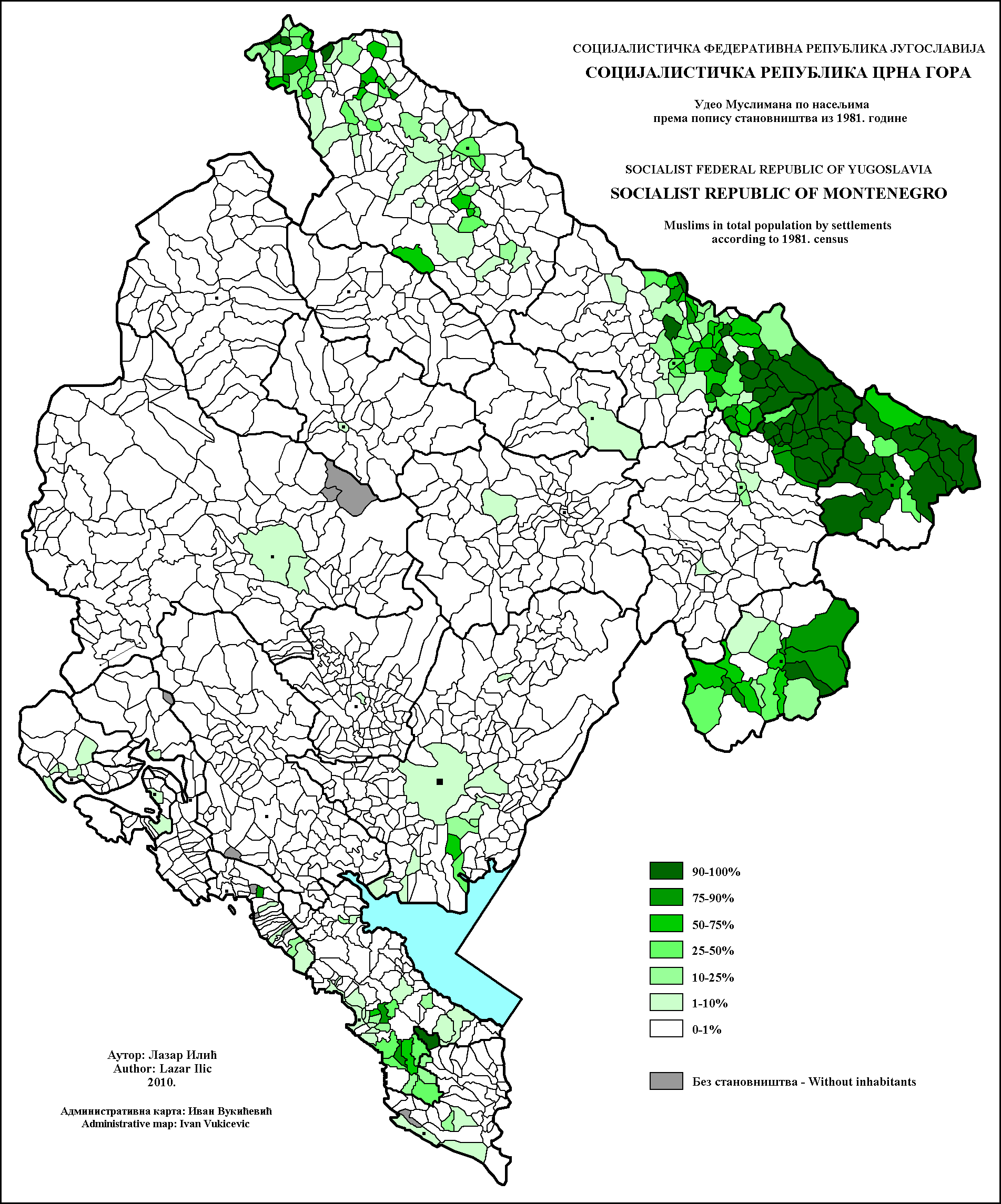
Поширеність мусульман у Чорногорії за поселеннями (1981)
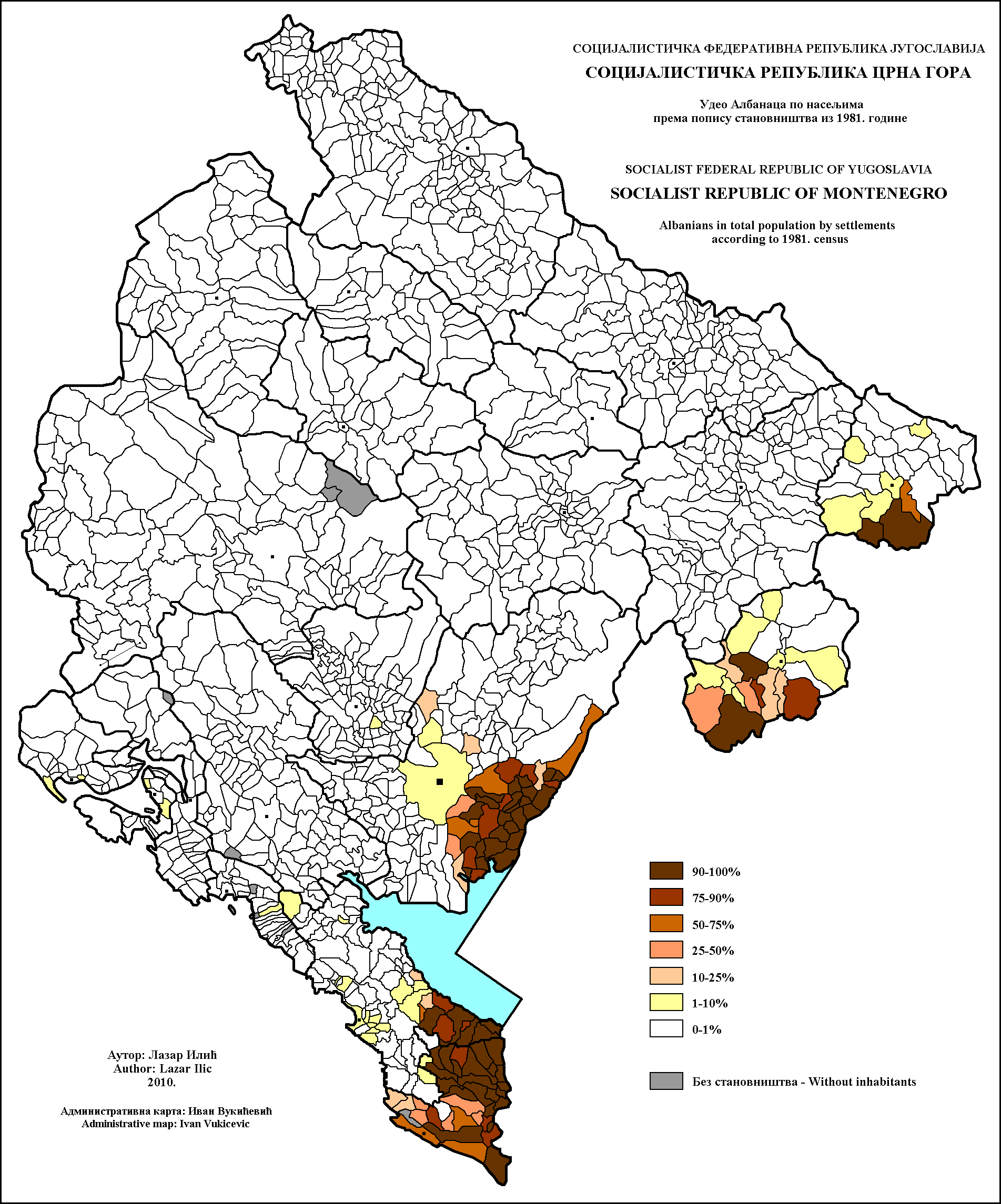
Поширеність албанців у Чорногорії за поселеннями (1981)
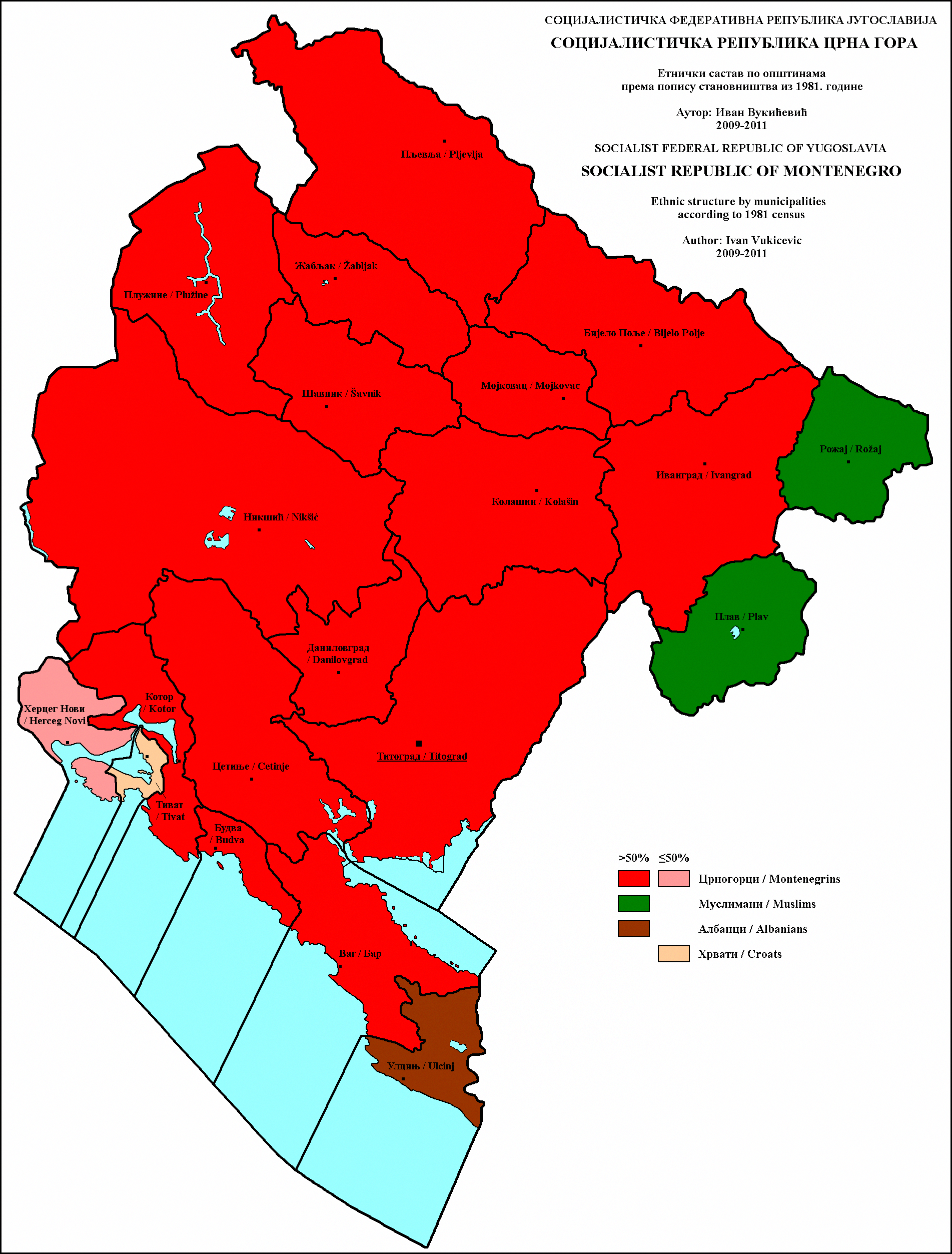
Етнічний склад Чорногорії за муніципалітетами (1981)
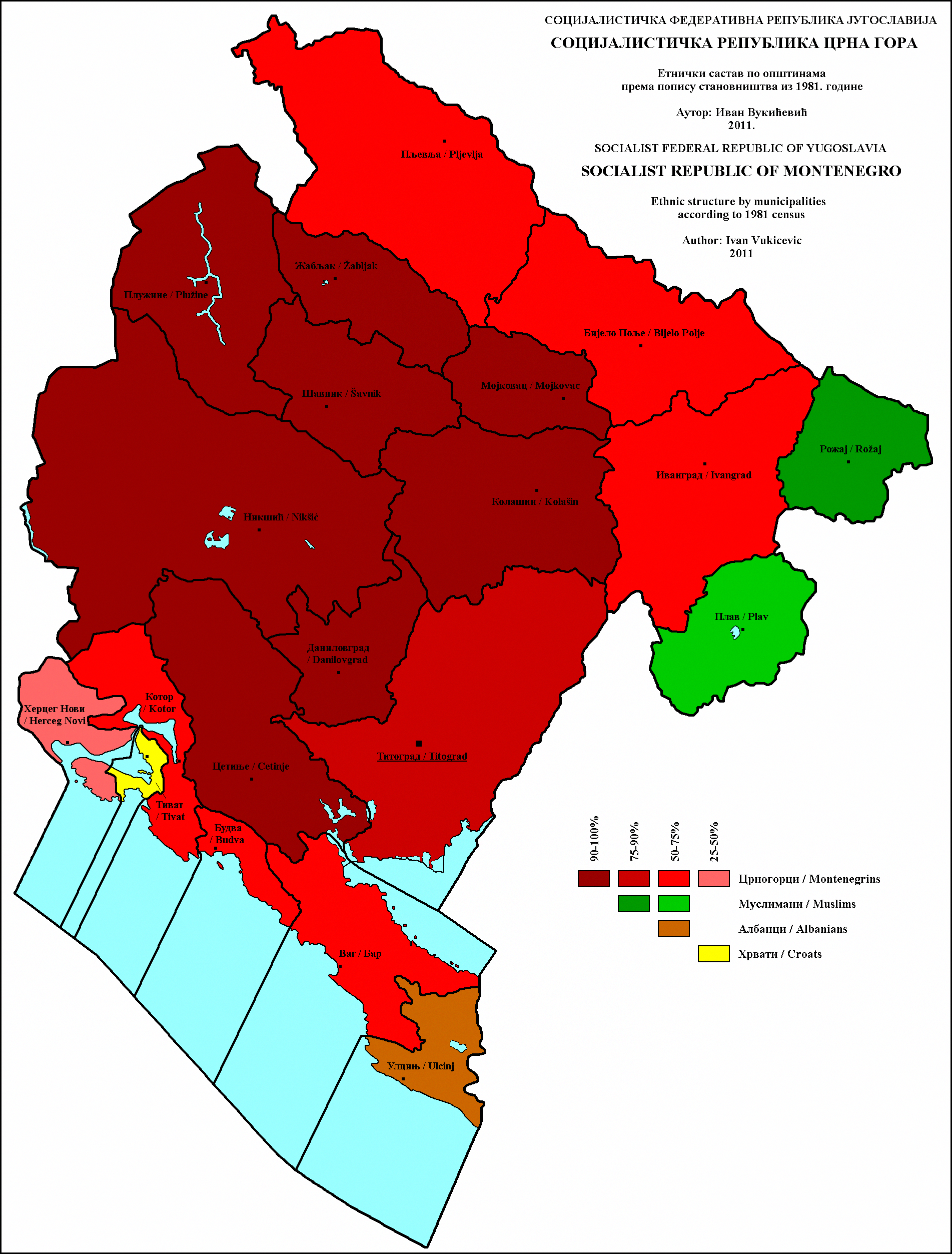
Етнічний склад Чорногорії за муніципалітетами (1981)

## 1991 рік
Результати перепису 1991 року:

### Етнічна структура
```
: 
чорногорці
: 380 467 (
61,86 %
)
: 
етнічні мусульмани
: 89 614 (14,57 
%
 )
: 
серби
: 57 453 (
9,34 %
)
: 
албанці
: 40 415 (
6,57 %
)
: 
югослави
: 26 159 (
4,25 %
)
: 
хорвати
: 6 244 (
1,02 %
)
: 
роми
: 3 282 (
0,53 %
)
: 
македонці
: 1 072 (
0,17 %
)
: 
словенці
: 369 (
0,06 %
)
: 
угорці
: 205 (
0,03 %
)
: 
німці
: 124 (
0,02 %
)
: 
росіяни
: 118 (
0,02 %
)
: 
італійці
: 58 (
0,01 %
)
: інші: 437 (
0,07 %
)
: немає відповіді: 1 944 (
0,32 %
)
: регіональна приналежність: 998 (
0,16 %
)
: невідомо: 6 076 (
0,99 %
)
```

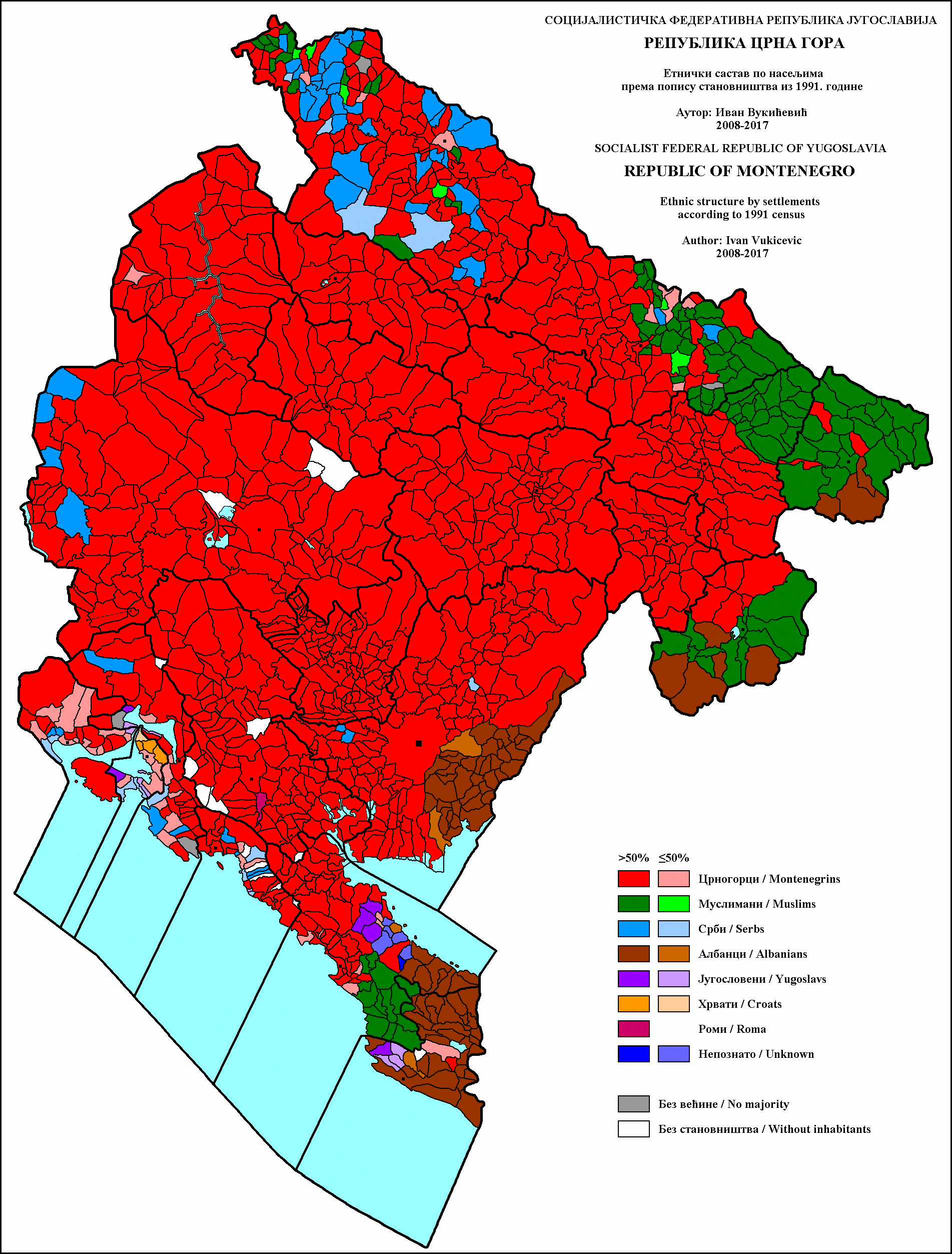
Етнічний склад Чорногорії за поселеннями (1991)
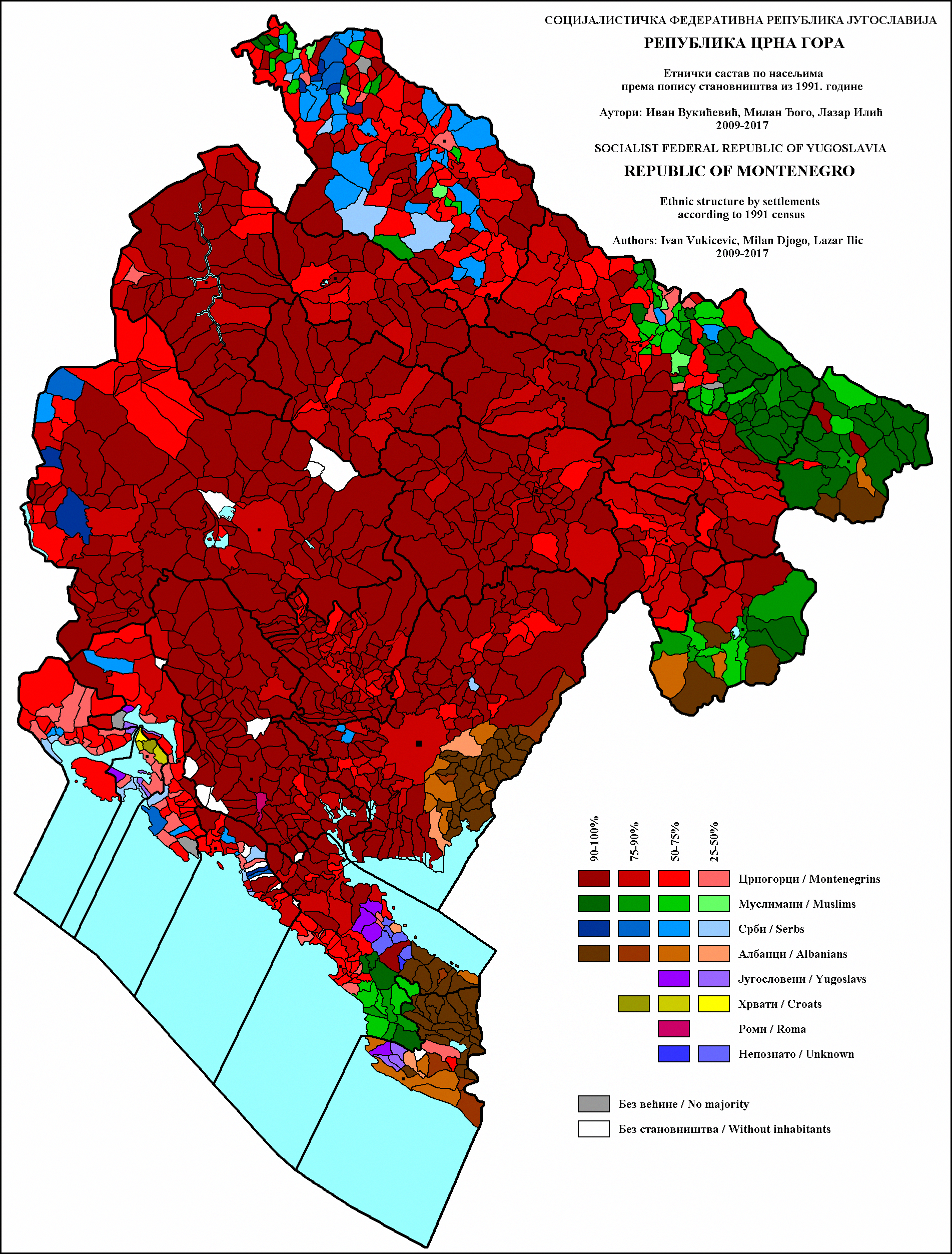
Етнічний склад Чорногорії за поселеннями (1991)
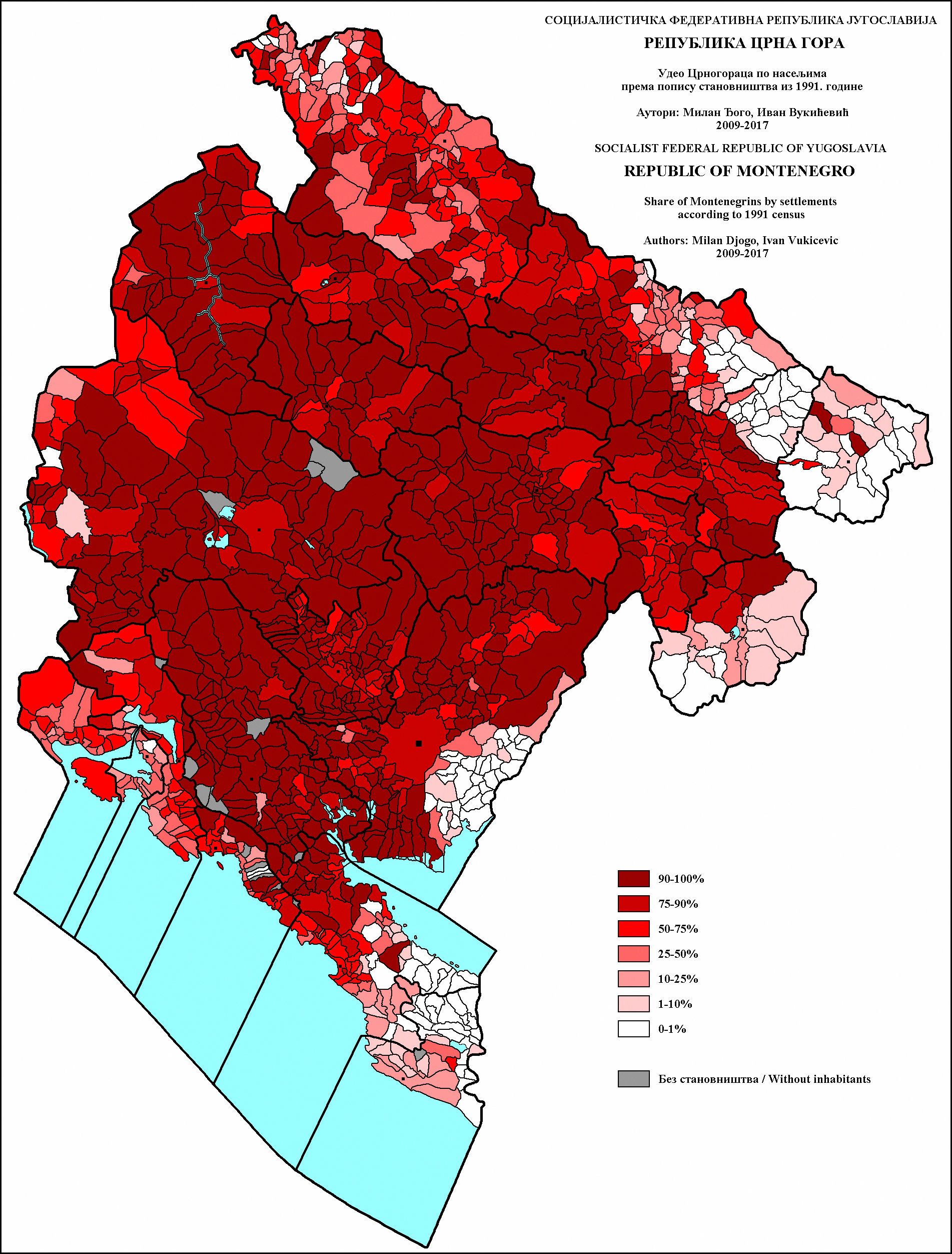
Поширеність чорногорців у Чорногорії за поселеннями (1991)
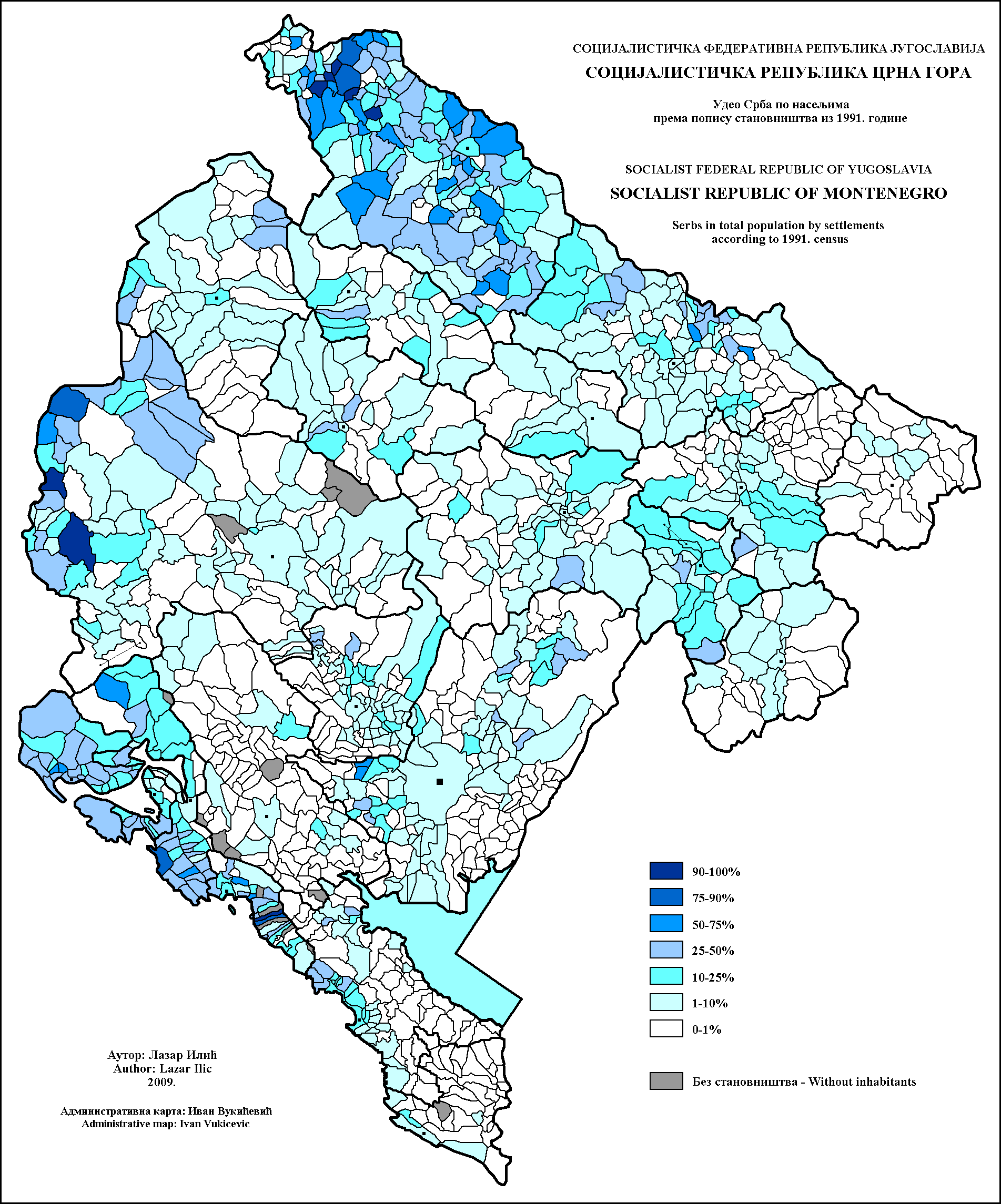
Поширеність сербів у Чорногорії за поселеннями (1991)
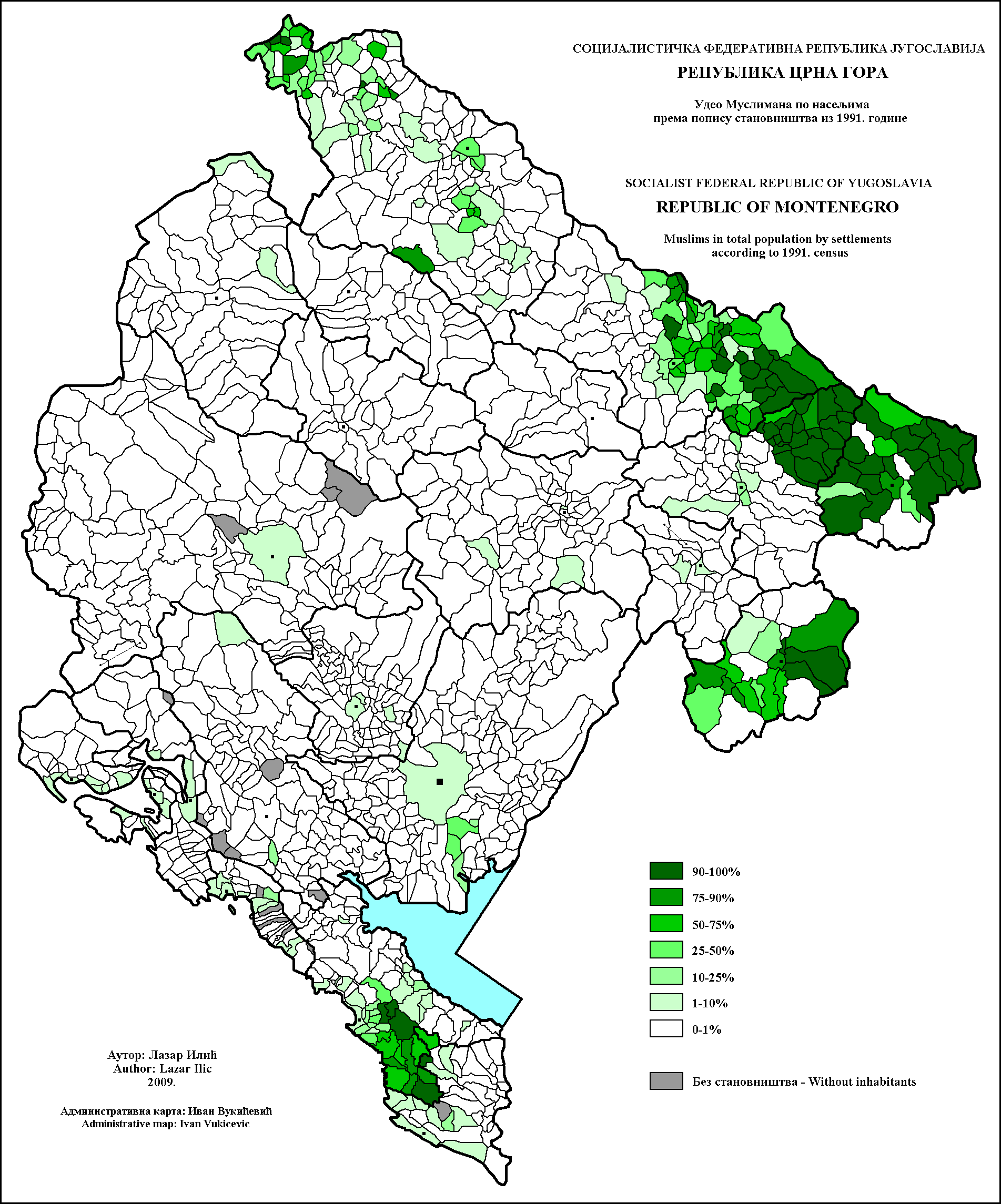
Поширеність мусульман у Чорногорії за поселеннями (1991)
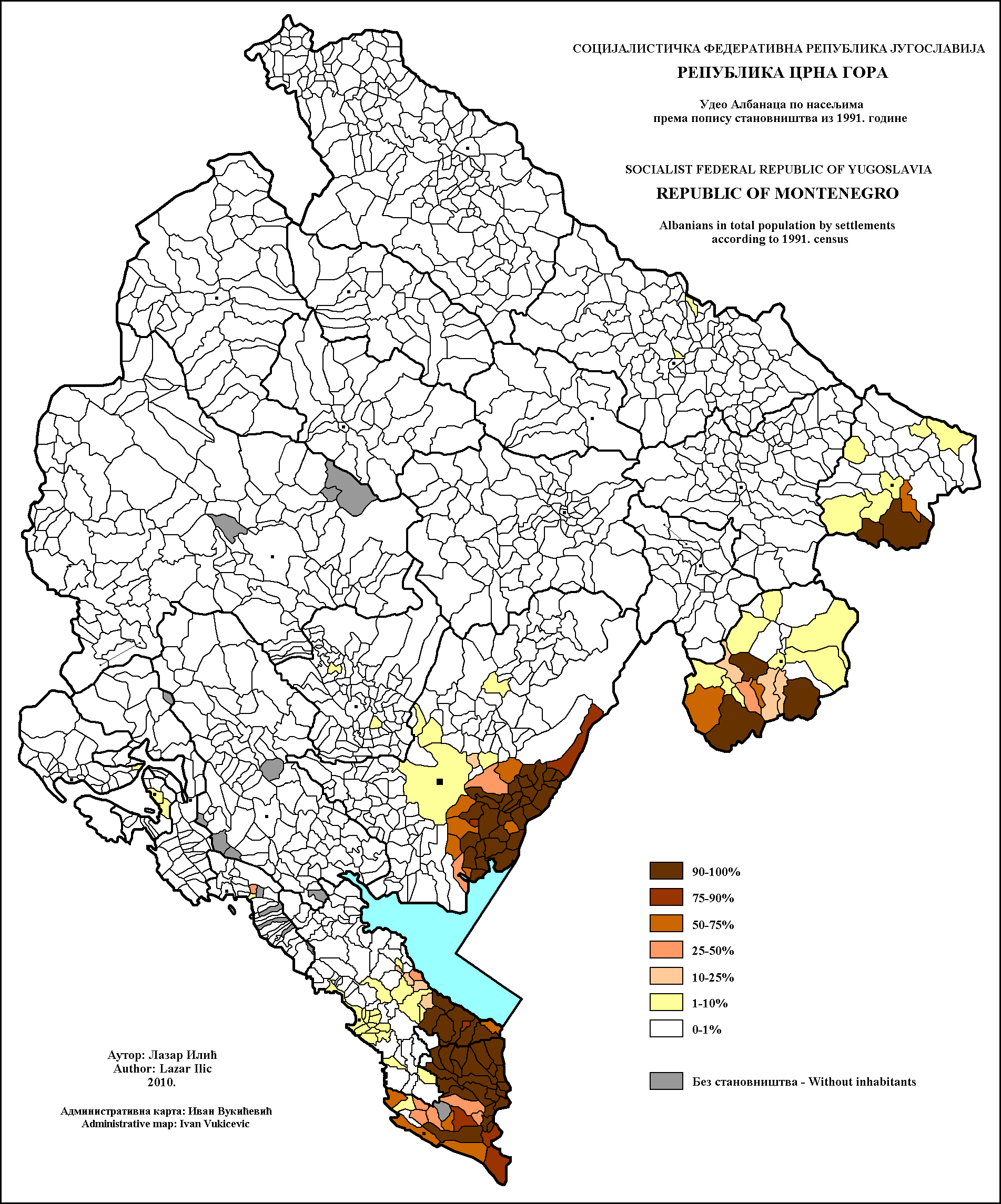
Поширеність албанців у Чорногорії за поселеннями (1991)
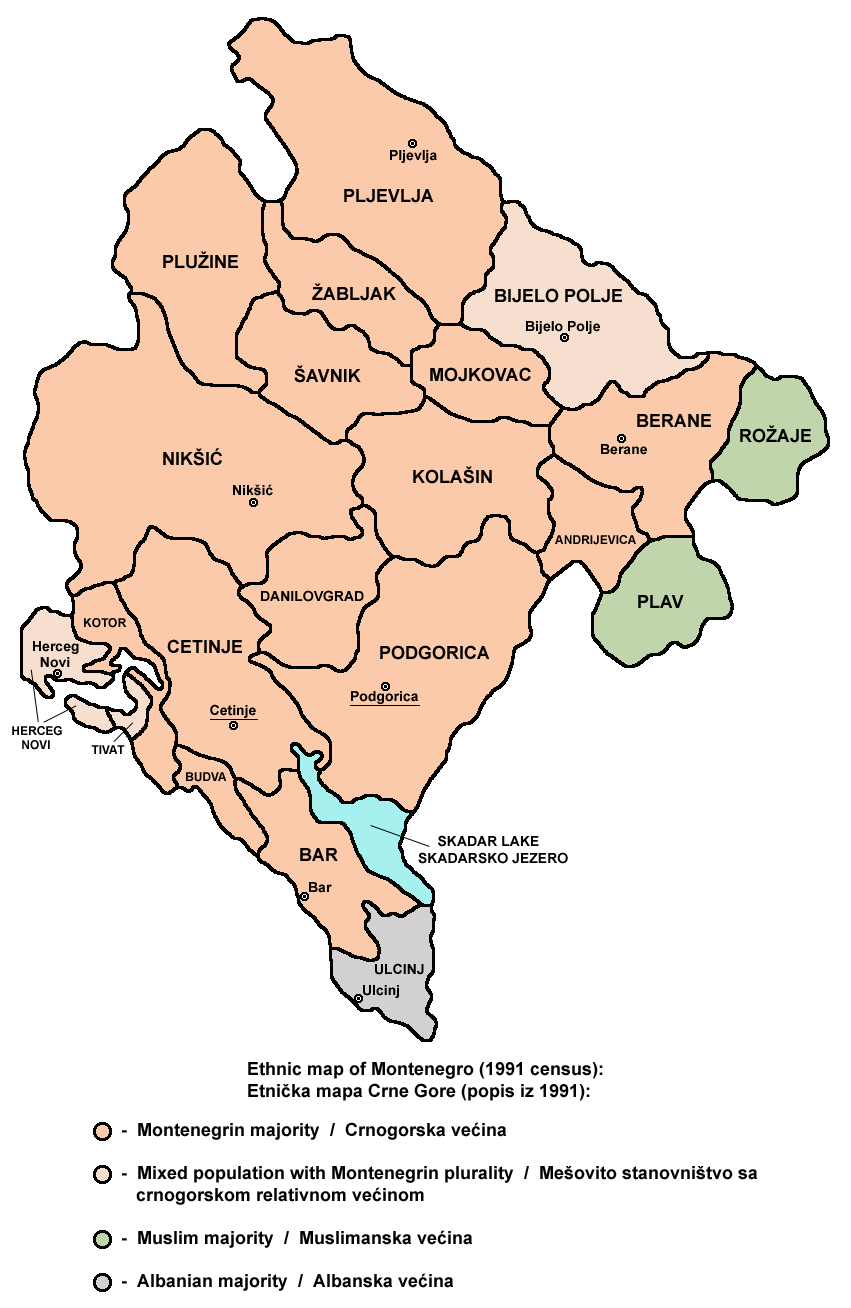
Етнічний склад Чорногорії за муніципалітетами (1991)
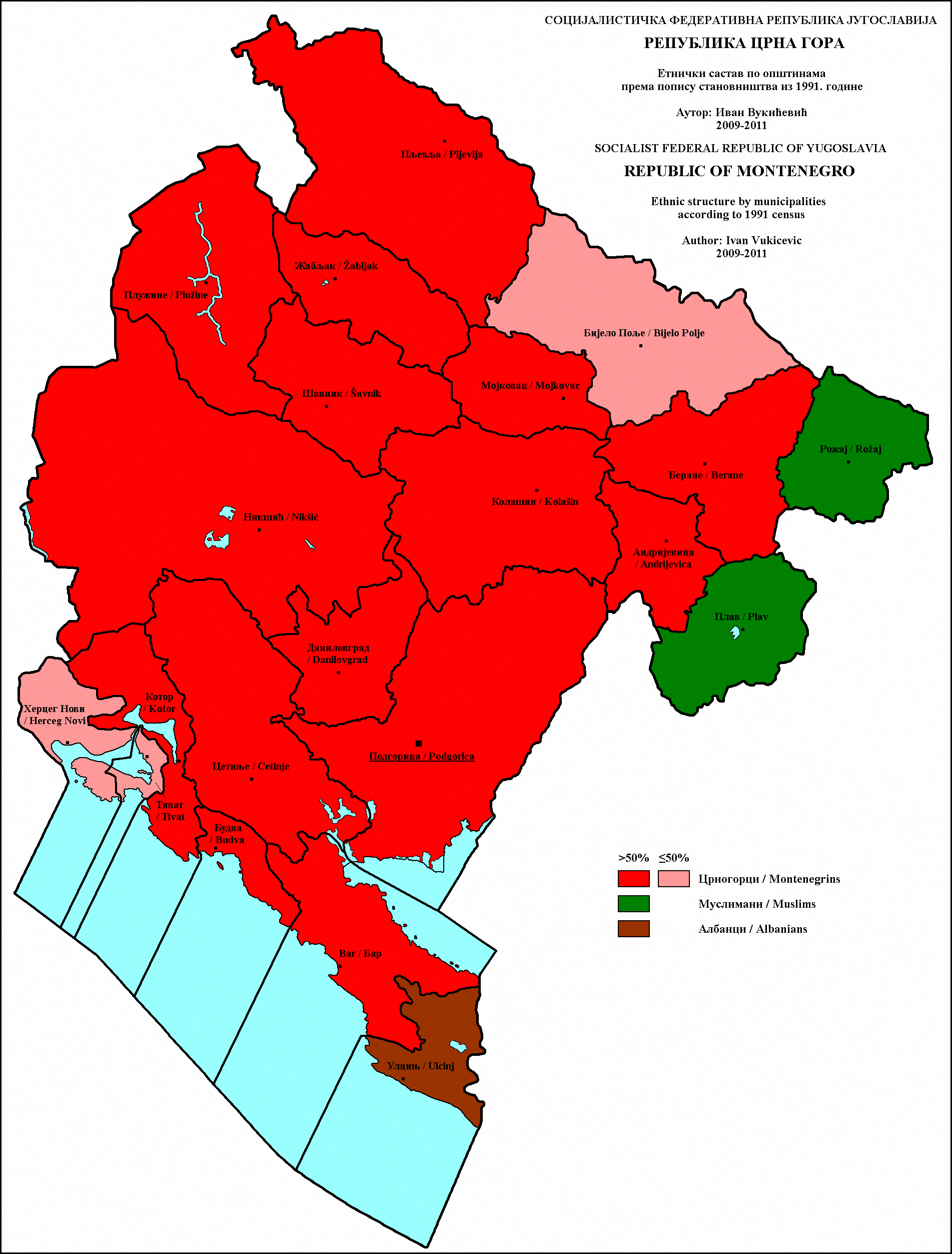
Етнічний склад Чорногорії за муніципалітетами (1991)
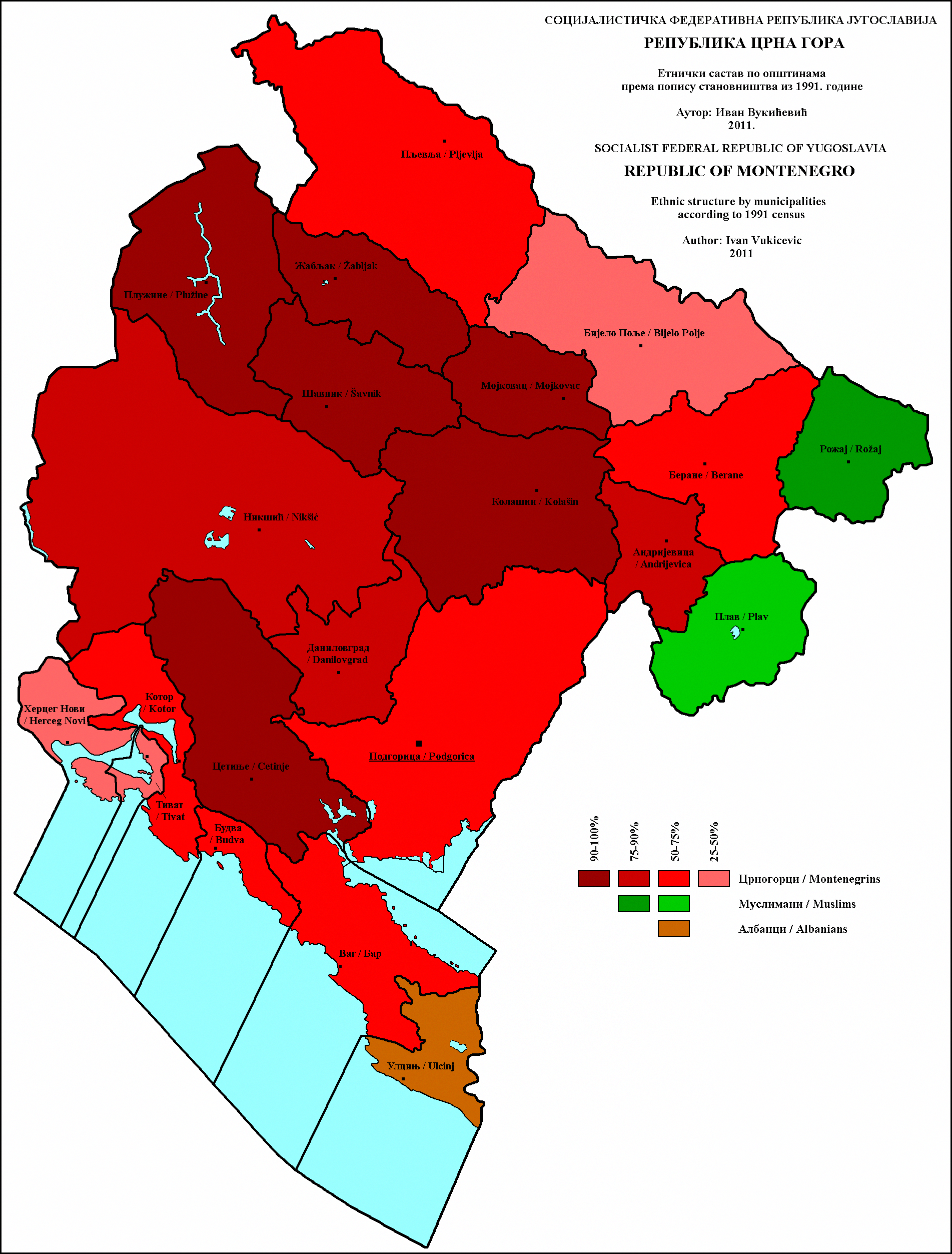
Етнічний склад Чорногорії за муніципалітетами (1991)

### Мовна ситуація
- Сербська мова: 510 320
- Чорногорська: 144 838
- Албанська: 43 907 (7,15 %)
- 40 008 мусульман рідною вказали сербську мову, хоча більшість використовує боснійську.

### Релігійний склад населення
- Православні — 425 133
  - чорногорці — 241 728
  - серби — 196 333
- Мусульмани — 118 016
  - албанці — 26 216
  - чорногорці — 82 492
  - югослави — 1 856
- Католики — 27 153
  - албанці — 12 772
  - югослави — 4 149
  - чорногорці — 3 081

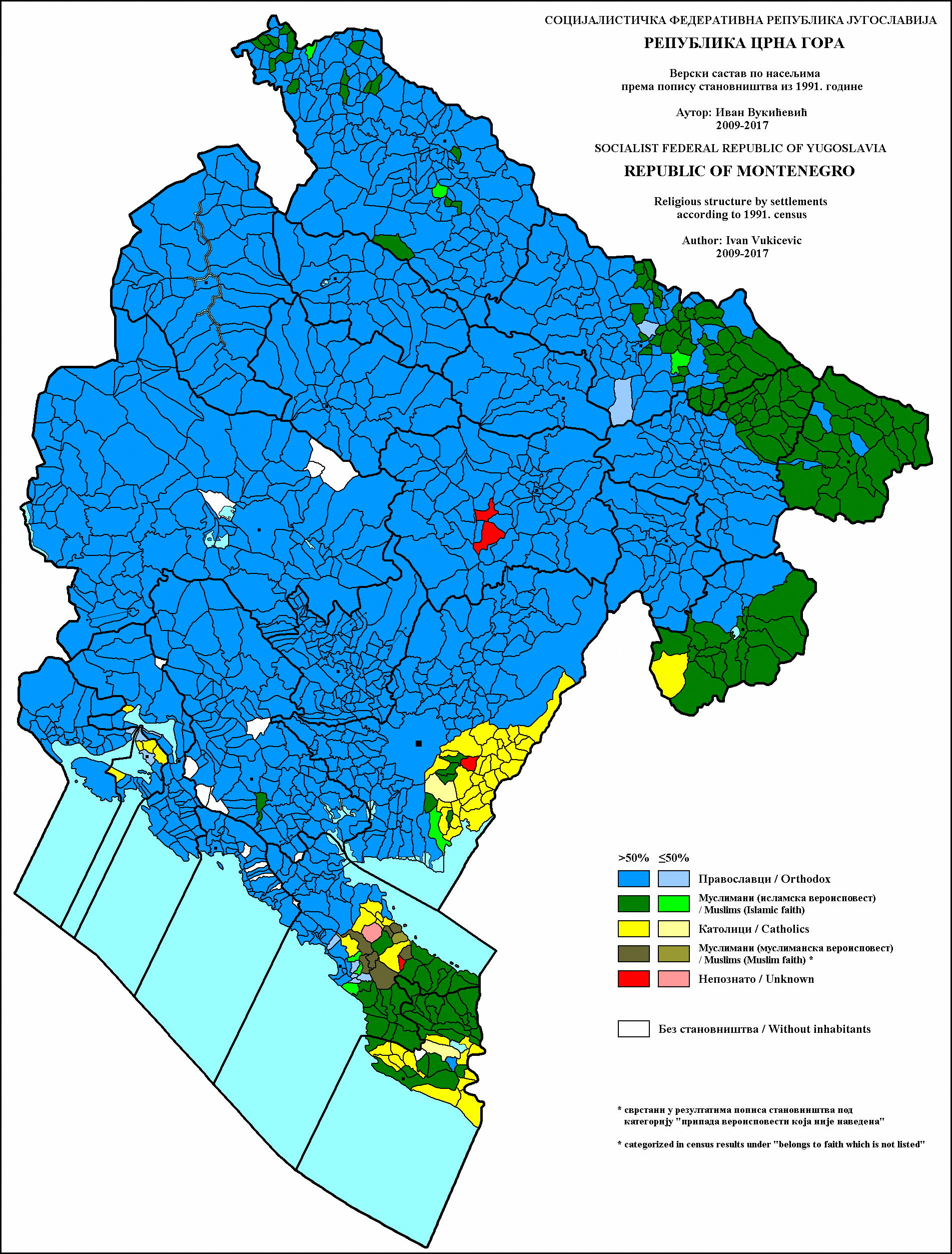
Релігійний склад Чорногорії за поселеннями (1991)
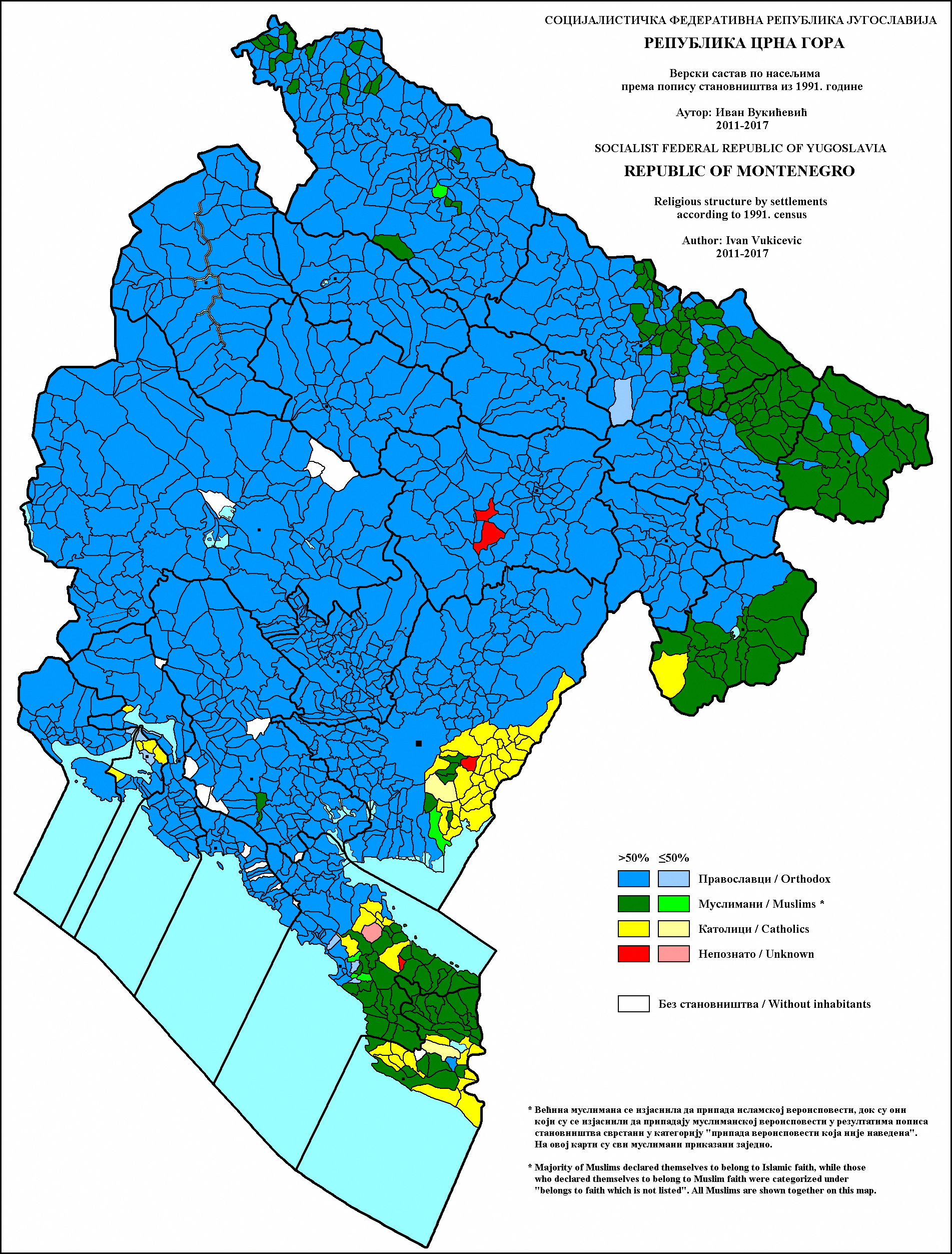
Релігійний склад Чорногорії за поселеннями (1991)
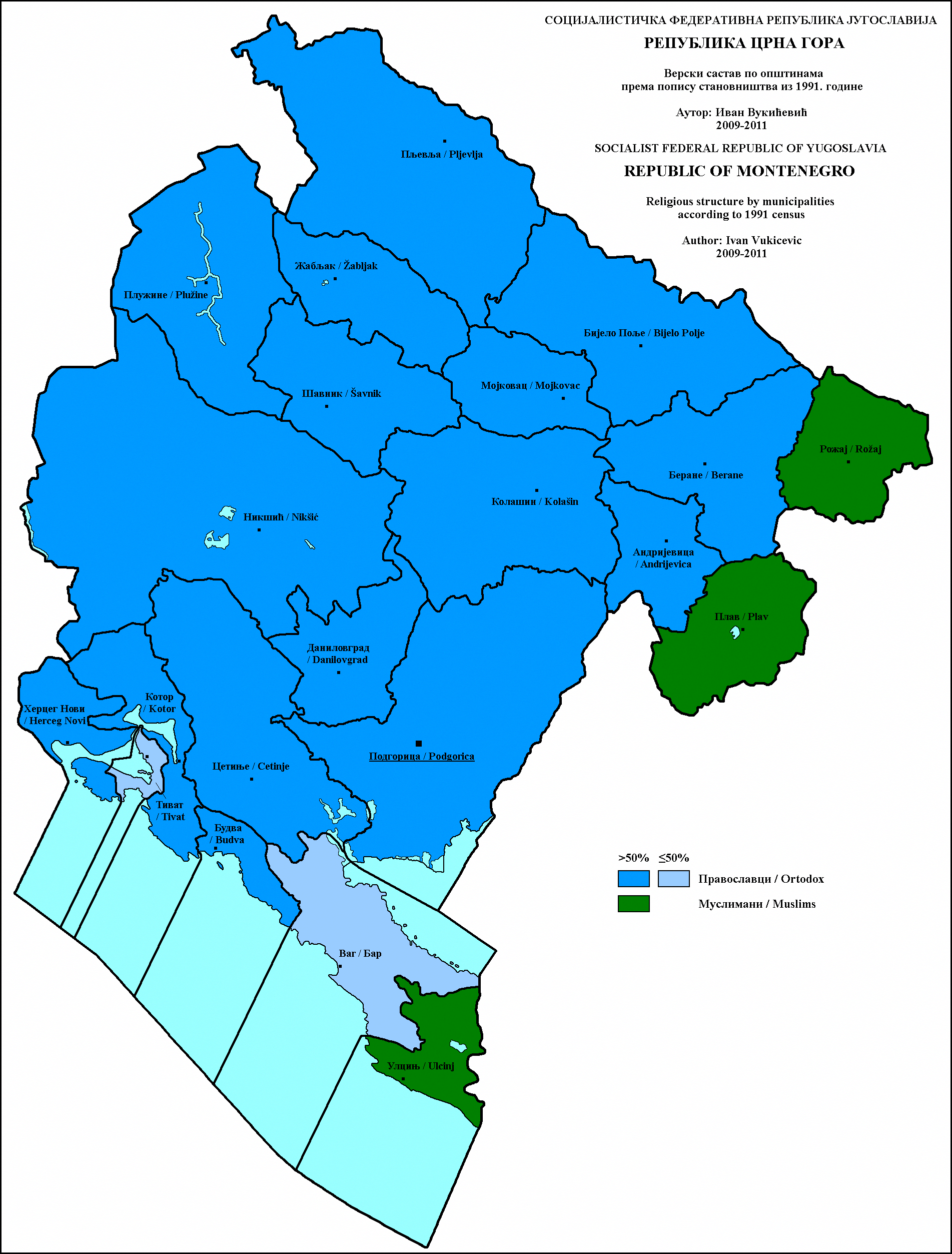
Релігійний склад Чорногорії за муніципалітетами (1991)
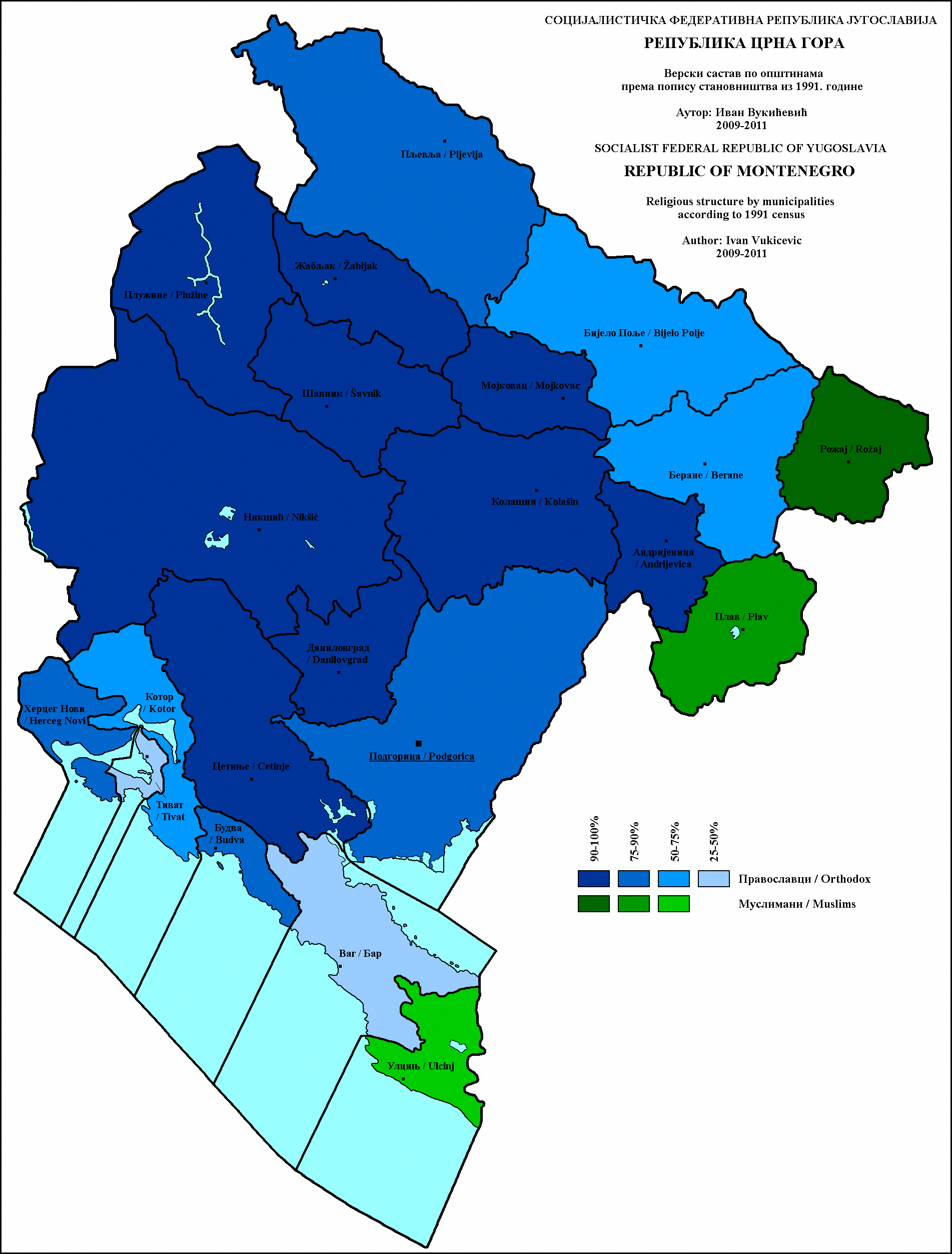
Релігійний склад Чорногорії за муніципалітетами (1991)

## 2003 рік
Перепис 2003 року був проведений владою Чорногорії, яка на той час разом із Сербією утворювала державу Сербія та Чорногорія.

### Етнічний склад
- чорногорці — 267 669 (43,16 %)
- серби — 198 414 (31,99 %)
- боснійці — 4 8184 (7,77 %)
- албанці — 31 163 (5,03 %)
- етнічні мусульмани — 24 625 (3,97 %)
- хорвати — 6 811 (1,1 %)
- роми — 2 601 (0,42 %)
- югослави — 1 860 (0,3 %)
- македонці — 819 (0,13 %)
- словенці — 415 (0,07 %)
- угорці — 362 (0,06 %)
- росіяни — 240 (0,04 %)
- ашкалі — 225 (0,04 %)
- італійці — 127 (0,02 %)
- німці — 118 (0,02 %)
- інші (греки, турки, румуни, болгари) — 2 180 (0,35 %)
- без відповіді — 26 906 (4,34 %)
- регіональна приналежність — 1 258 (0,2 %)
- невідомо — 6 168 (0,99 %)

Цей перепис засвідчив формування боснінської нації, хоча деякі люди все ще вважають себе етнічними мусульманами. Окрім цього, залишилося мало людей, які зараховують себе до югославів. Але найбільша різниця, порівняно з переписом 1991 року, — це різке зростання самоідентифікації багатьох жителів як сербів, чого не було у Соціалістичній Югославії.

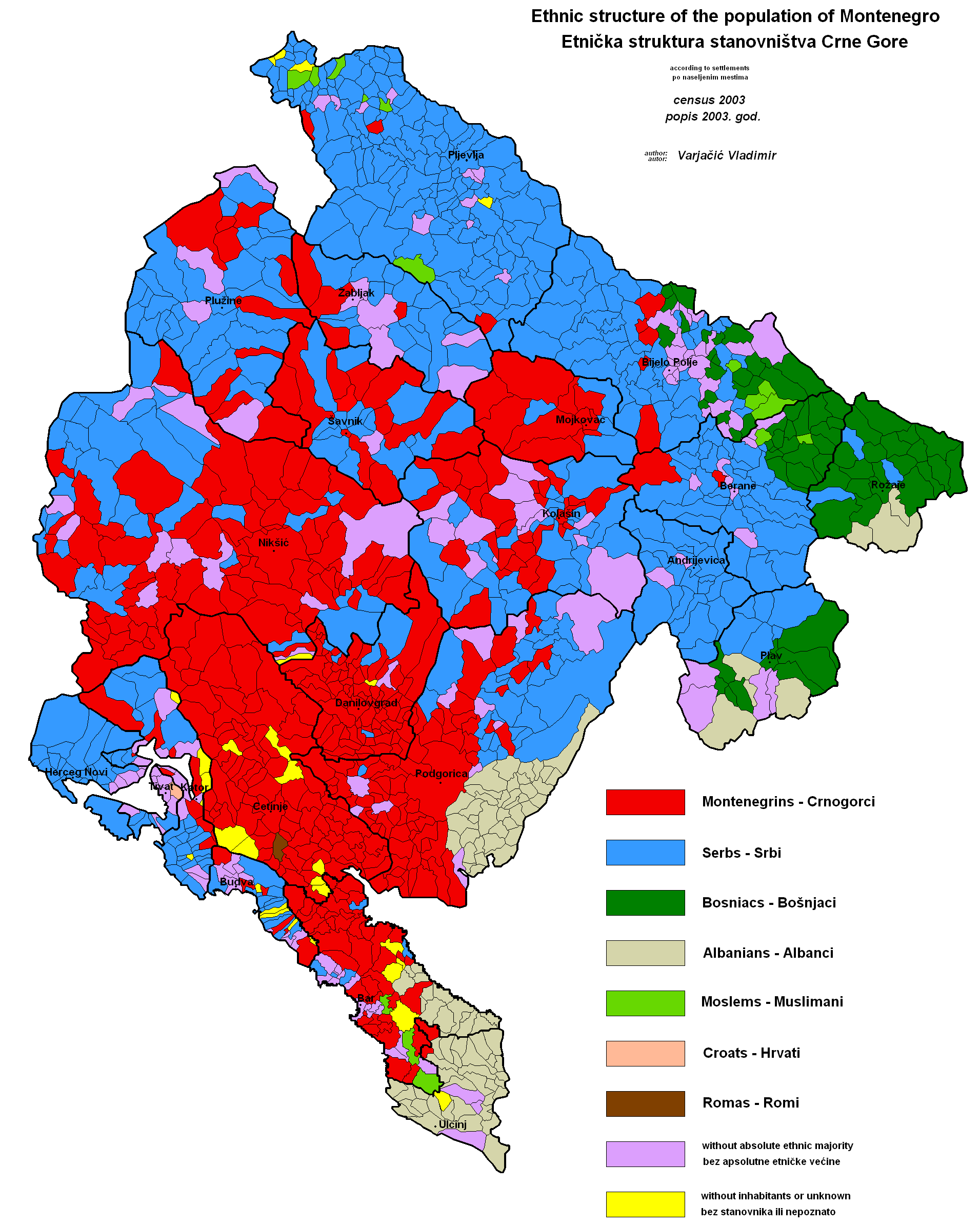
Етнічний склад Чорногорії за поселеннями (2003)
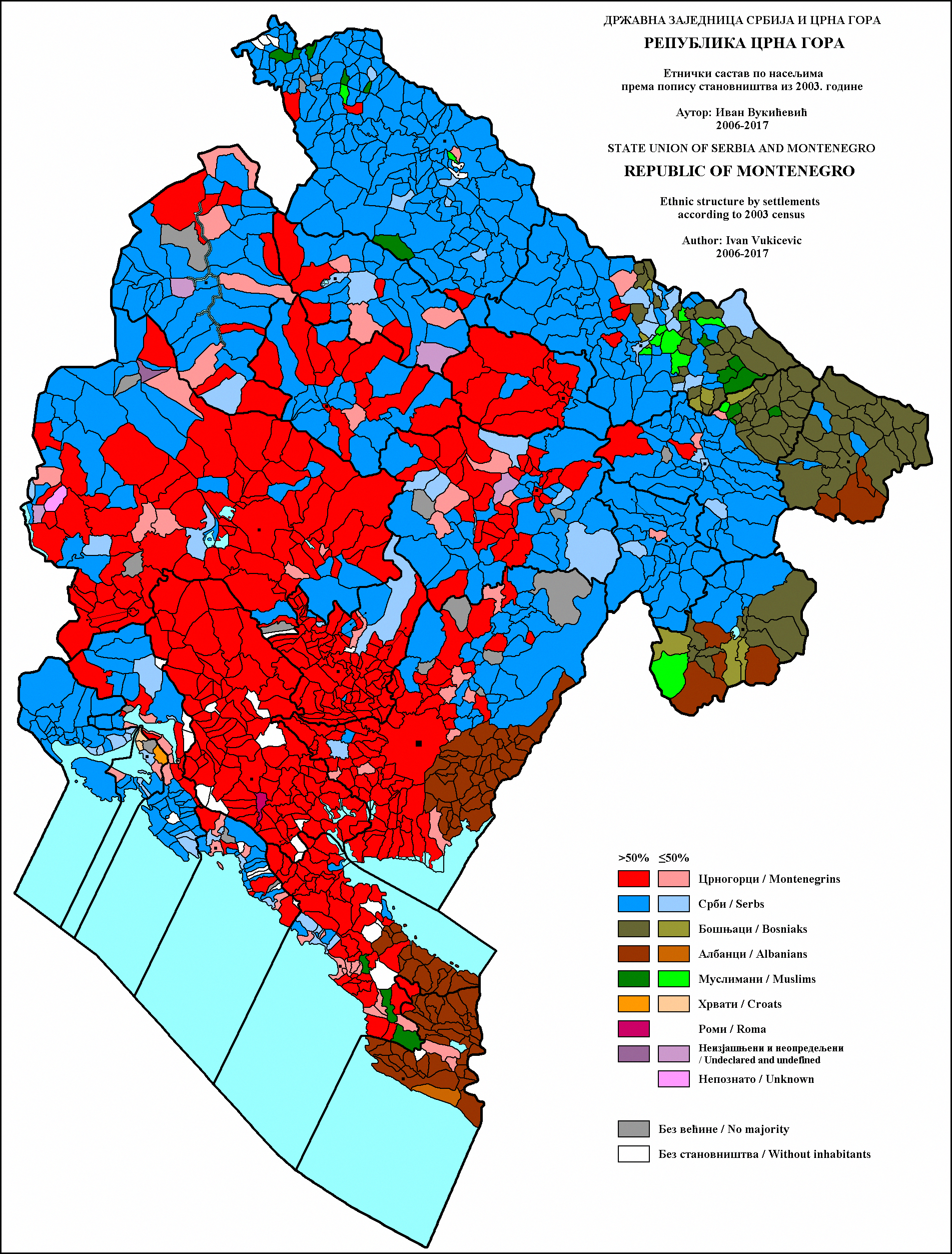
Етнічний склад Чорногорії за поселеннями (2003)
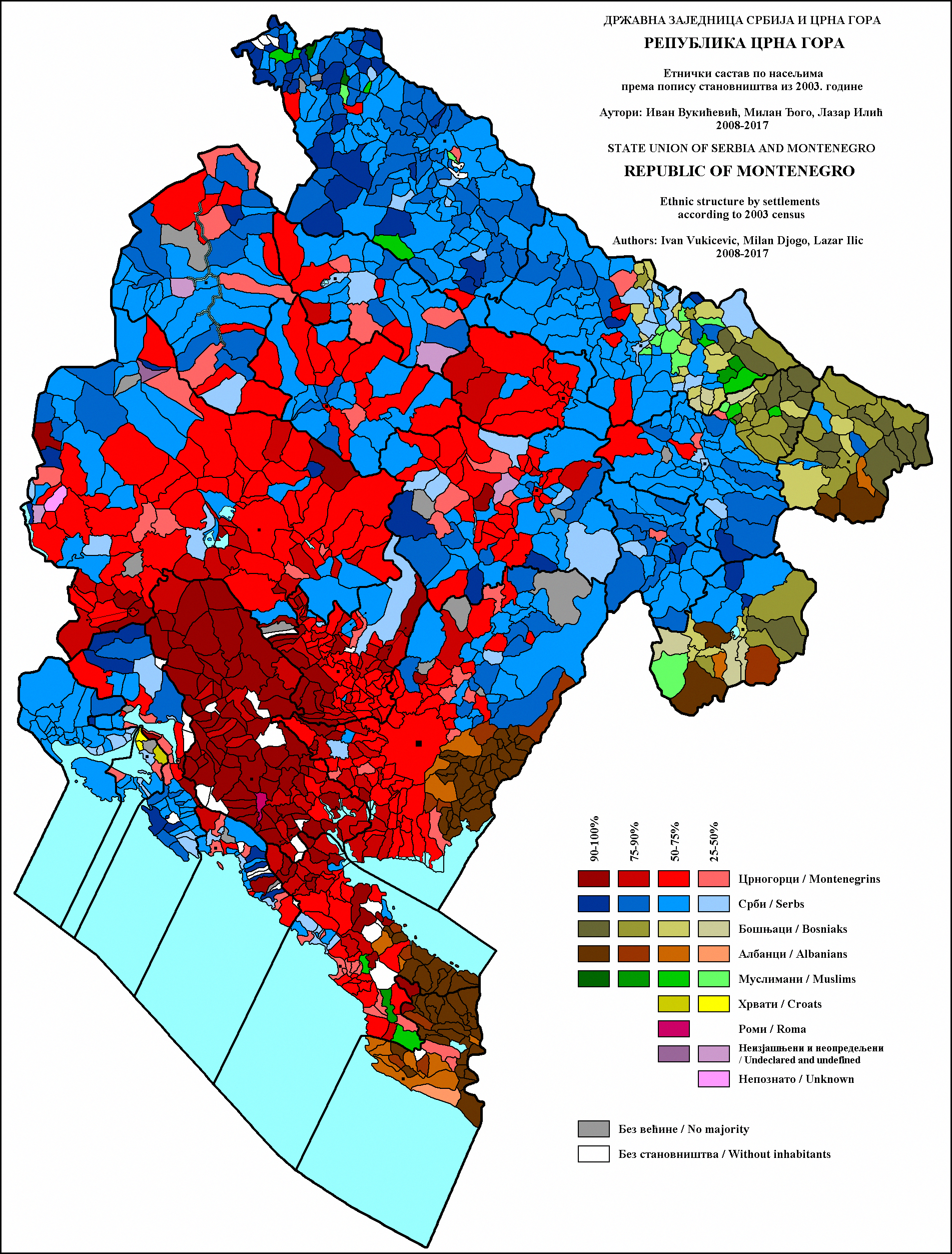
Етнічний склад Чорногорії за поселеннями (2003)
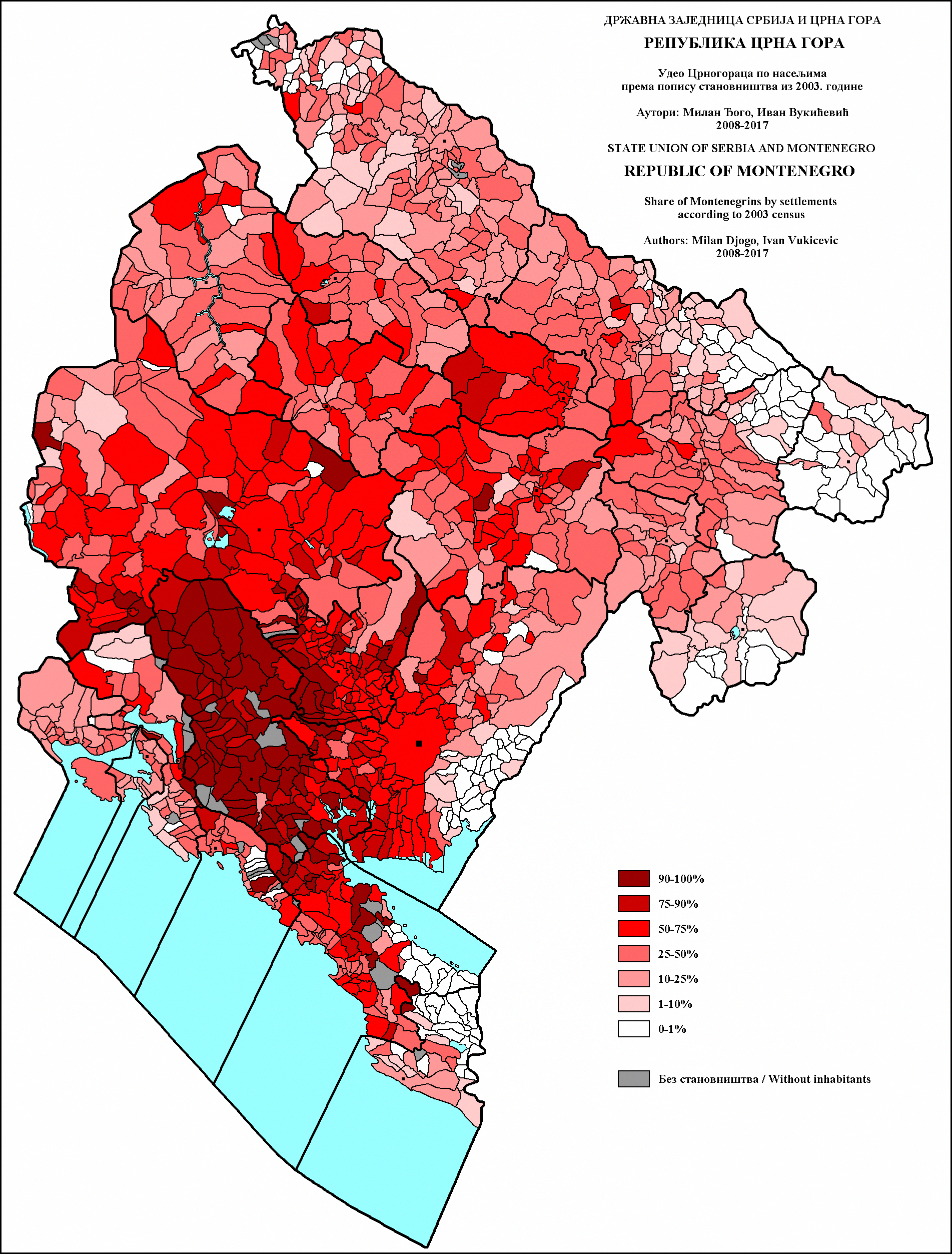
Поширеність чорногорців у Чорногорії за поселеннями (2003)
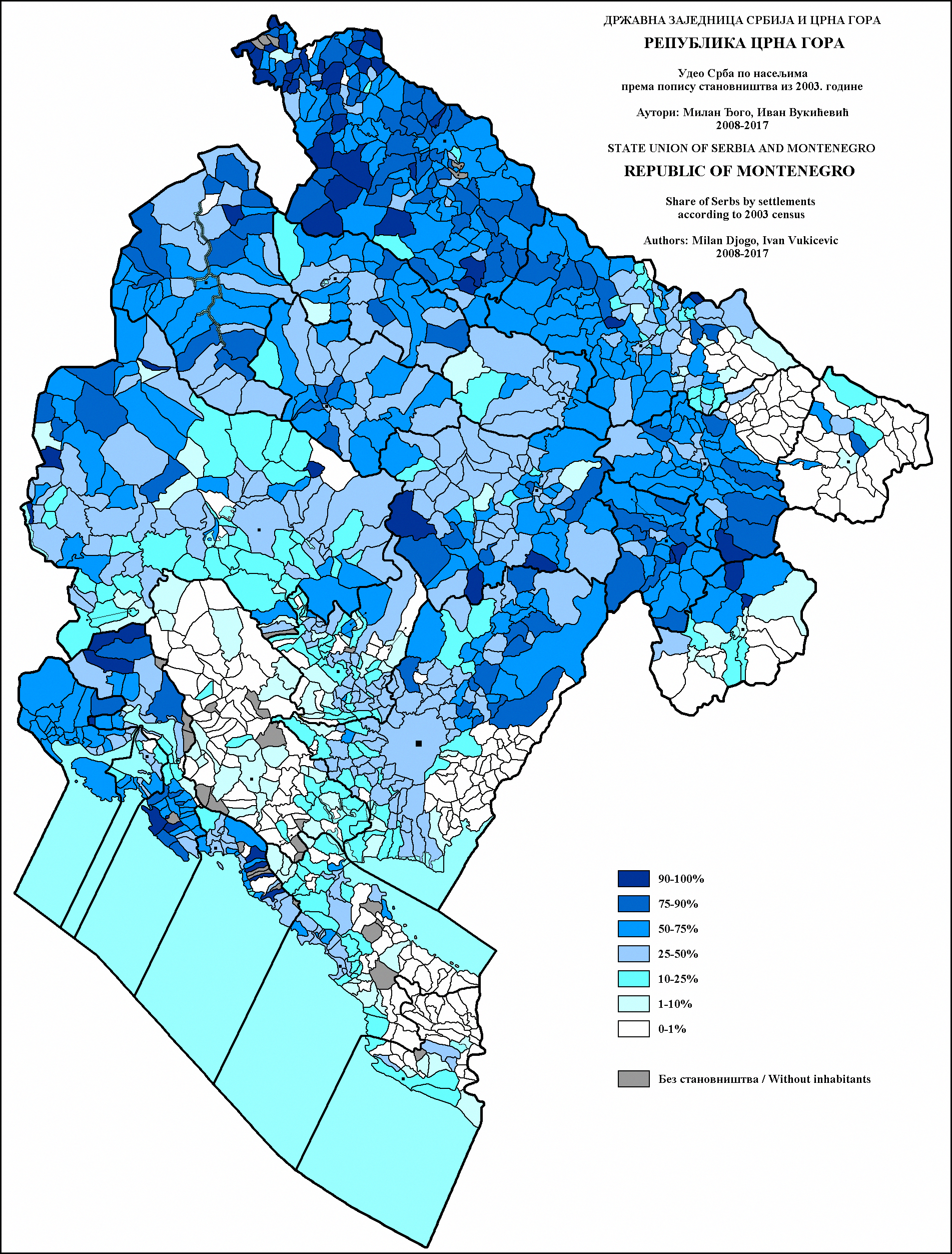
Поширеність сербів у Чорногорії за поселеннями (2003)
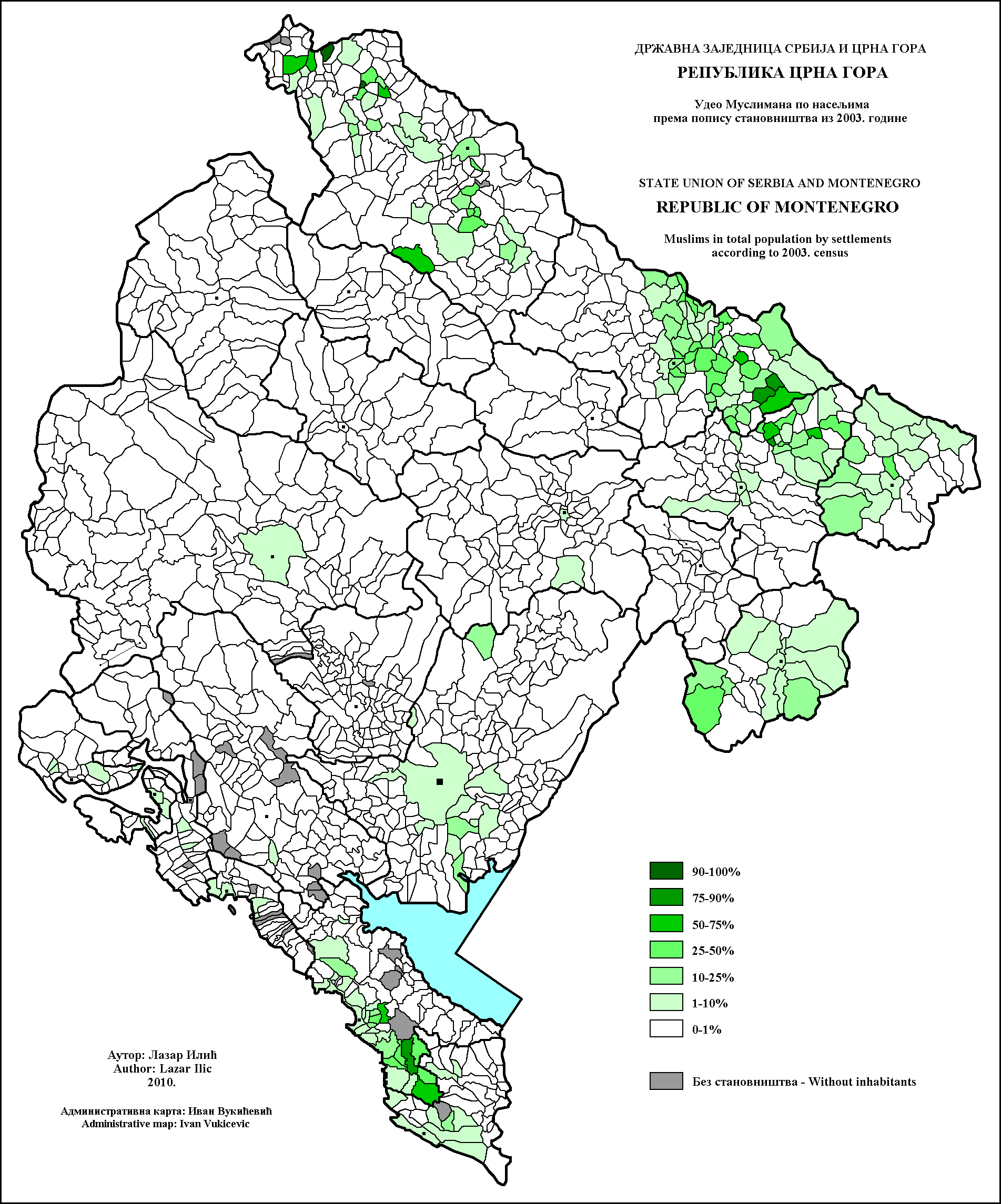
Поширеність мусульман у Чорногорії за поселеннями (2003)
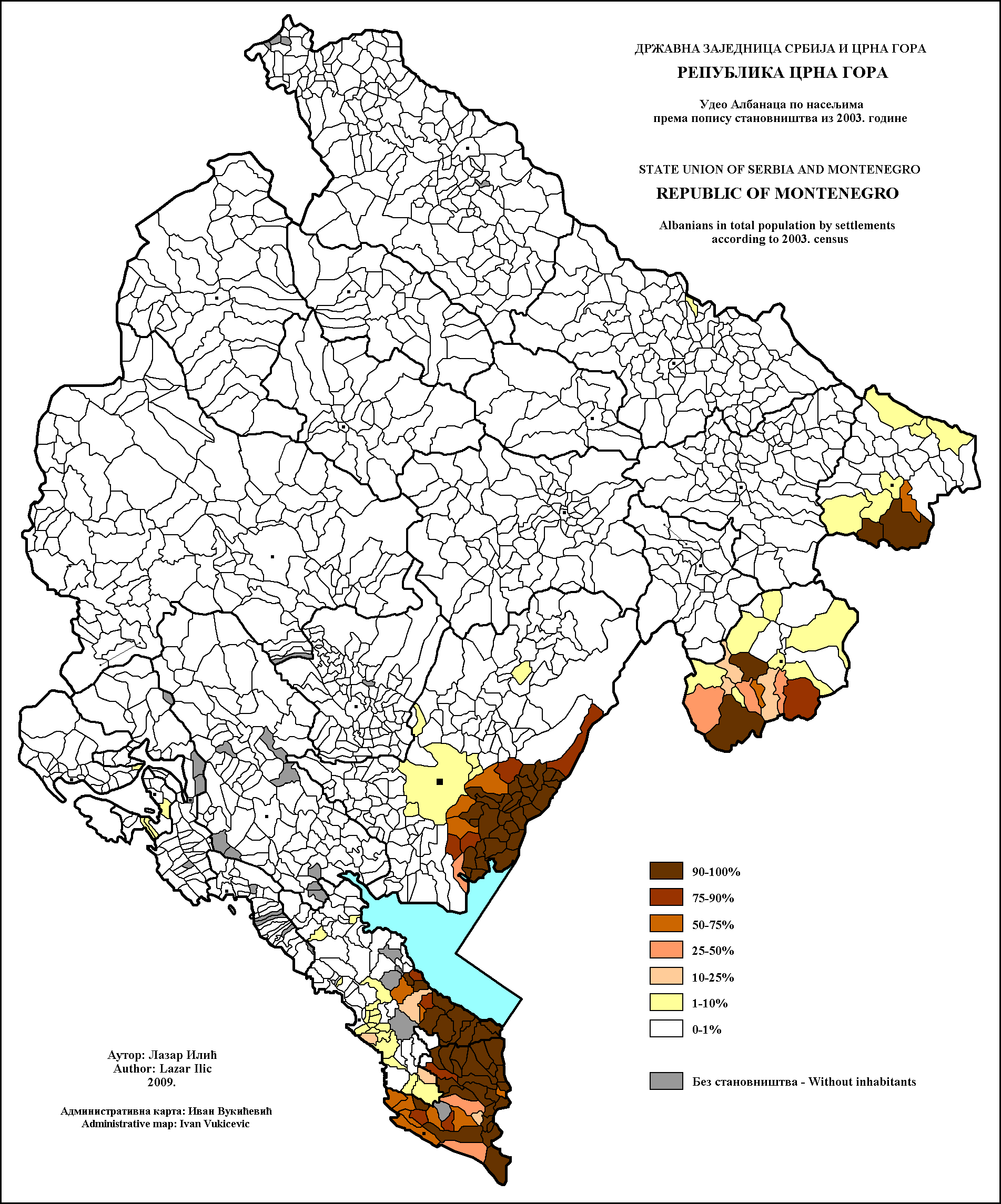
Поширеність албанців у Чорногорії за поселеннями (2003)
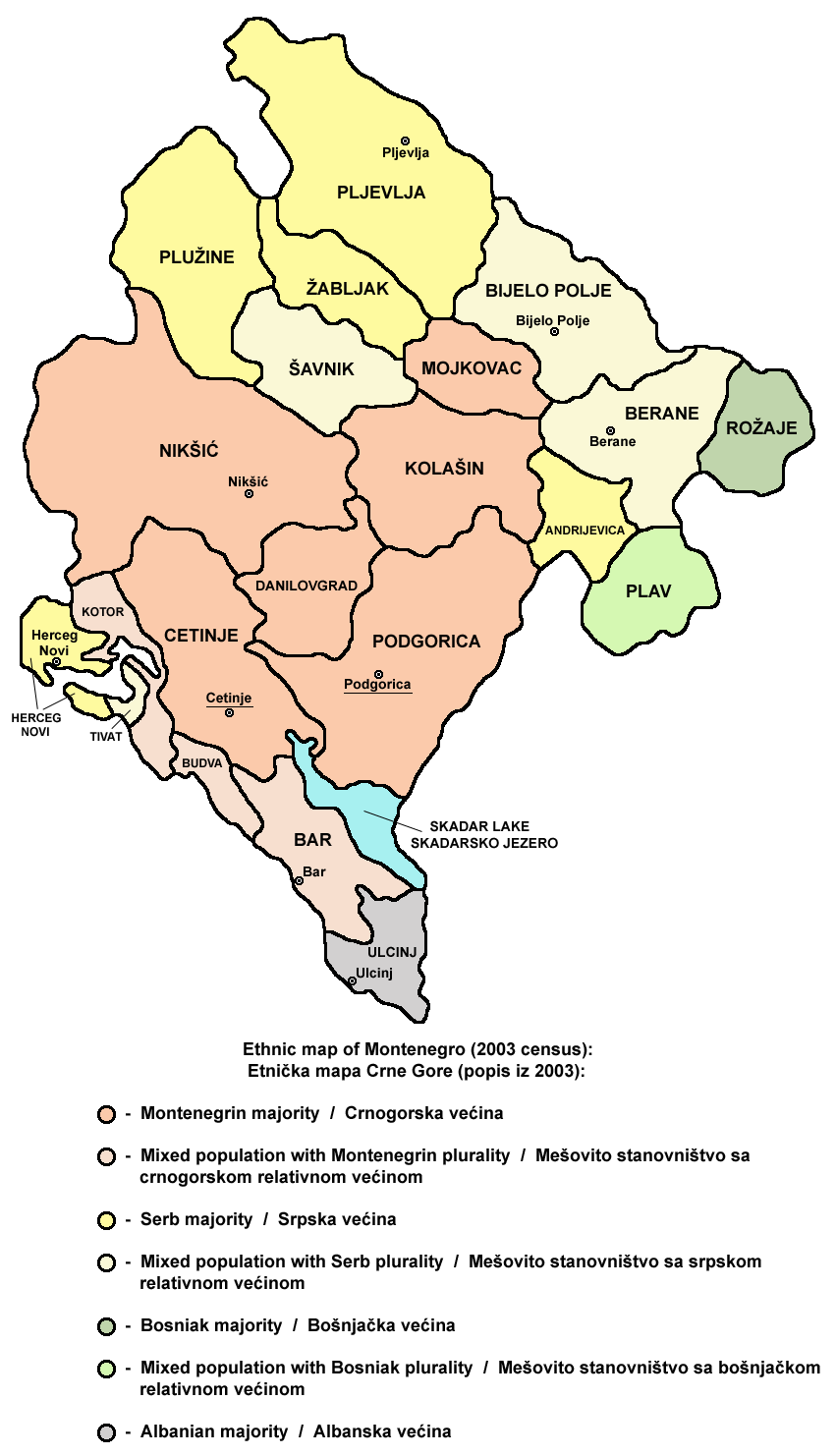
Етнічний склад Чорногорії за муніципалітетами (2003)
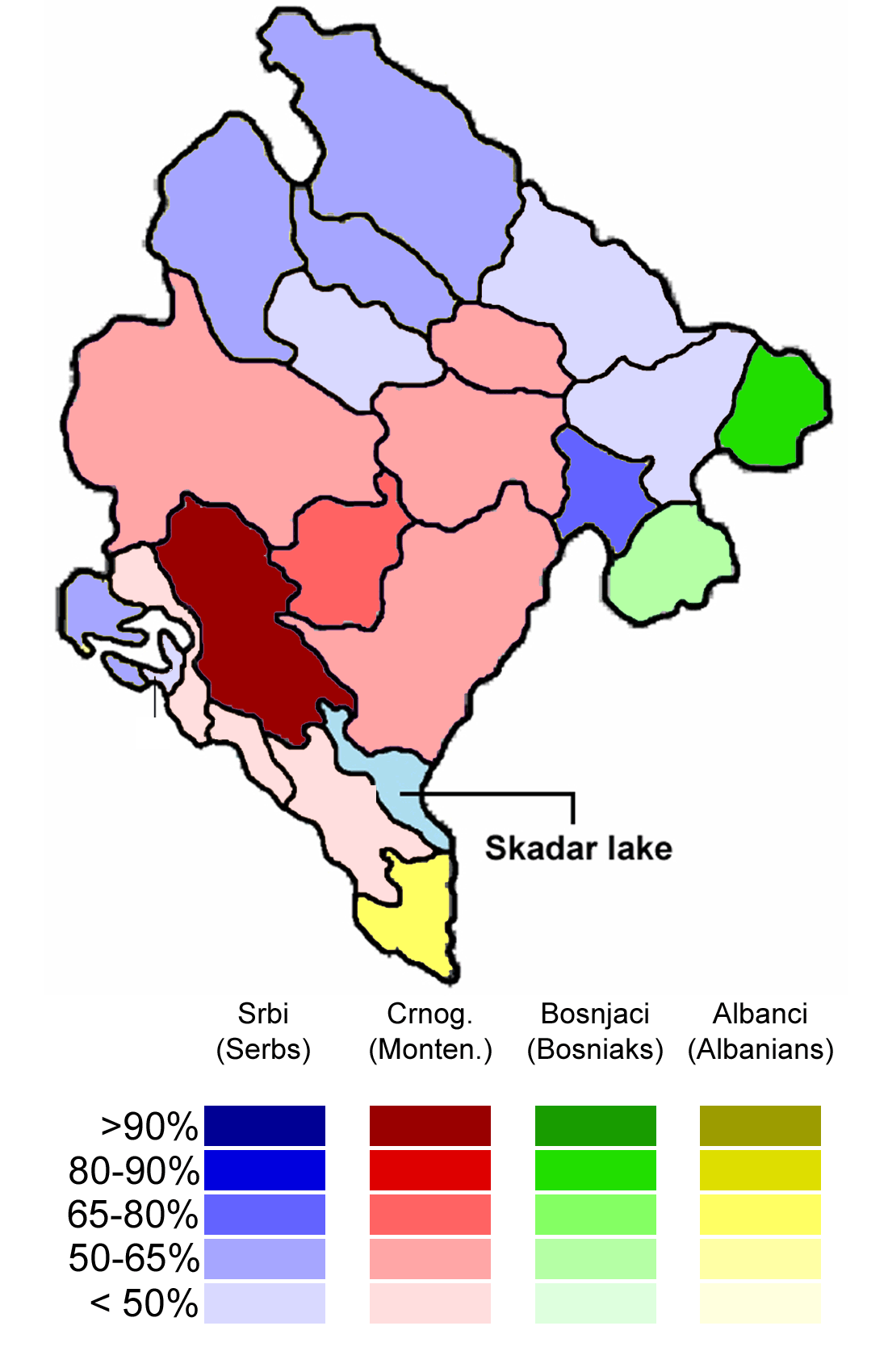
Етнічний склад Чорногорії за муніципалітетами (2003)
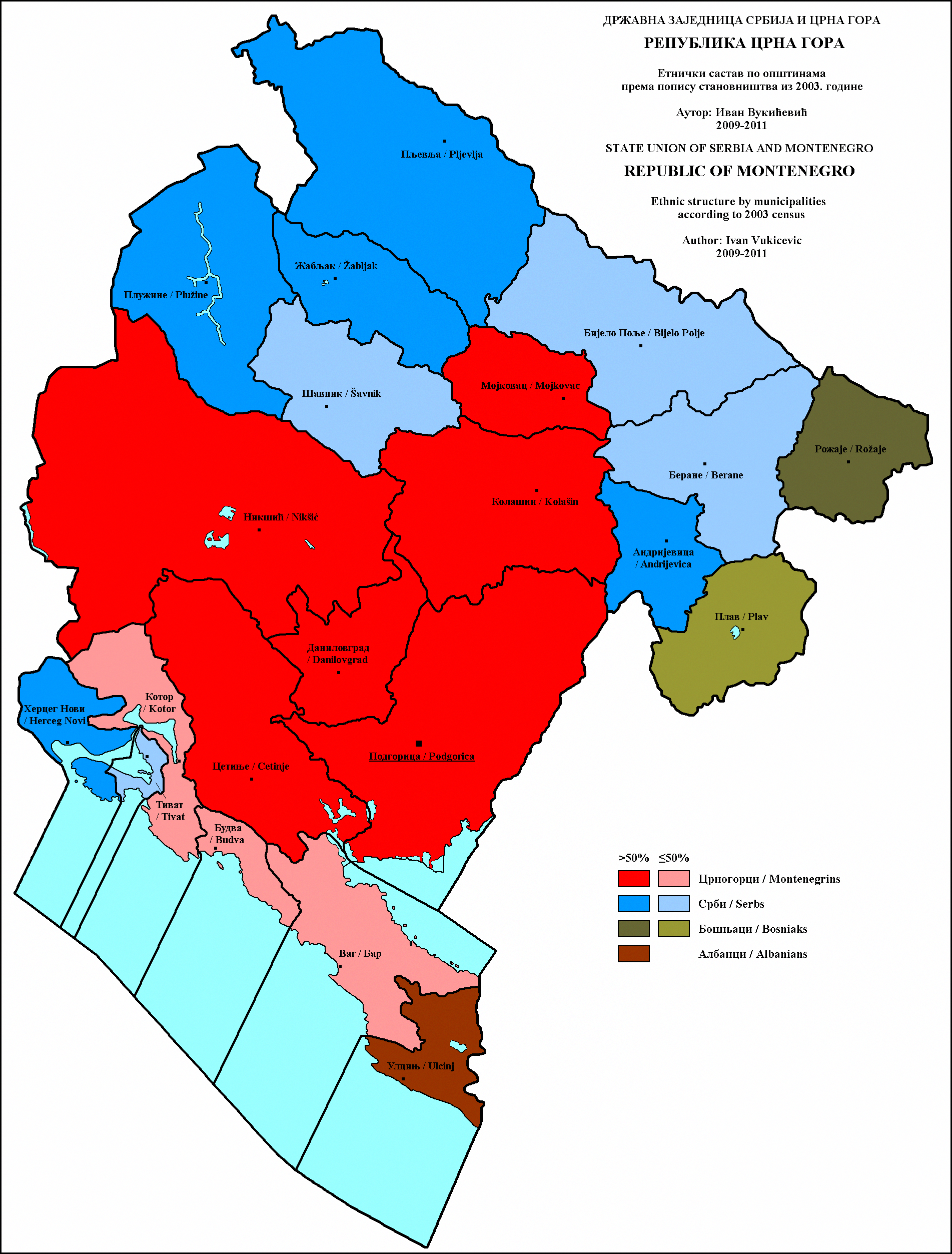
Етнічний склад Чорногорії за муніципалітетами (2003)
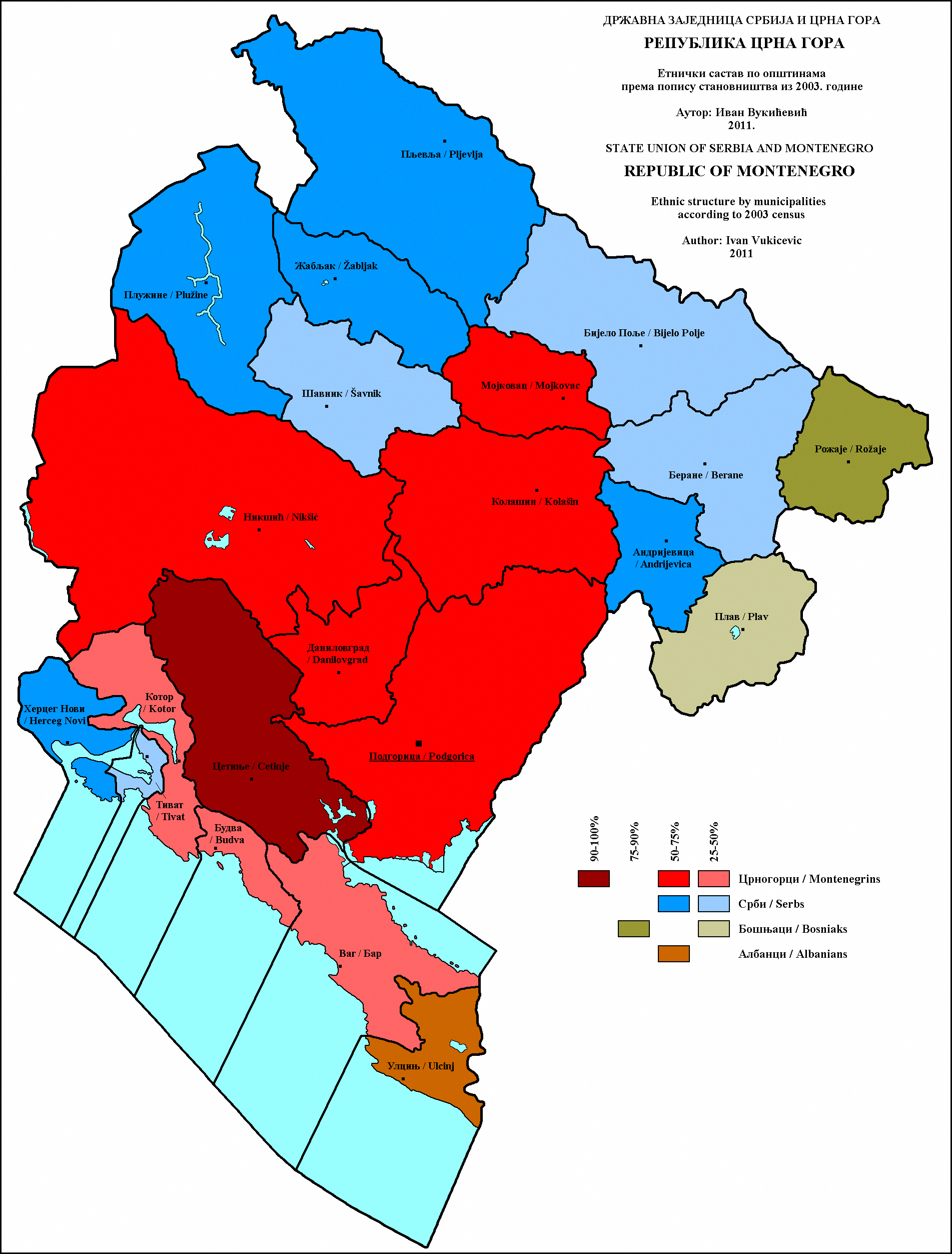
Етнічний склад Чорногорії за муніципалітетами (2003)

### Мовний склад населення
- сербська мова — 393 740 (63,49 %)
- чорногорська — 136 208 (21,96 %)
- албанська — 32 603 (5,26 %)
- бошняцька — 19 906 (3,21 %)
- боснійська — 14 172 (2,29 %)
- хорватська — 2 771 (0,45 %)
- ромська — 2 602 (0,42 %)
- не вказано — 13 902 (2,24 %)

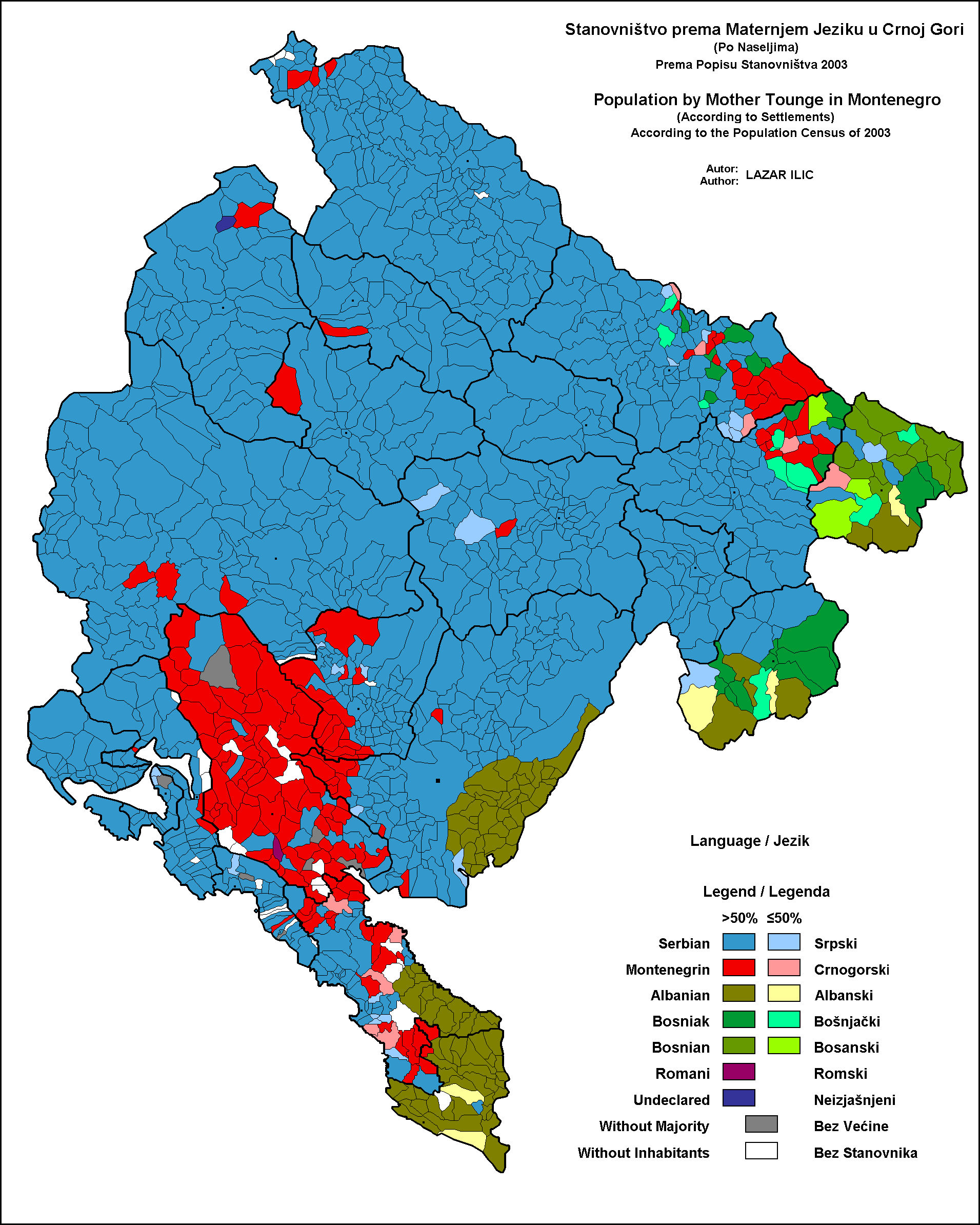
Мовний склад Чорногорії за муніципалітетами (2003)
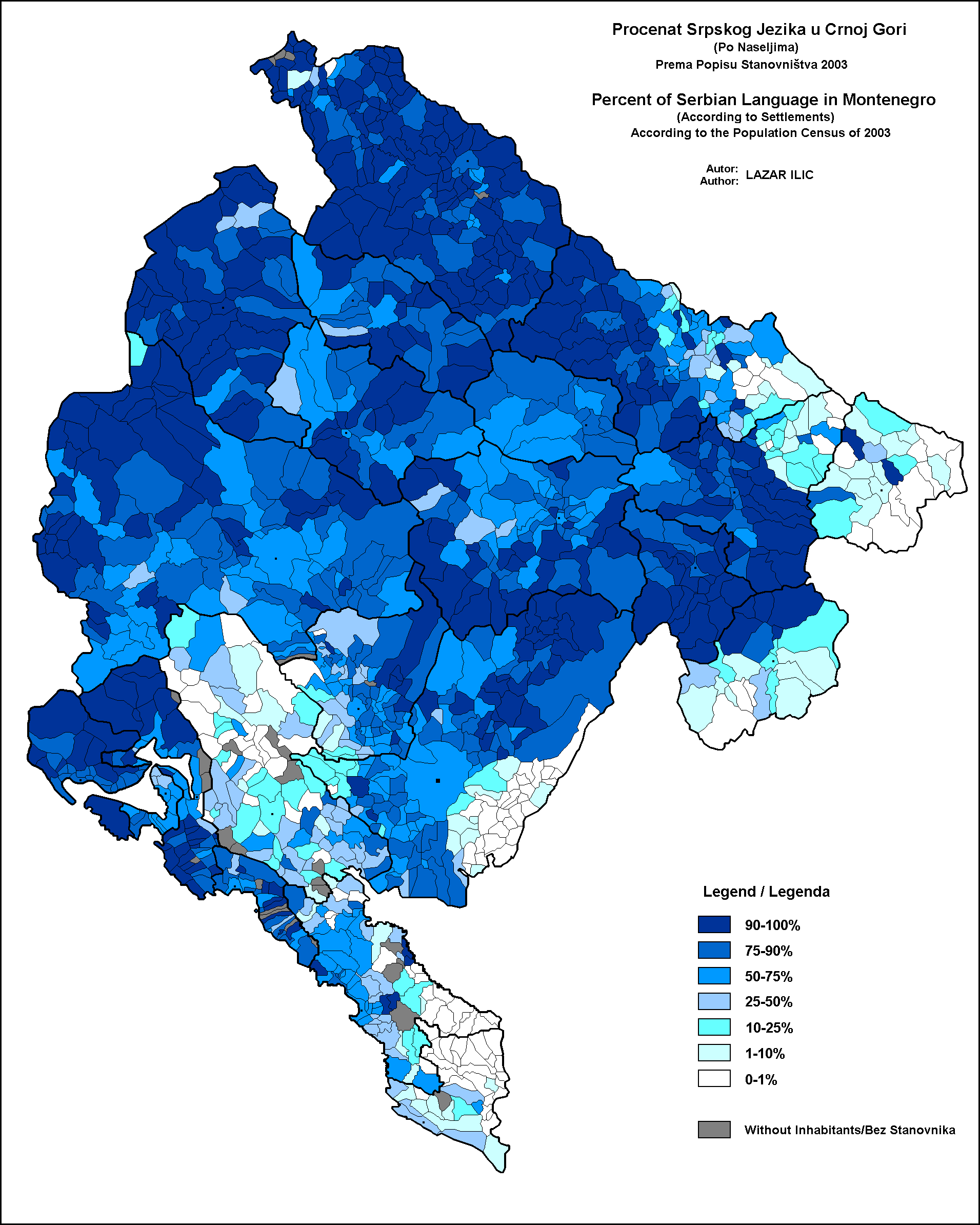
Сербськомовне населення Чорногорії за муніципалітетами (2003)
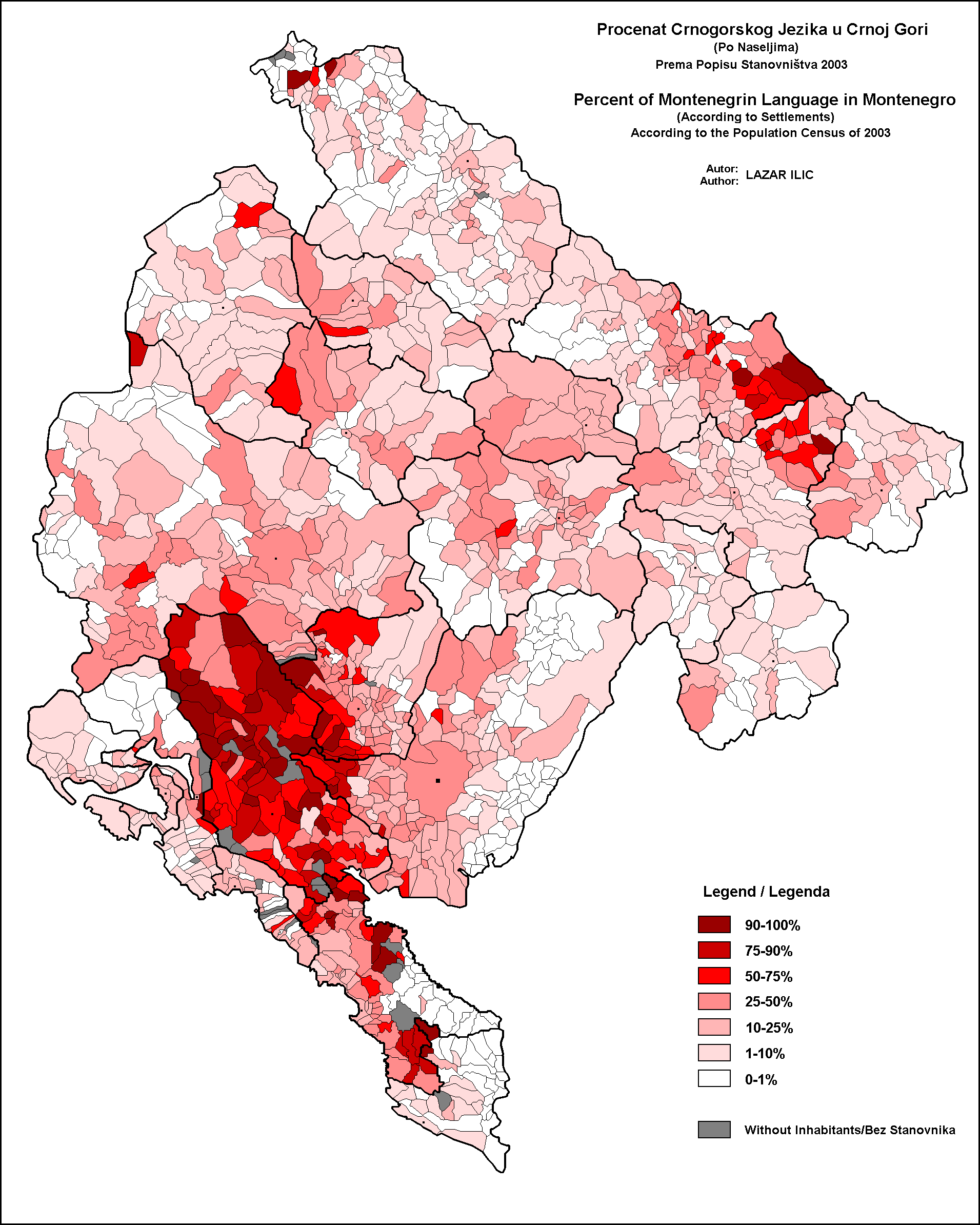
Чорногорськомовне населення Чорногорії за муніципалітетами (2003)
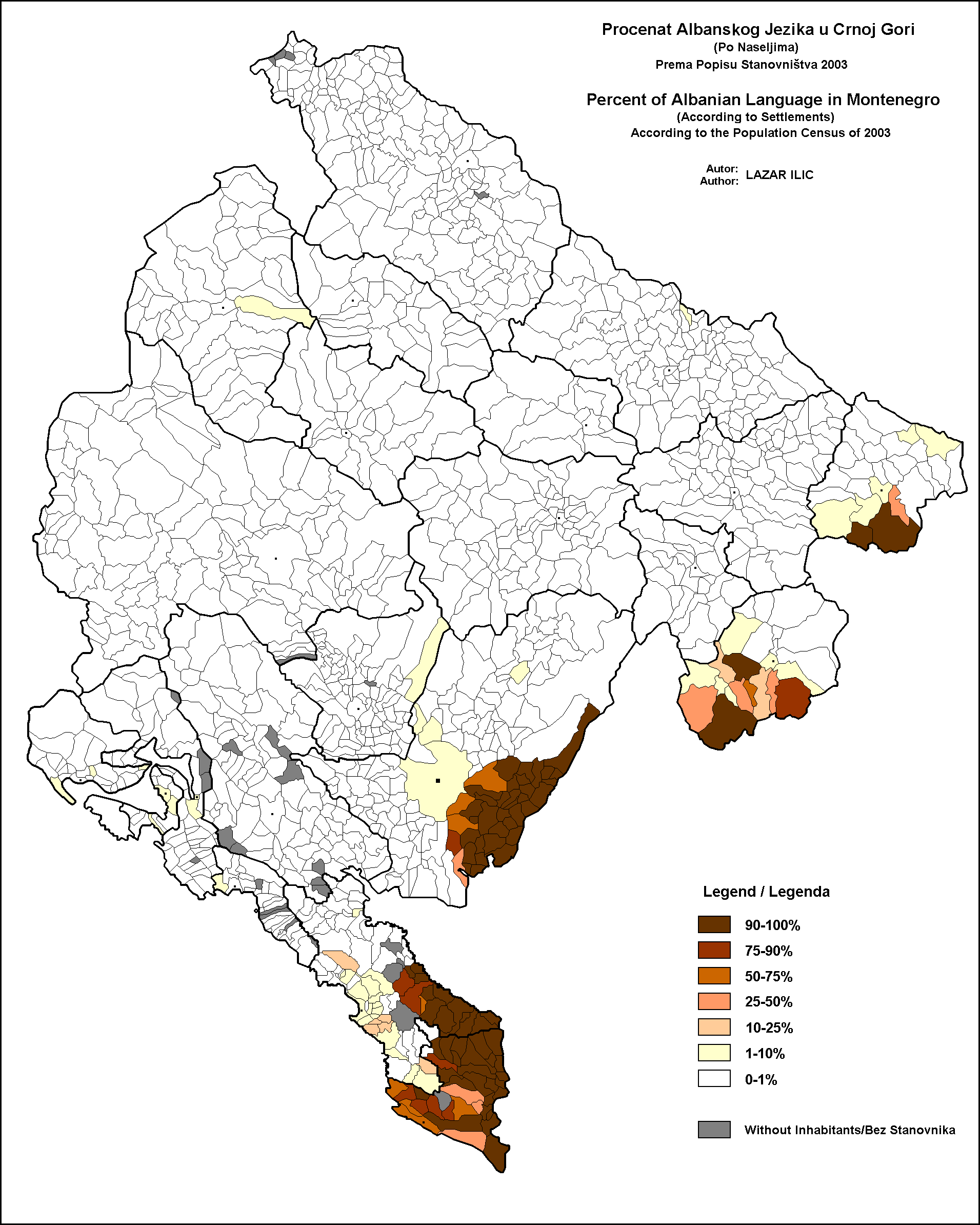
Албанськомовне населення Чорногорії за муніципалітетами (2003)
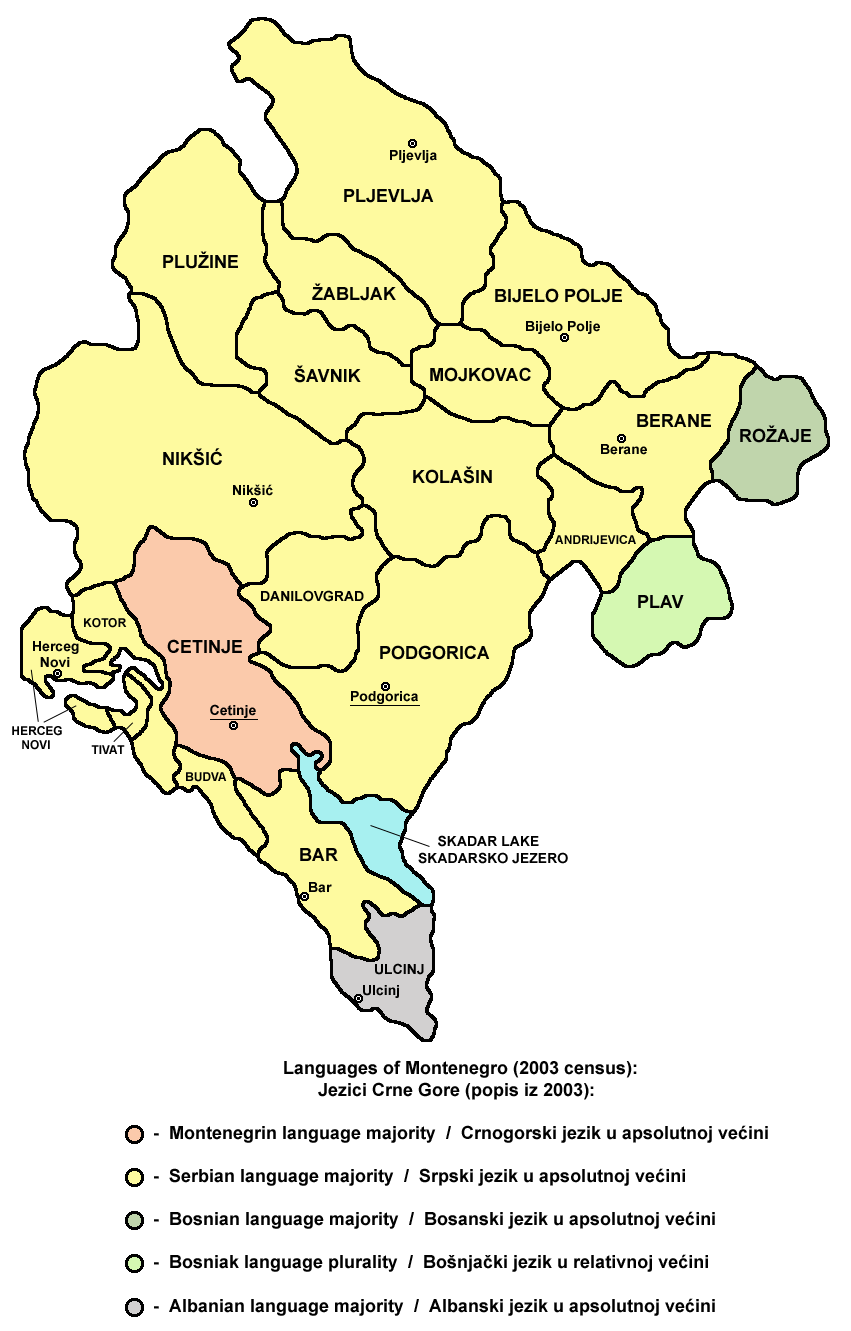
Мовний склад Чорногорії за муніципалітетами (2003)
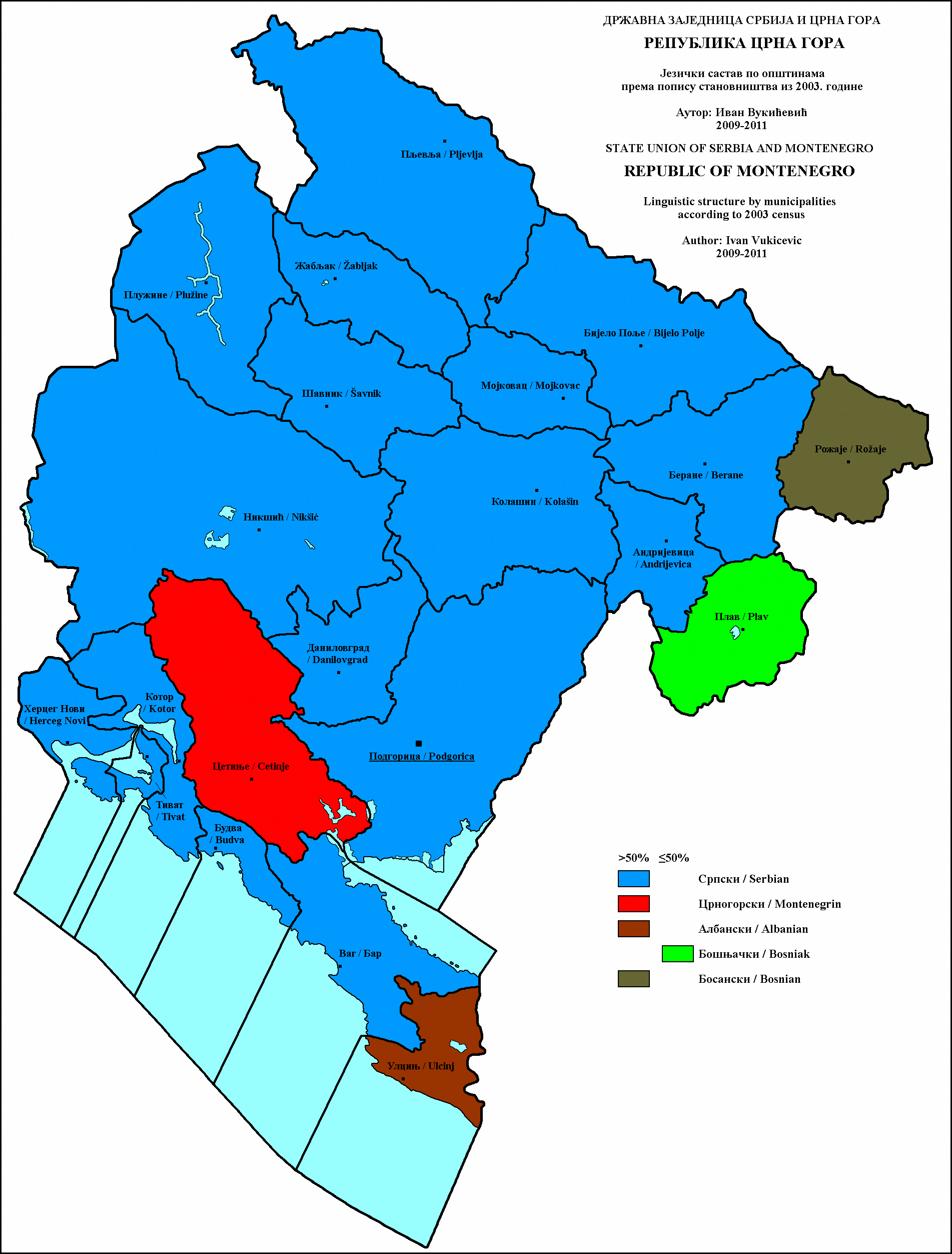
Мовний склад Чорногорії за муніципалітетами (2003)
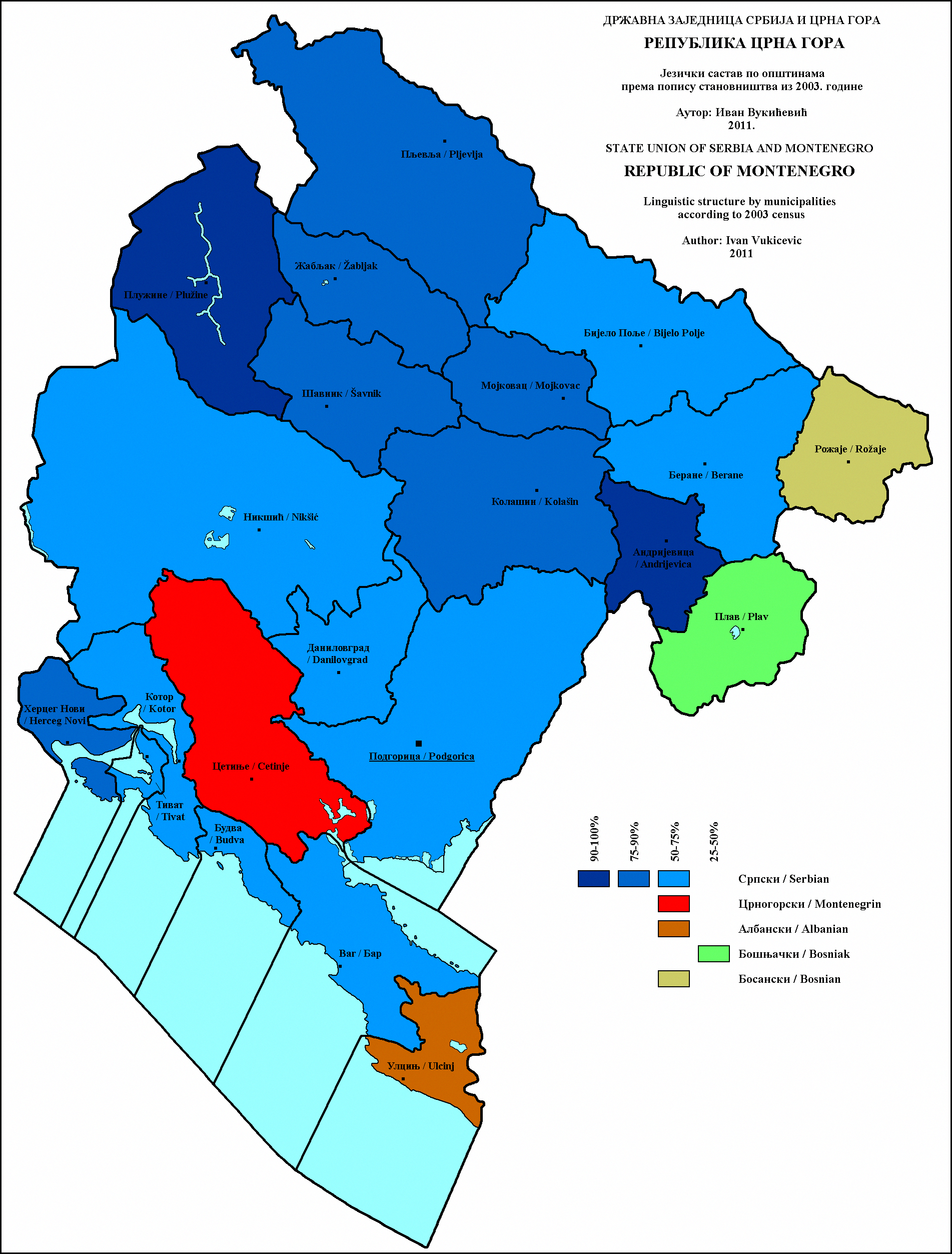
Мовний склад Чорногорії за муніципалітетами (2003)

### Релігійний склад

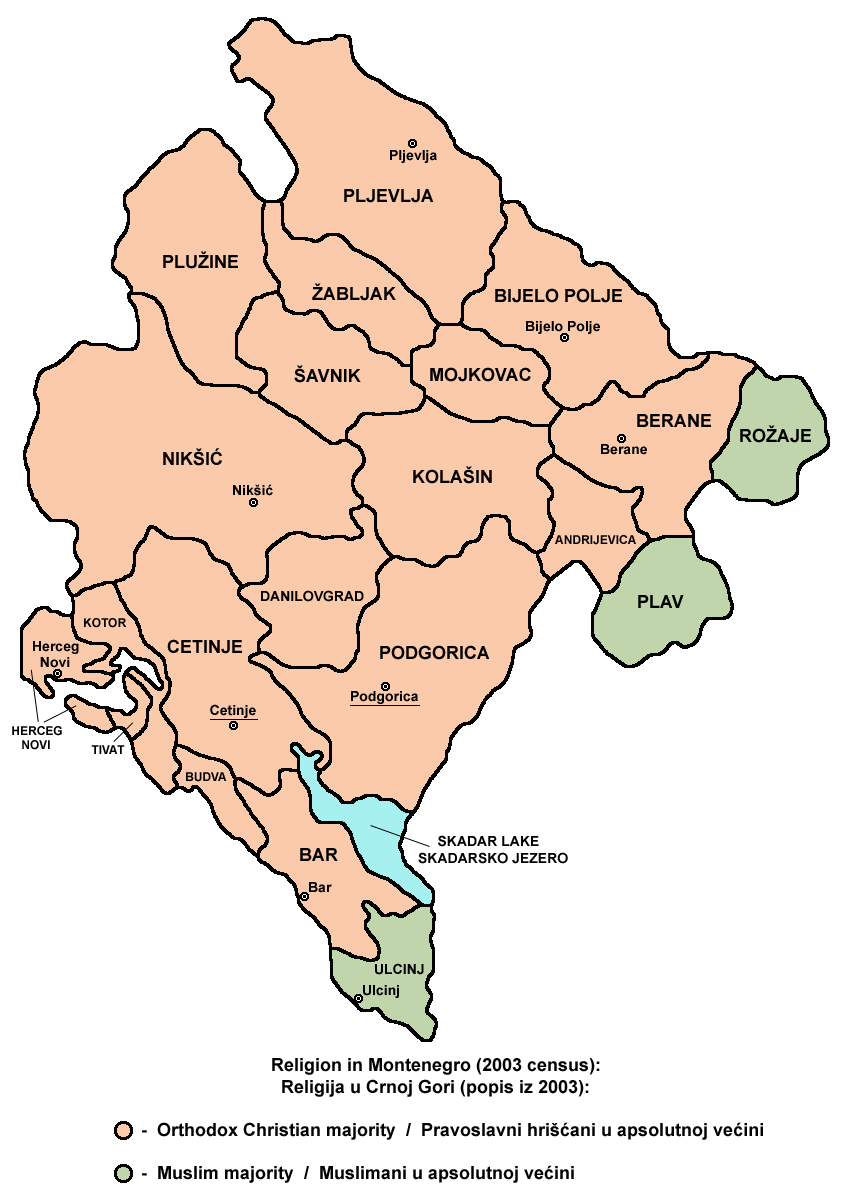
Релігійний склад Чорногорії за муніципалітетами (2003)
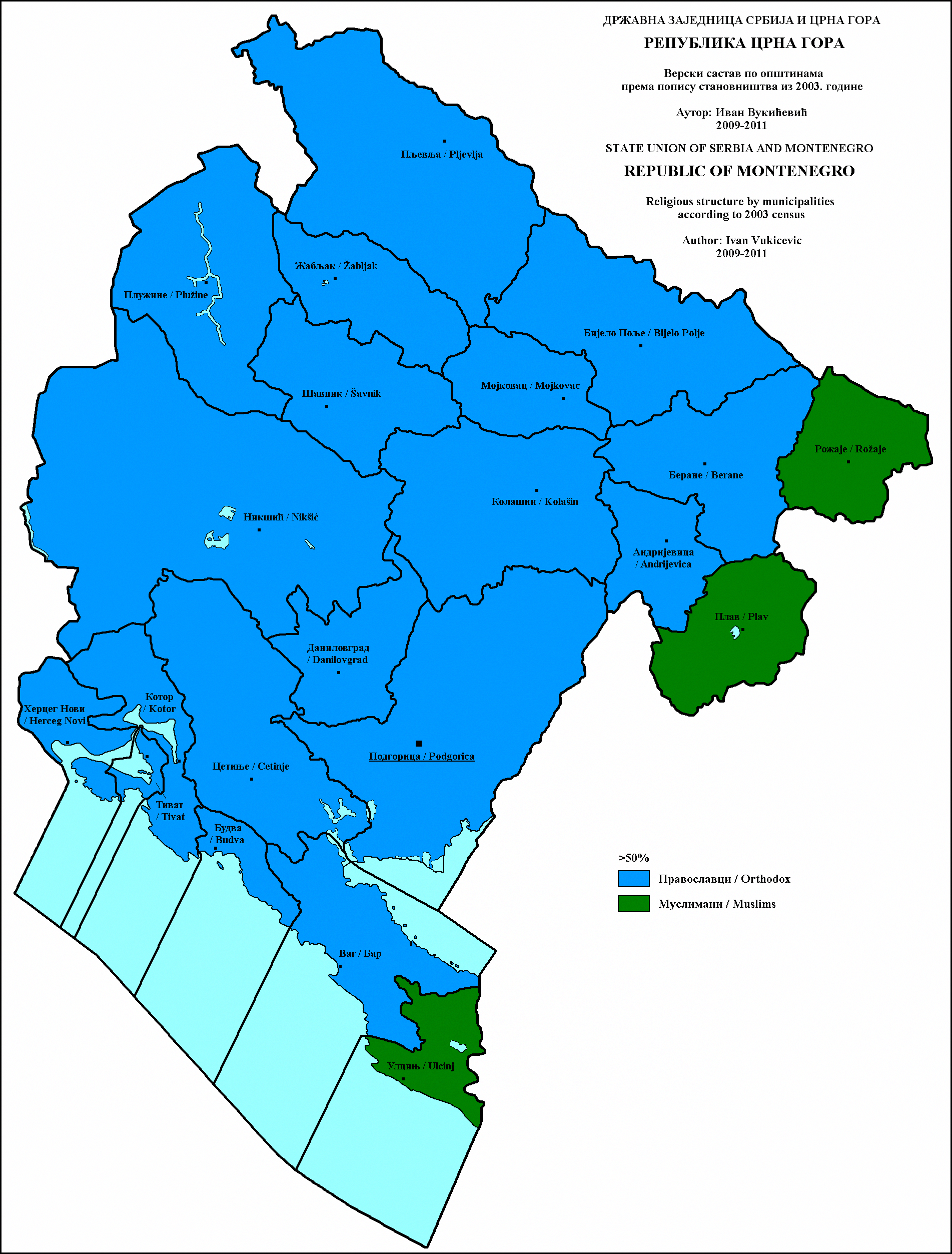
Релігійний склад Чорногорії за муніципалітетами (2003)
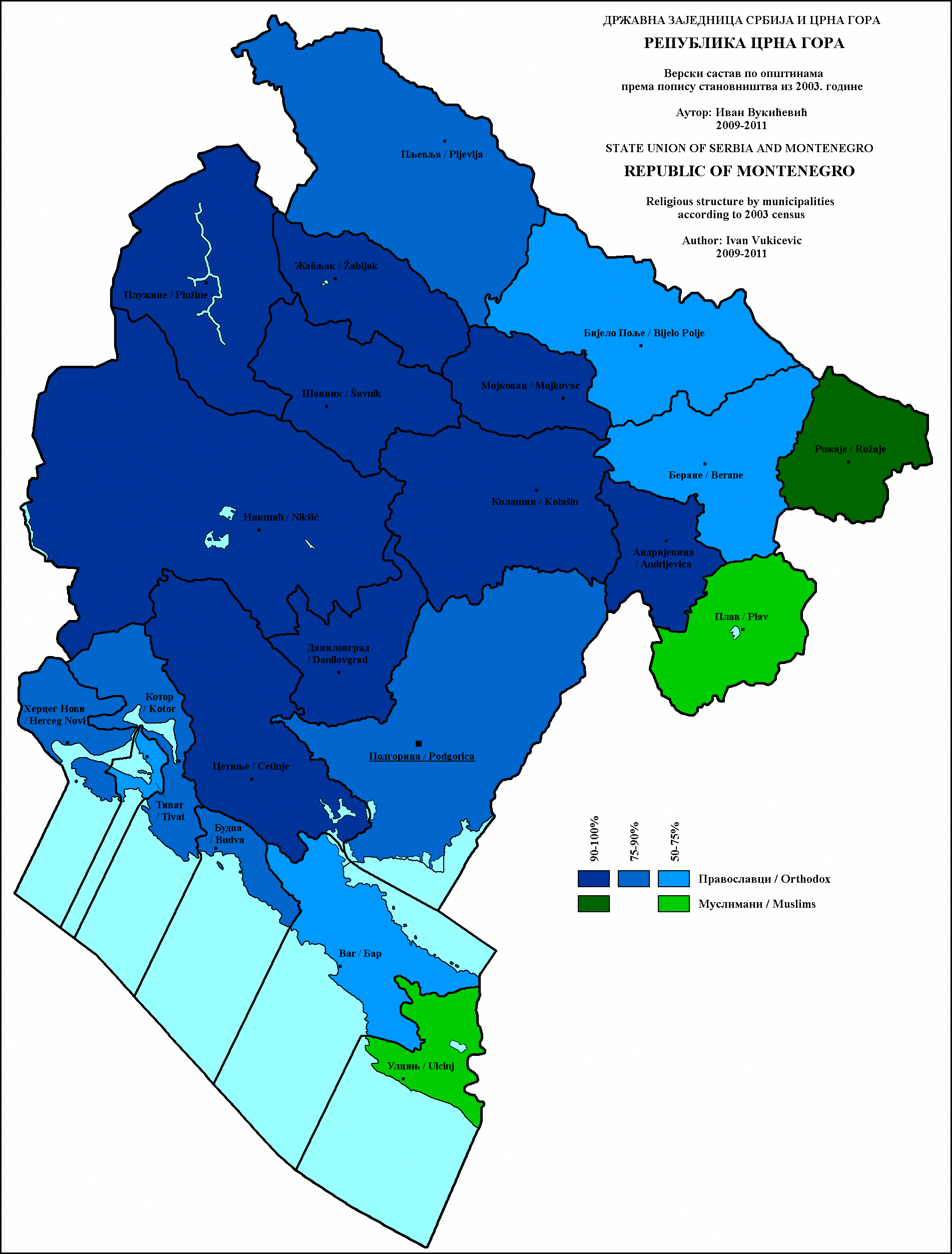
Релігійний склад Чорногорії за муніципалітетами (2003)

## 2011 рік
Загалом на 2011 рік у Чорногорії проживало 620 029 осіб.

### Етнічний склад населення
- чорногорці — 278 865 (44,98 %)
- серби — 178 110 (28,73 %)
- боснійці — 53 605 (8,65 %)
- албанці — 30 439 (4,91 %)
- етнічні мусульмани — 20 537 (3,31 %)
- роми — 6 251 (1,01 %)
- хорвати — 6 021 (0,97 %)
- інші — 46 201 (7,44 %)

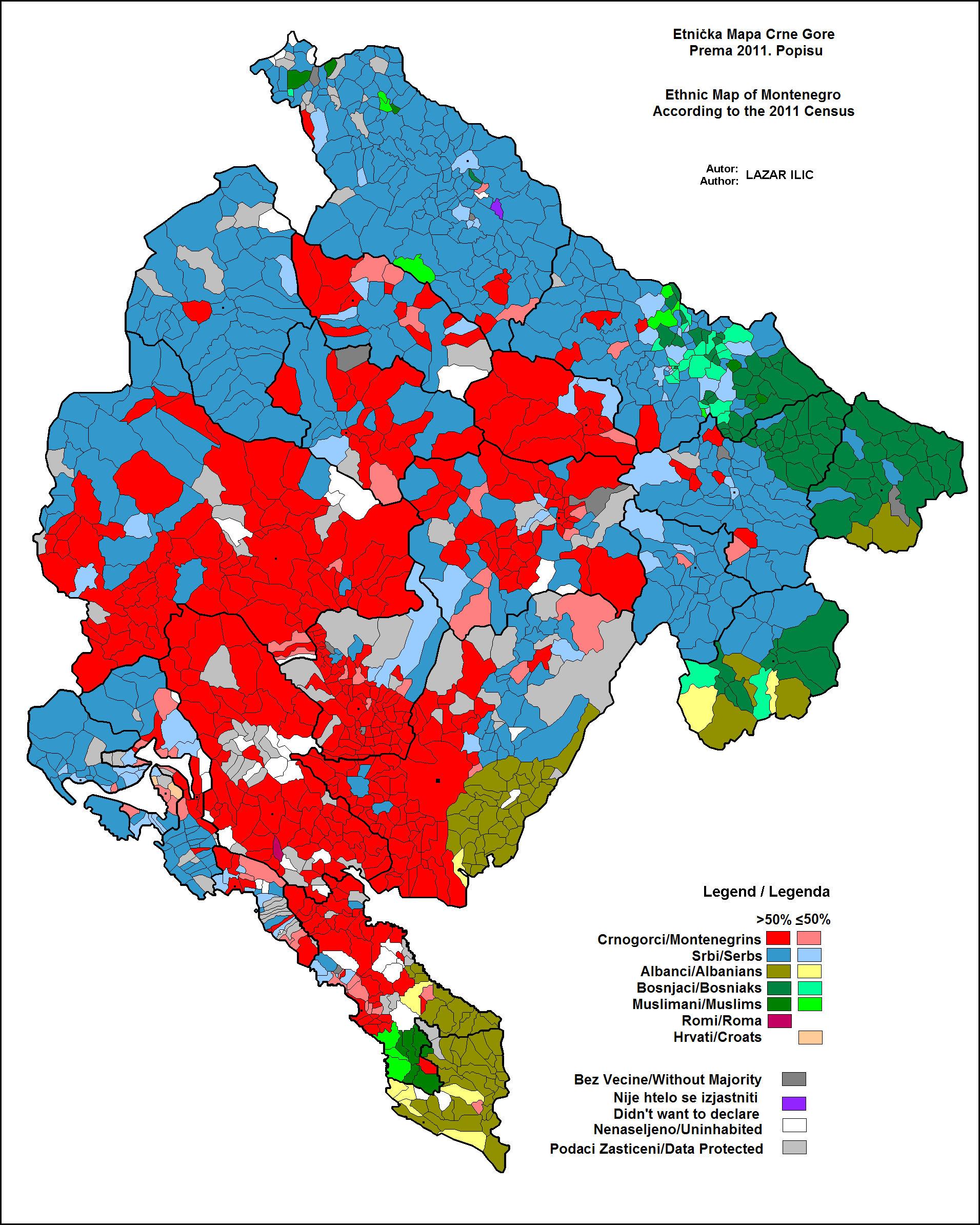
Етнічний склад Чорногорії за поселеннями (2011)
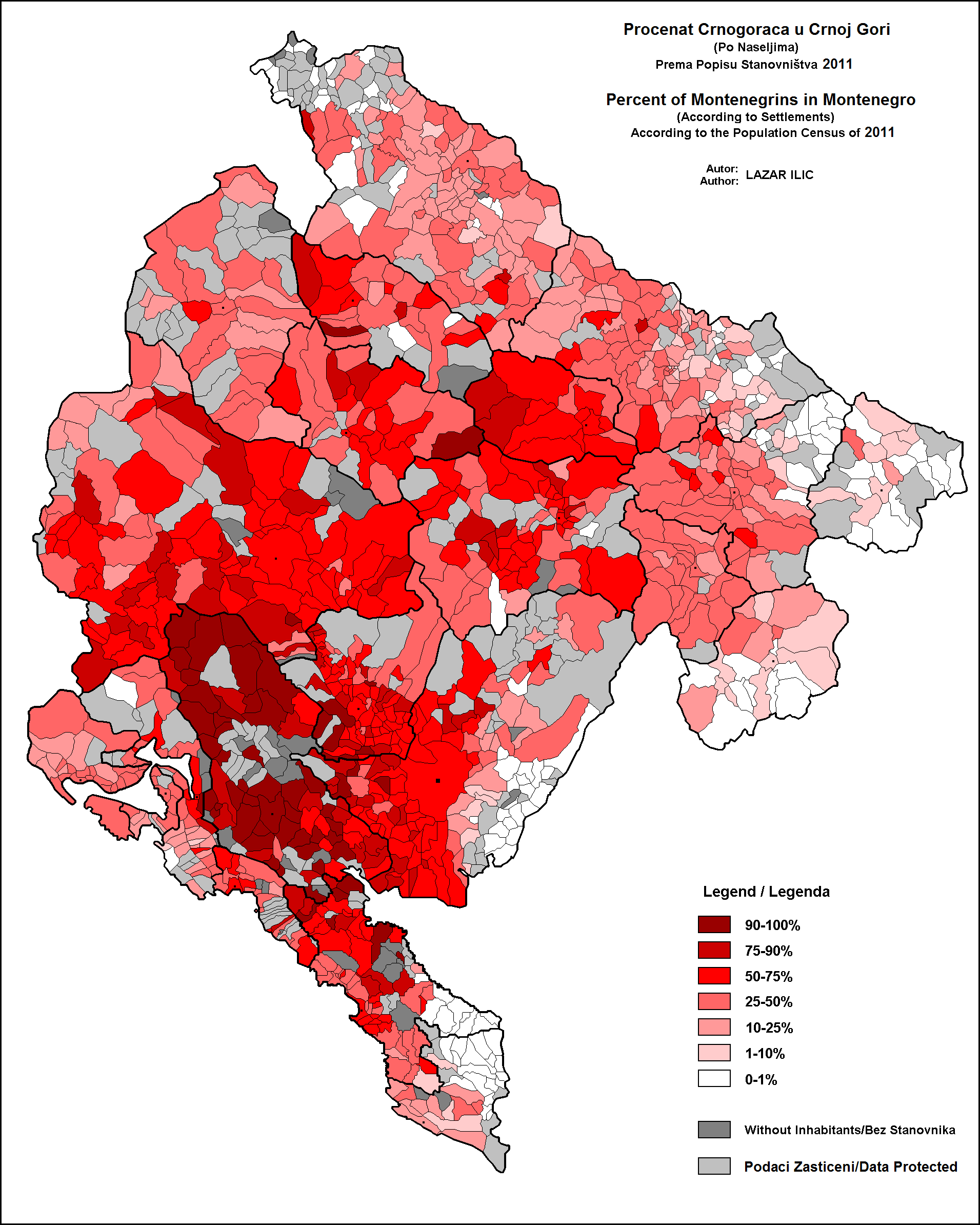
Поширеність чорногорців у Чорногорії за поселеннями (2011 рік)
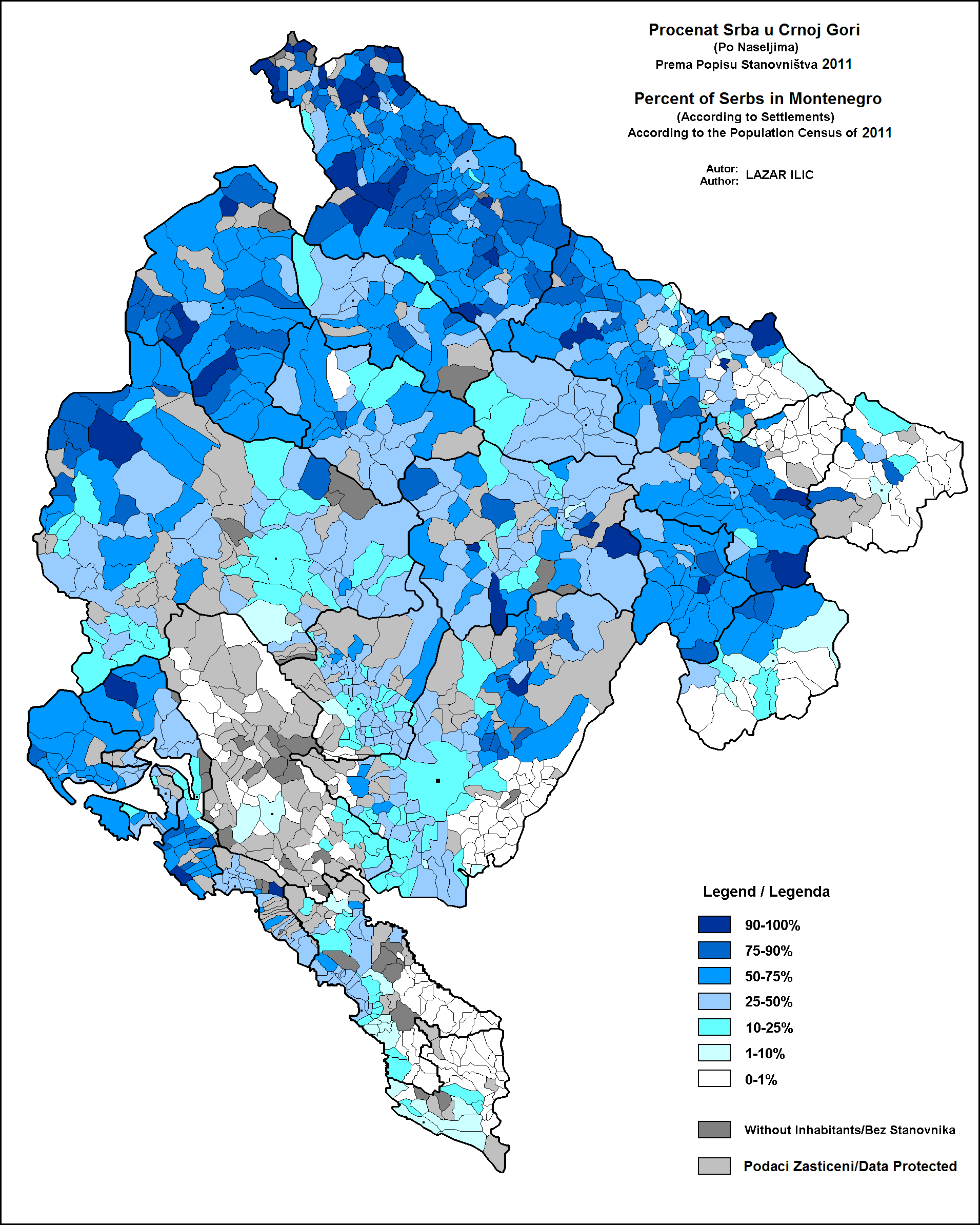
Поширеність сербів у Чорногорії за поселеннями (2011)
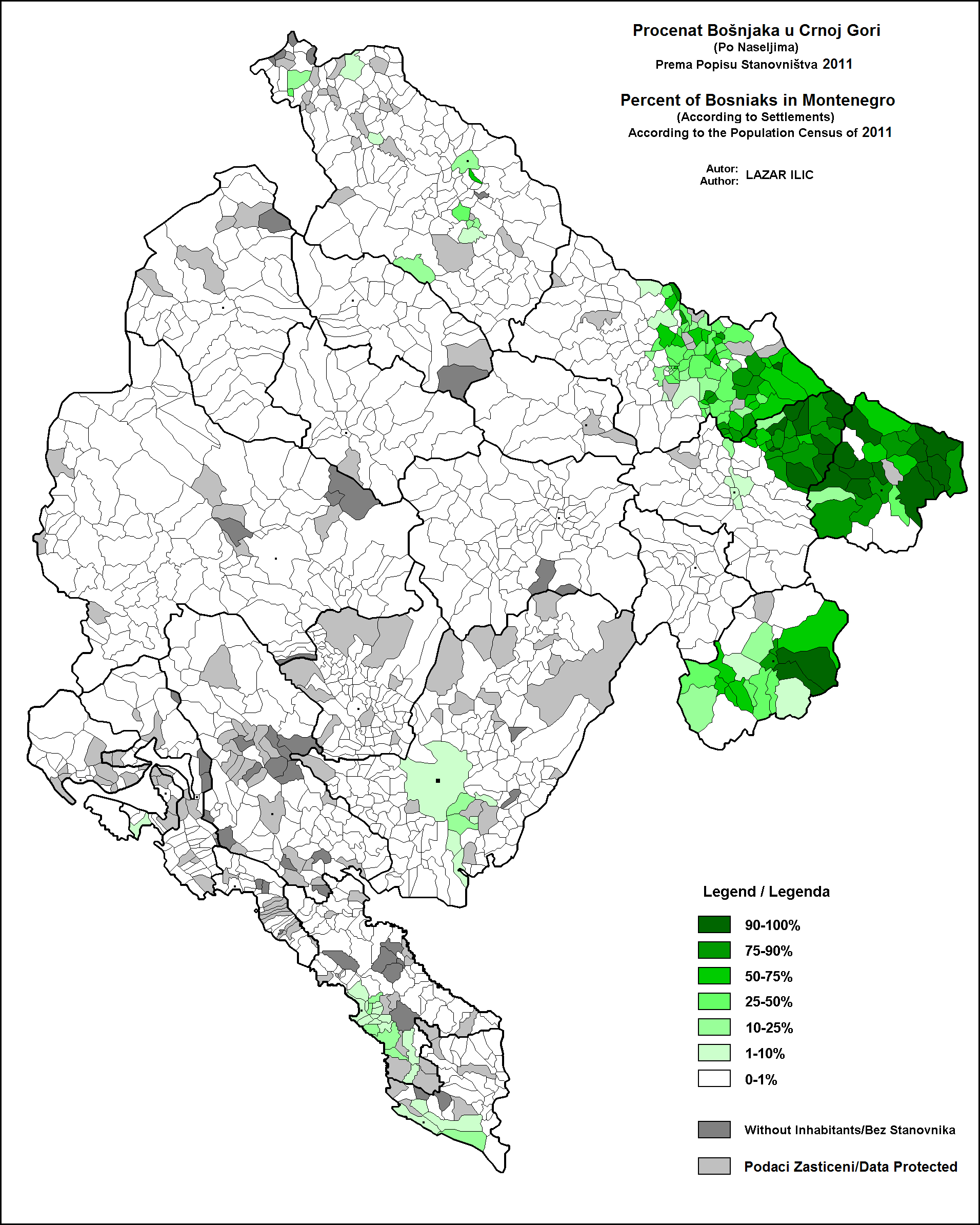
Поширеність бошняків у Чорногорії за поселеннями (2011)
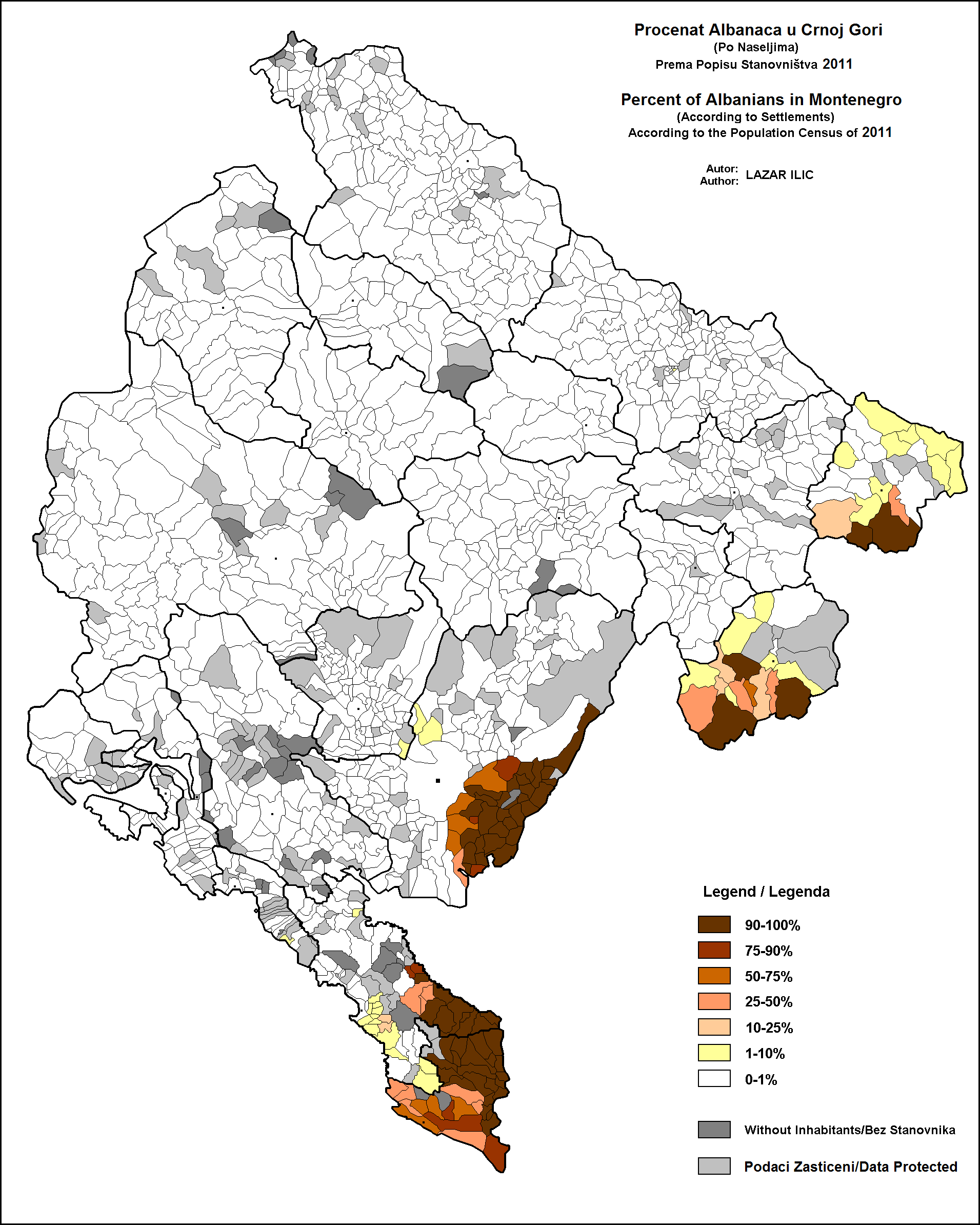
Поширеність албанців у Чорногорії за поселеннями (2011)
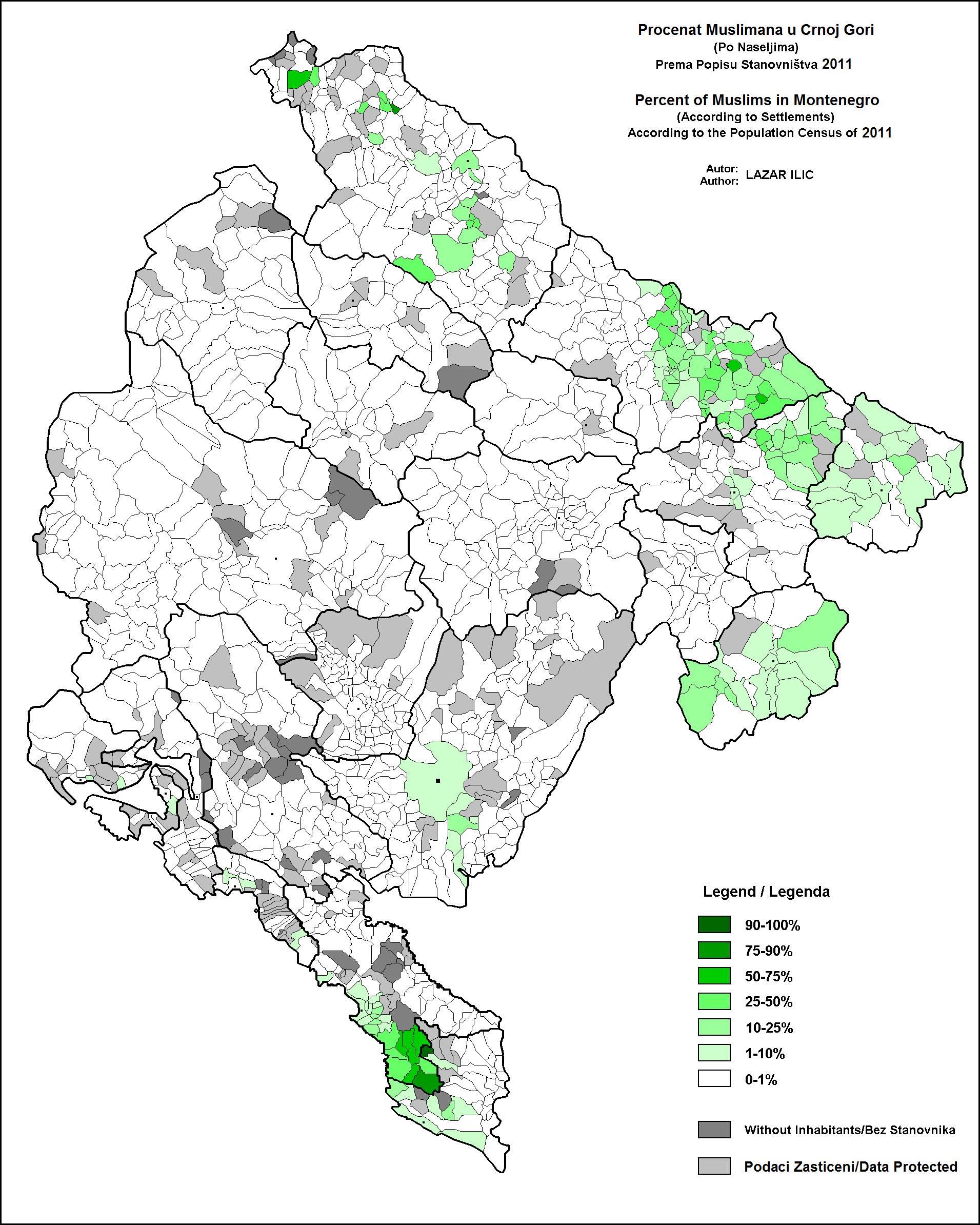
Поширеність етнічних мусульман у Чорногорії за поселеннями (2011)
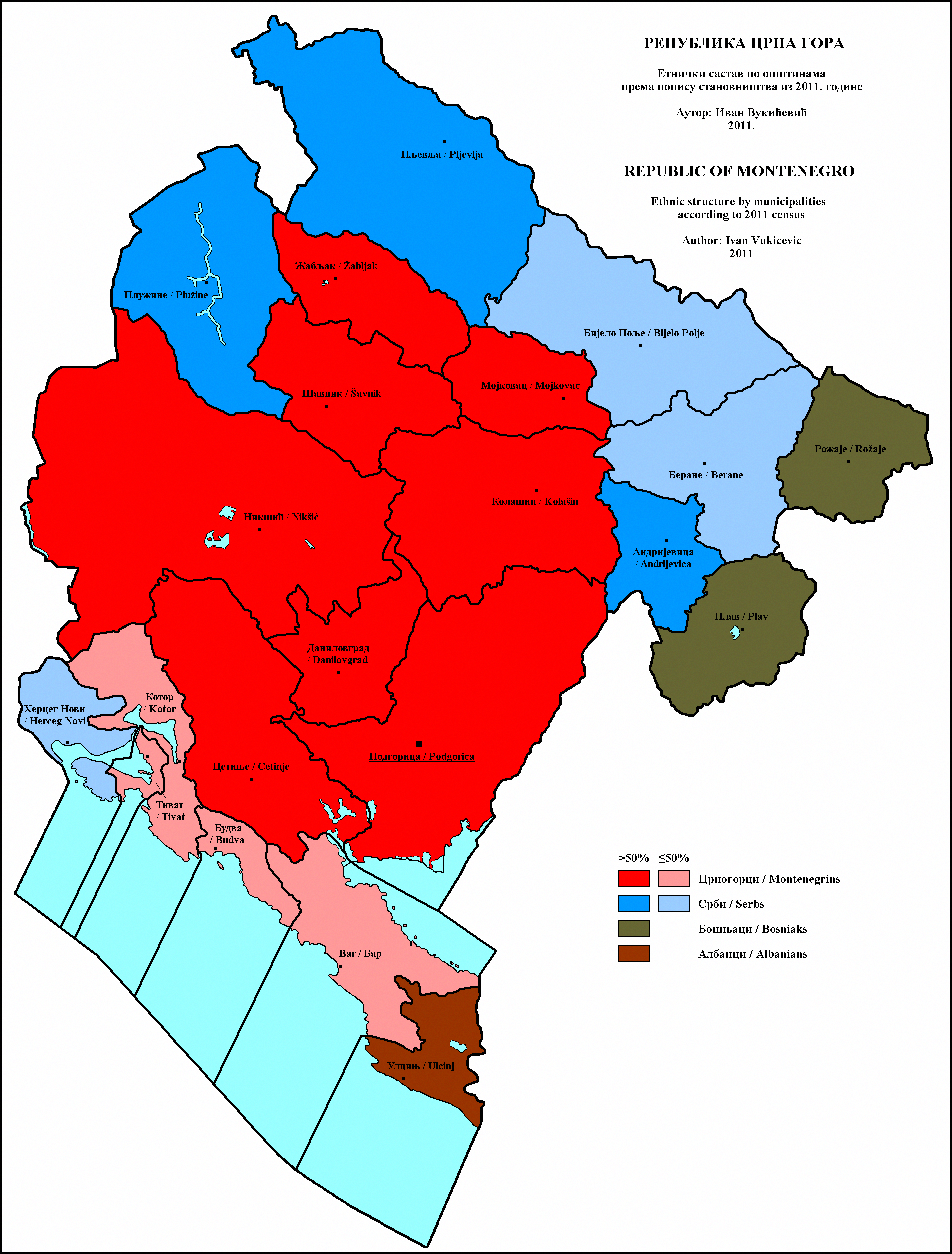
Етнічний склад Чорногорії за муніципалітетами (2011)
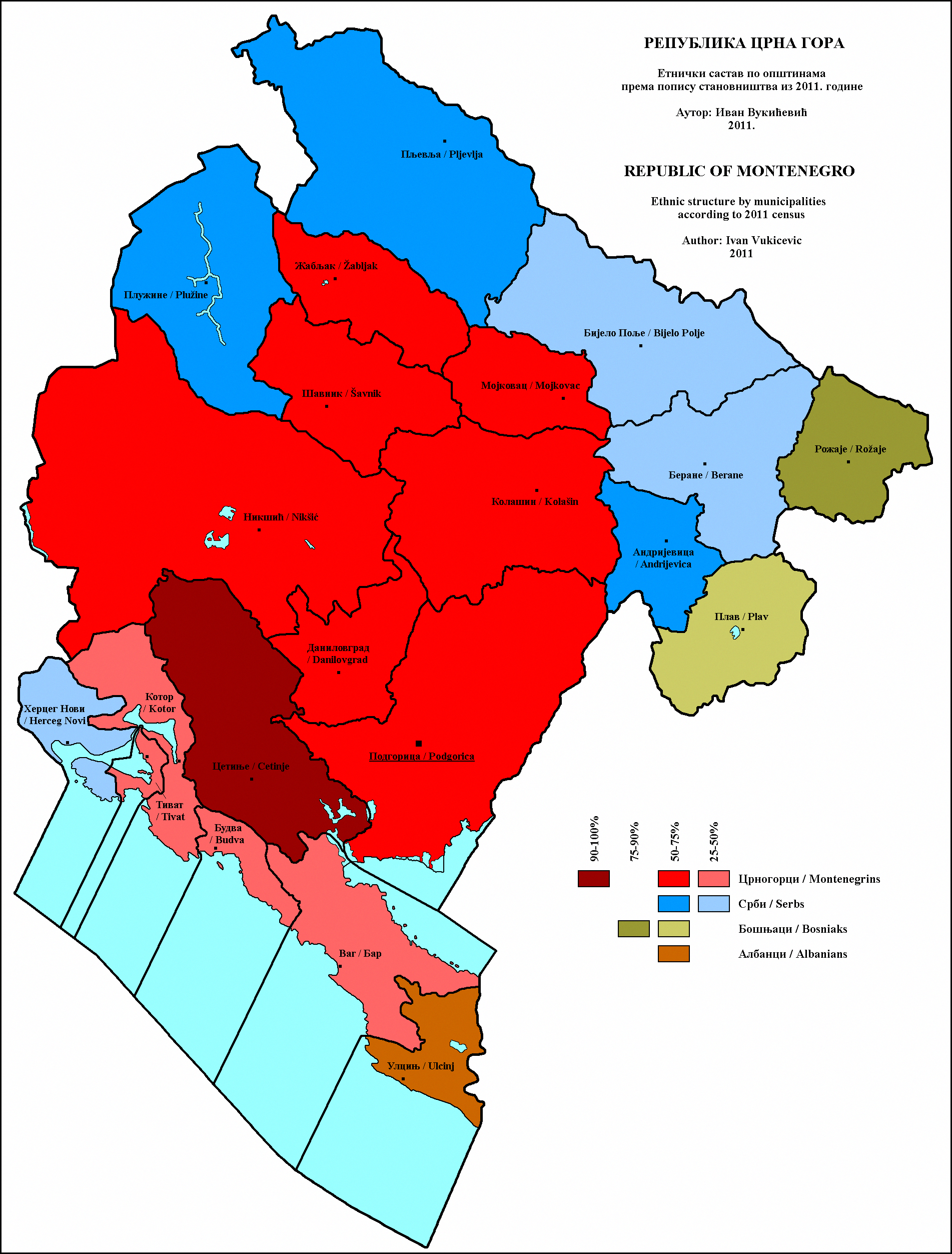
Етнічний склад Чорногорії за муніципалітетами (2011)
Етнічний склад Чорногорії за муніципалітетами (2011)

### Мовний склад населення
- сербська мова — 265 895 (42,88 %)
- чорногорська — 229 251 (36,97 %)
- боснійська — 33 077 (5,33 %)
- албанська — 32 671 (5,27 %)
- ромська — 5 169 (0,83 %)
- бошняцька — 3 662 (0,59 %)
- хорватська — 2 791 (0,45 %)
- інша — 47 513 (7,68 %)

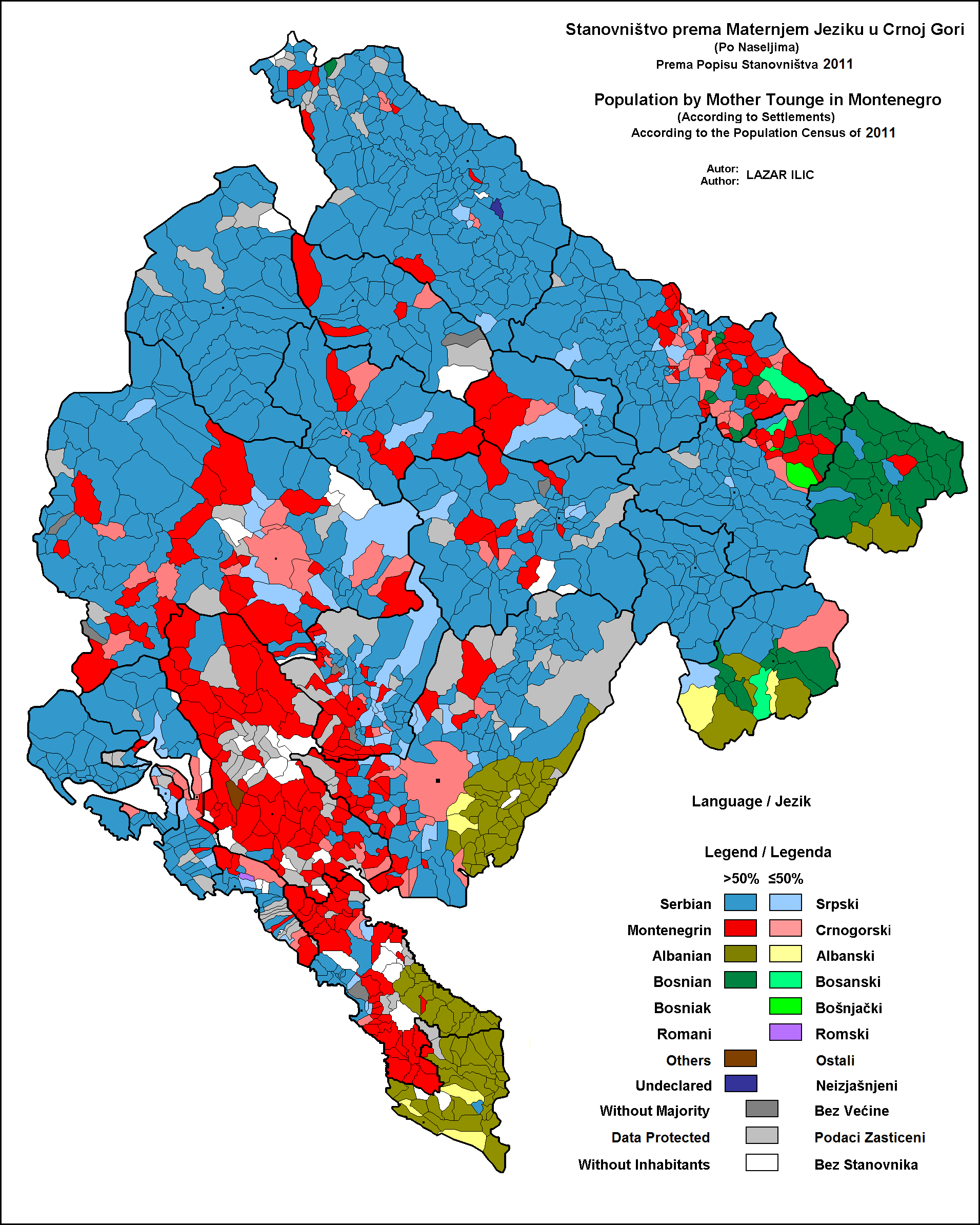
Мовний склад Чорногорії за поселеннями (2011)
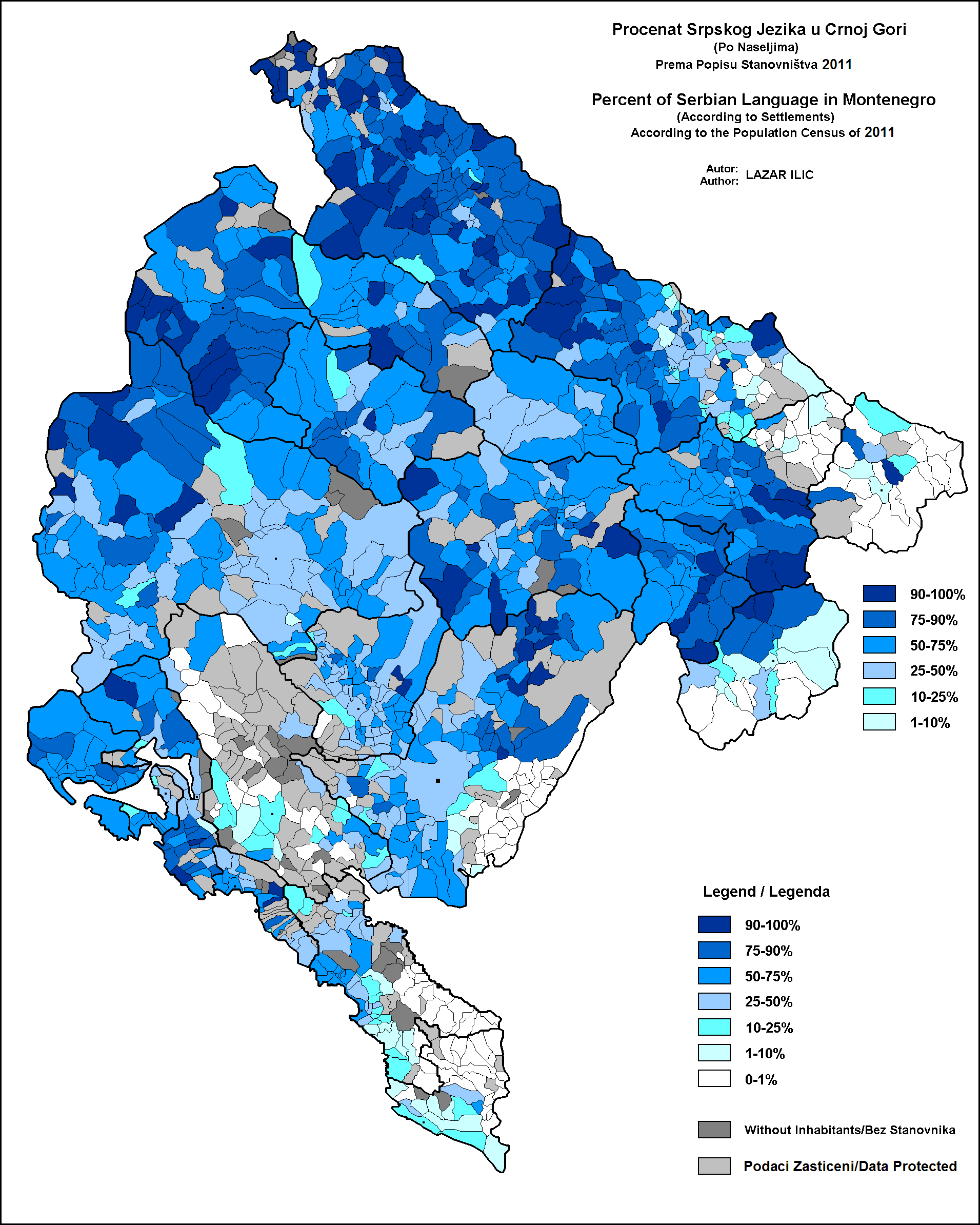
Поширеність сербської мови у Чорногорії за поселеннями (2011)
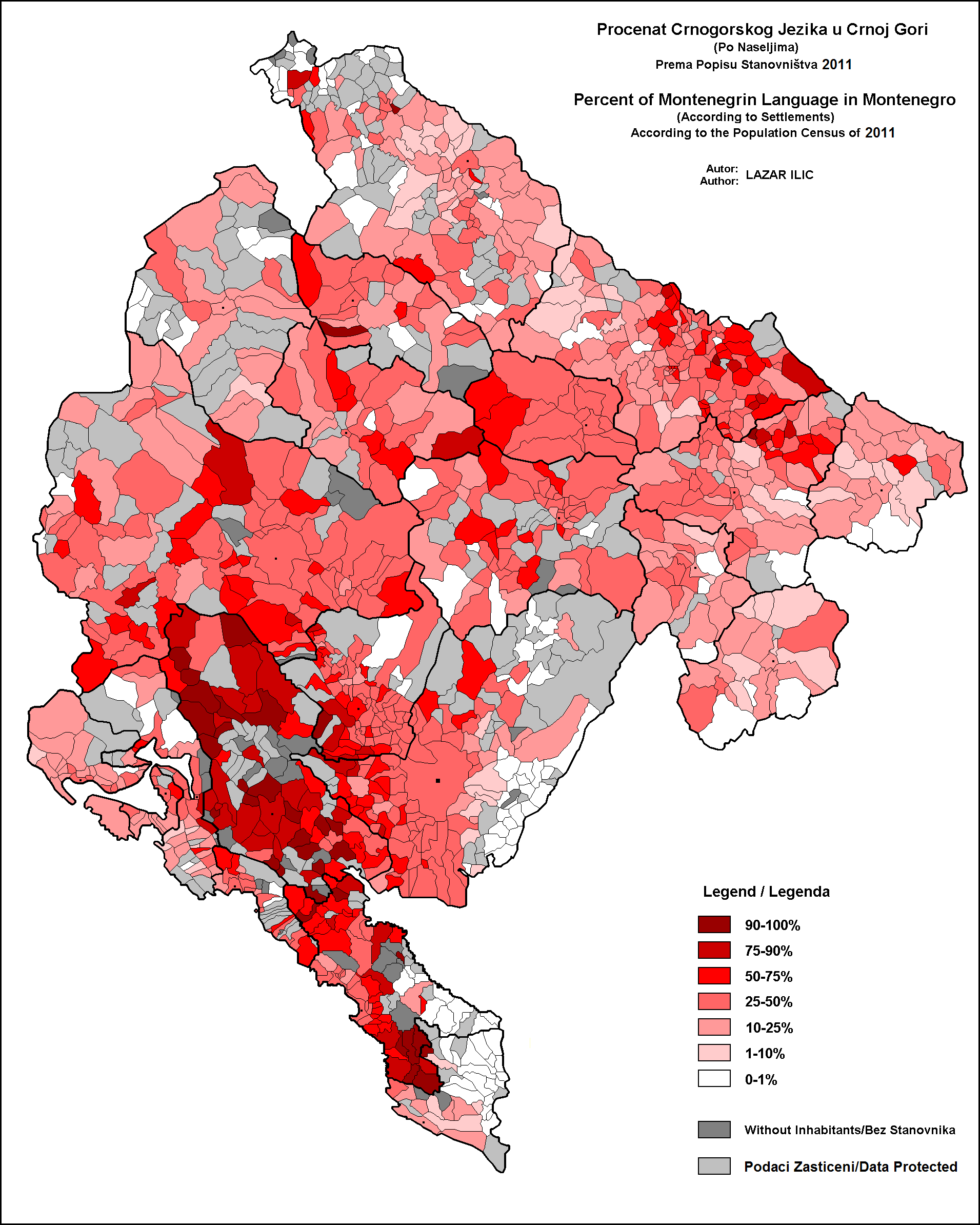
Поширеність чорногорської мови у Чорногорії за поселеннями (2011)
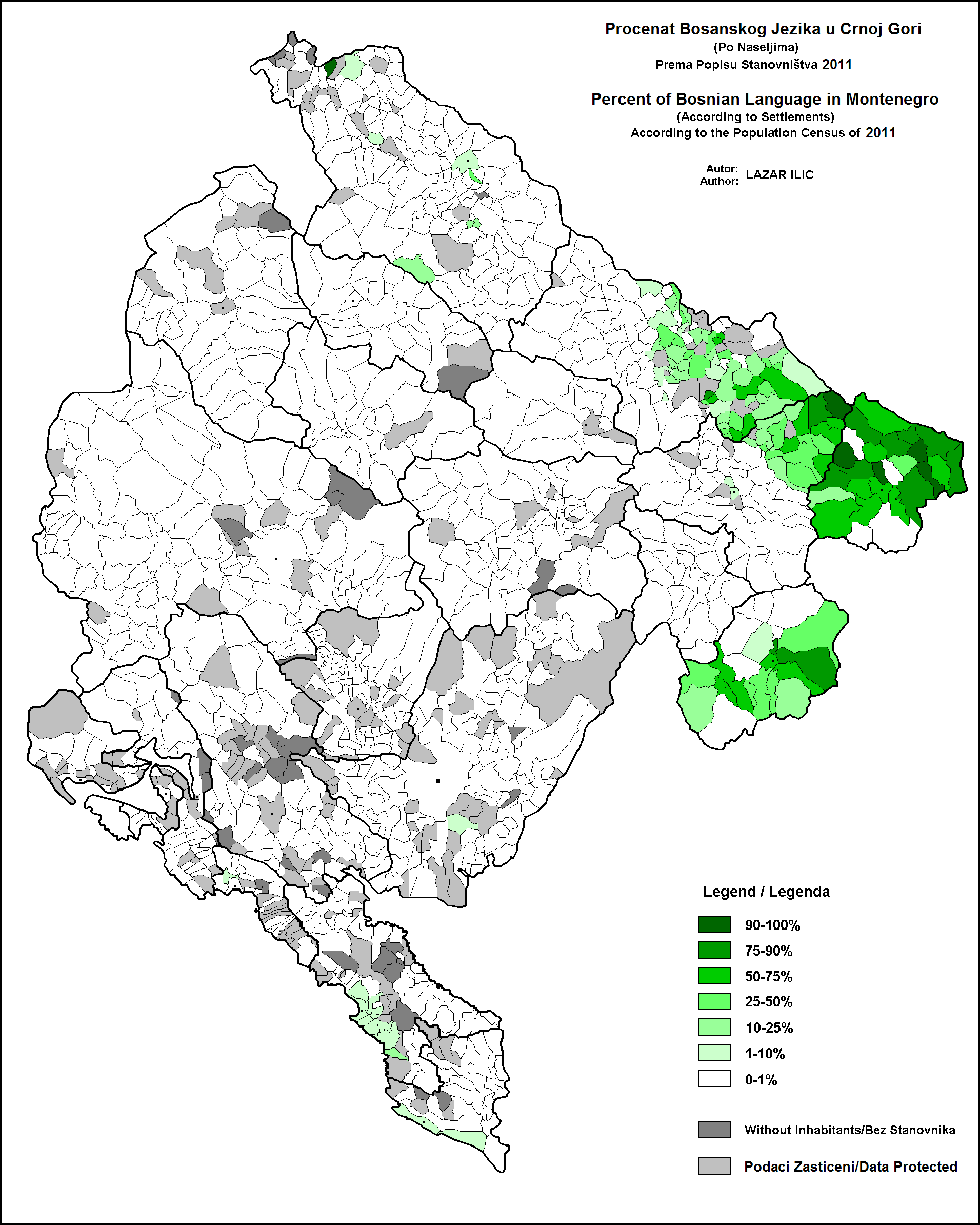
Поширеність боснійської мови у Чорногорії за поселеннями (2011)
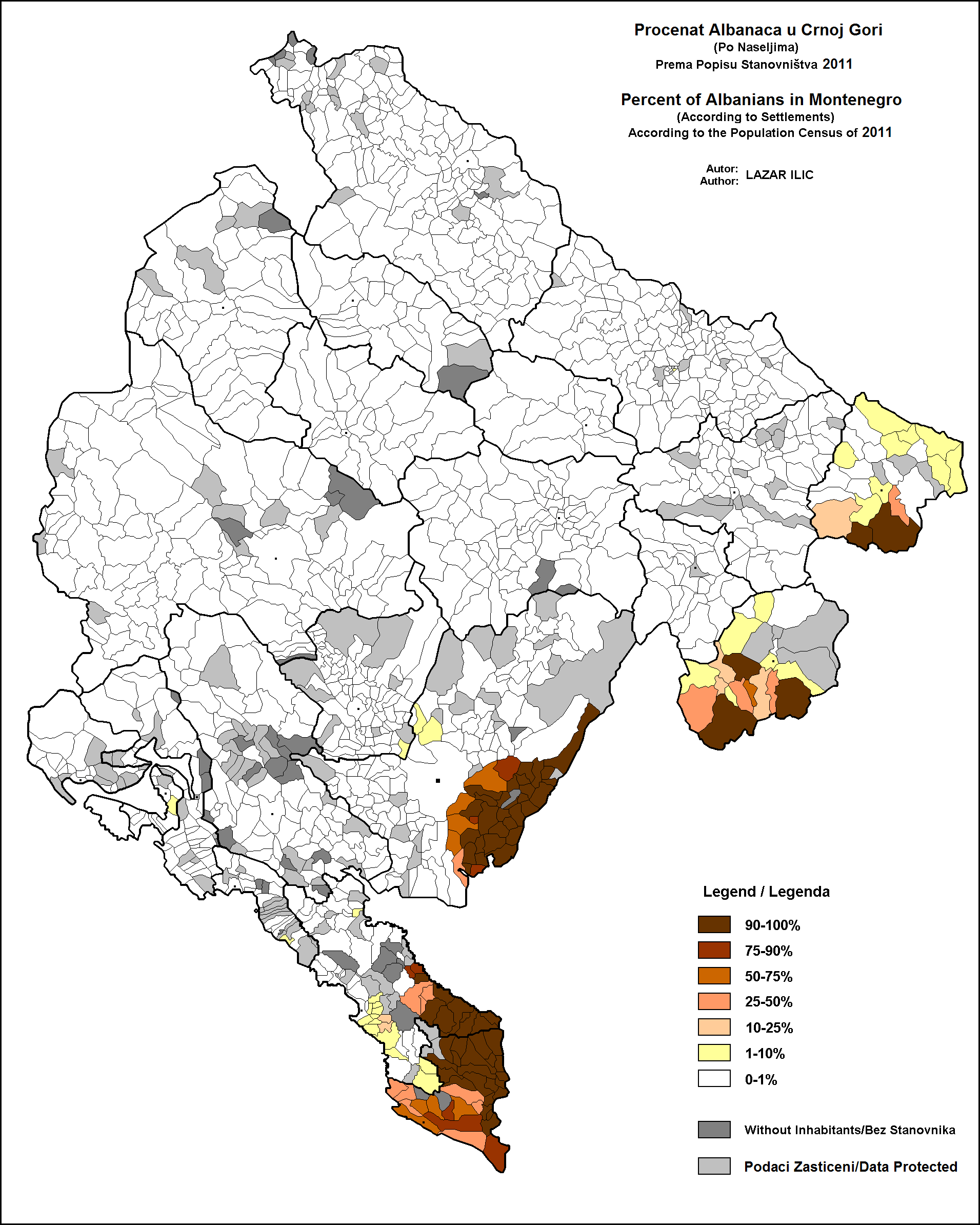
Поширеність албанської мови у Чорногорії за поселеннями (2011)
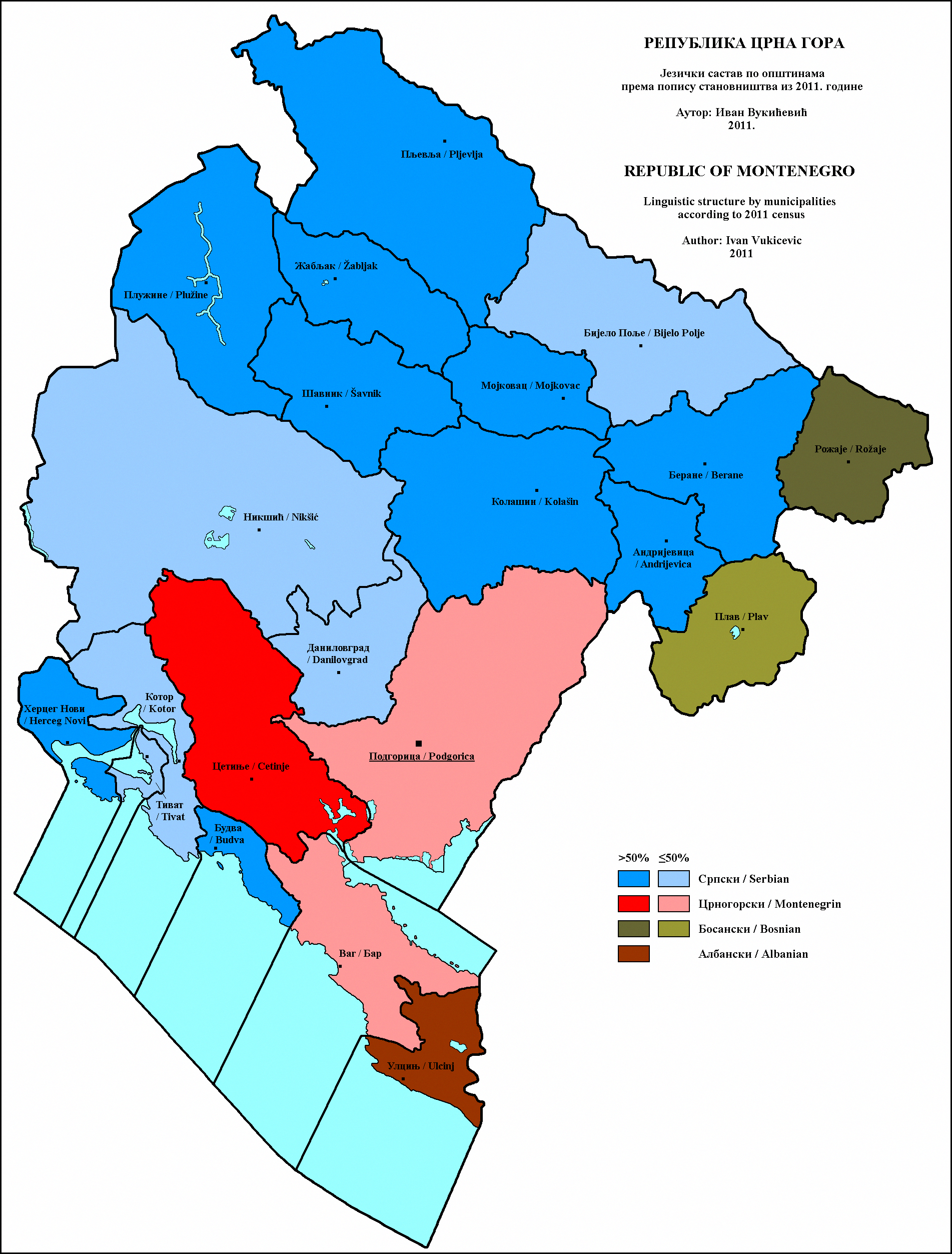
Мовний склад Чорногорії за муніципалітетами (2011)
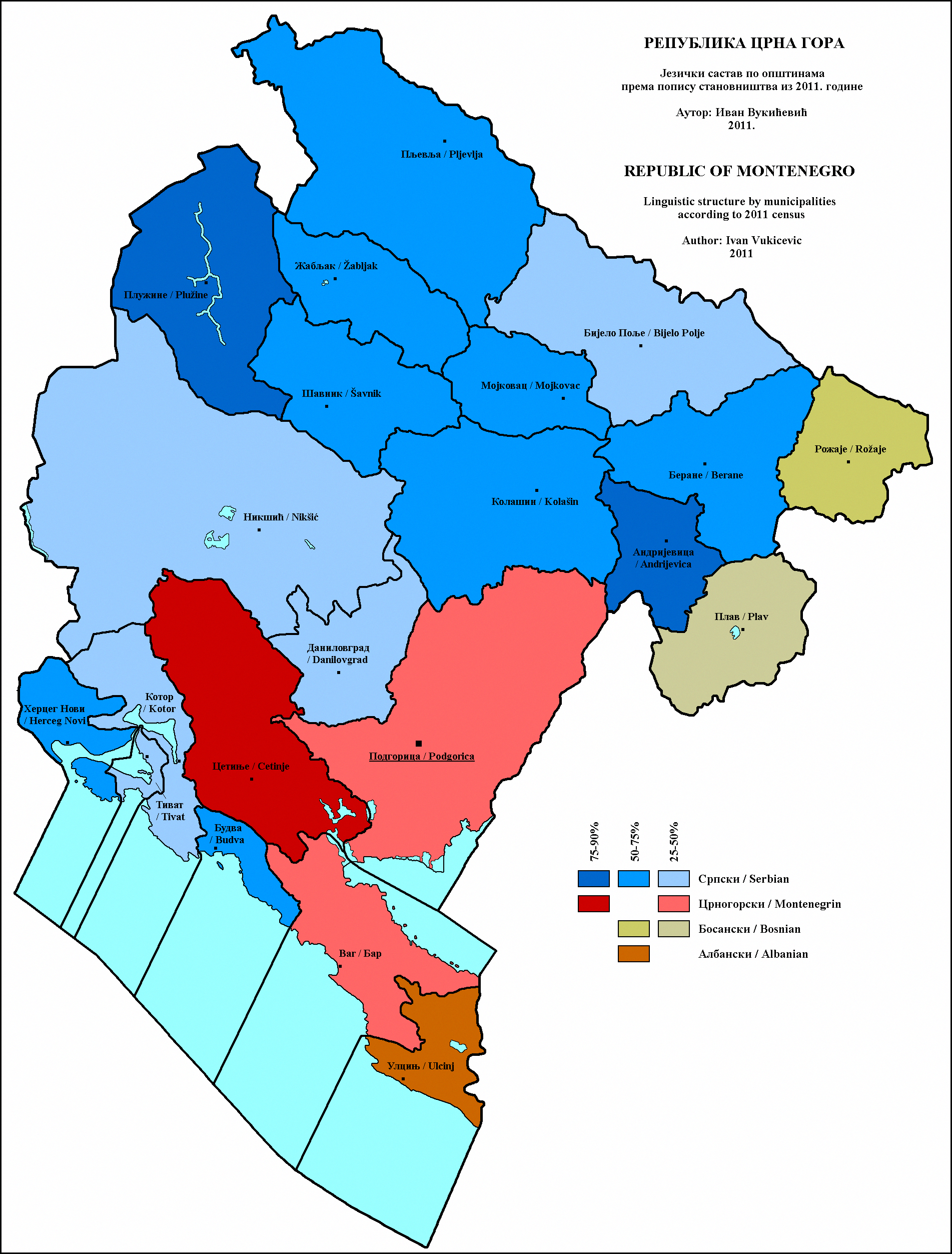
Етнічний склад Чорногорії за поселеннями (2011)
Мовний склад Чорногорії за муніципалітетами (2011)

### Релігійний склад населення
- православні — 446 858 (72,07 %)
- мусульмани — 118 477 (19,11 %)
- католики — 21 299 (3,44 %)
- інші — 27 756 (5,38 %)

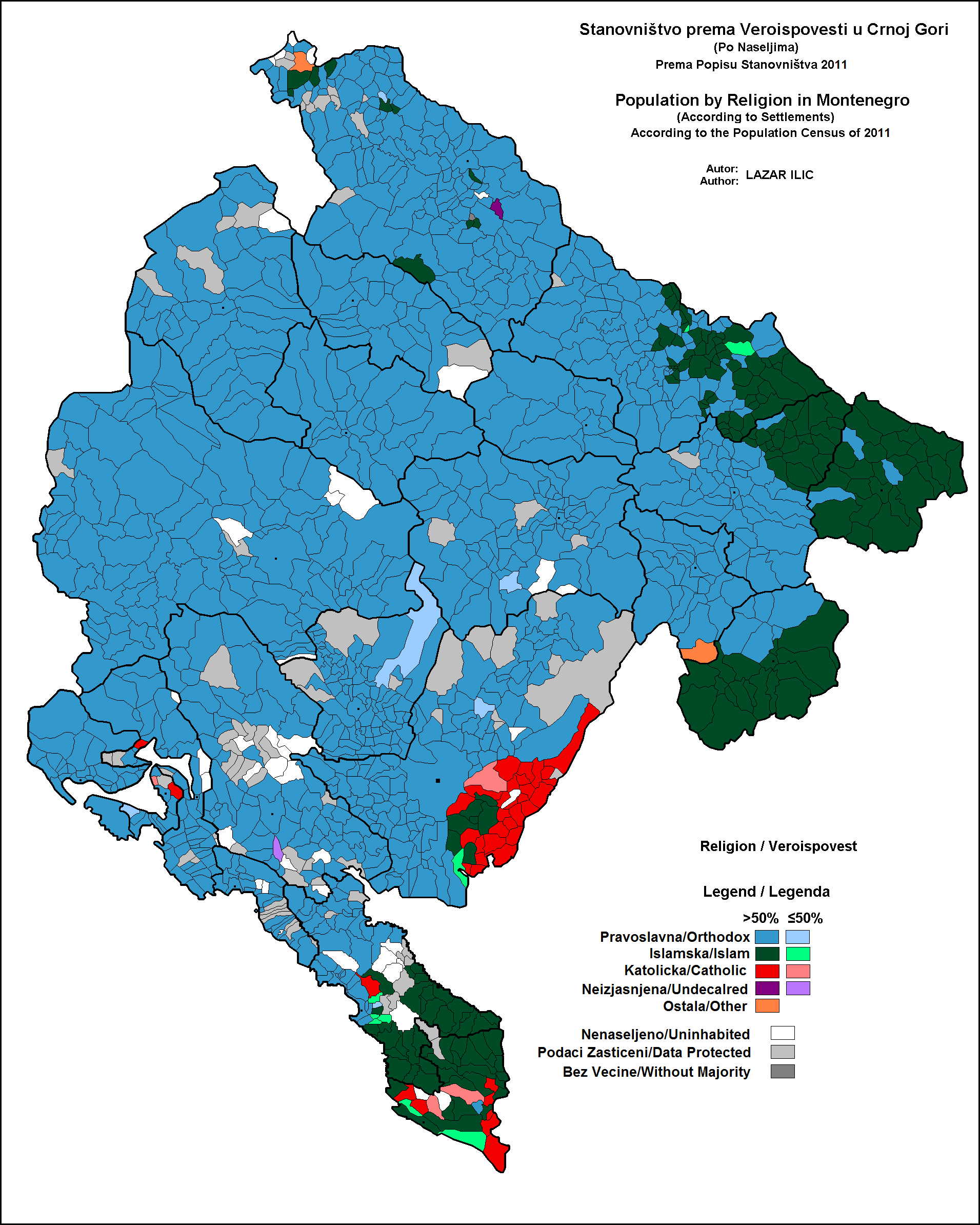
Релігійний склад Чорногорії за поселеннями (2011)
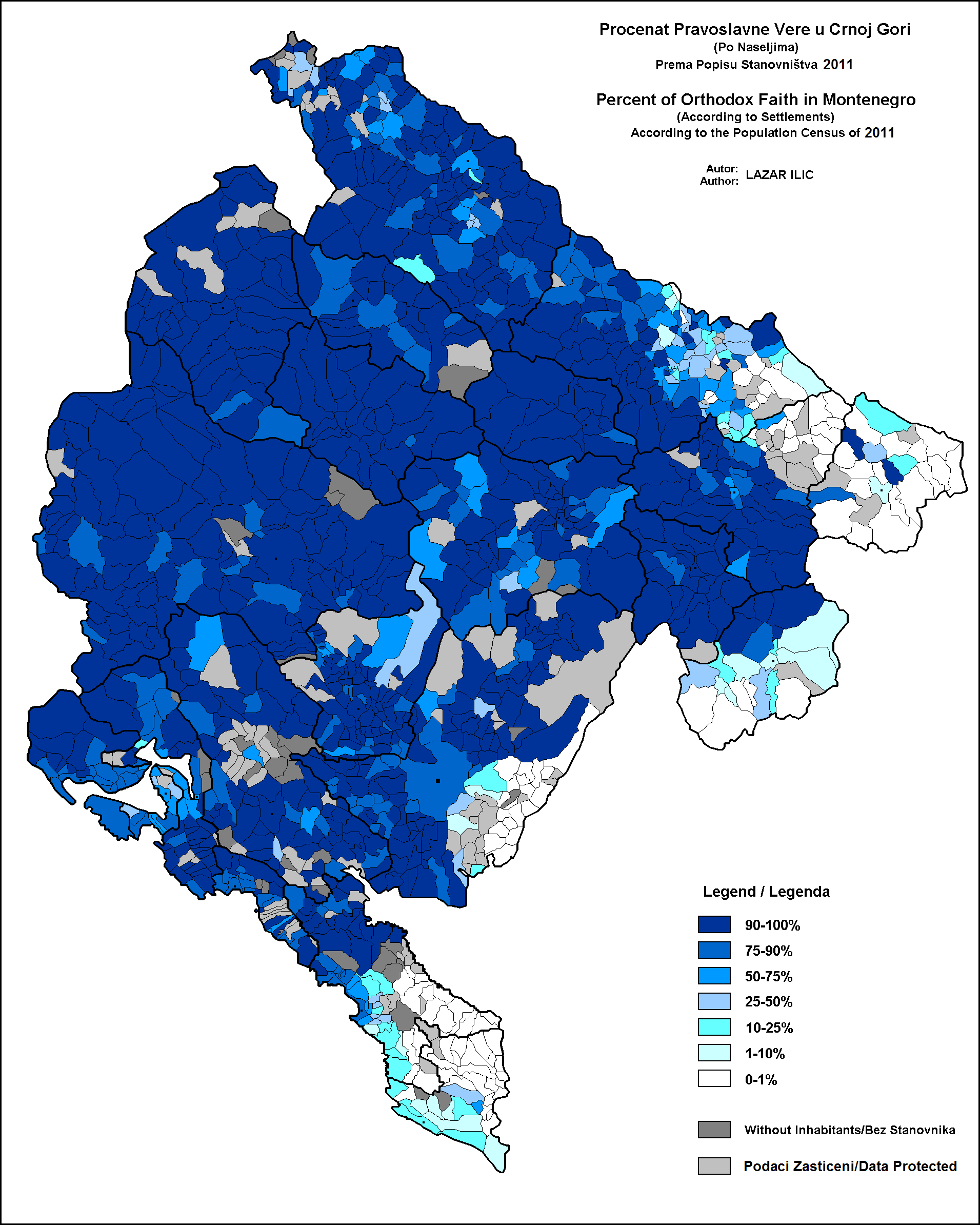
Православні у Чорногорії за посленнями (2011)
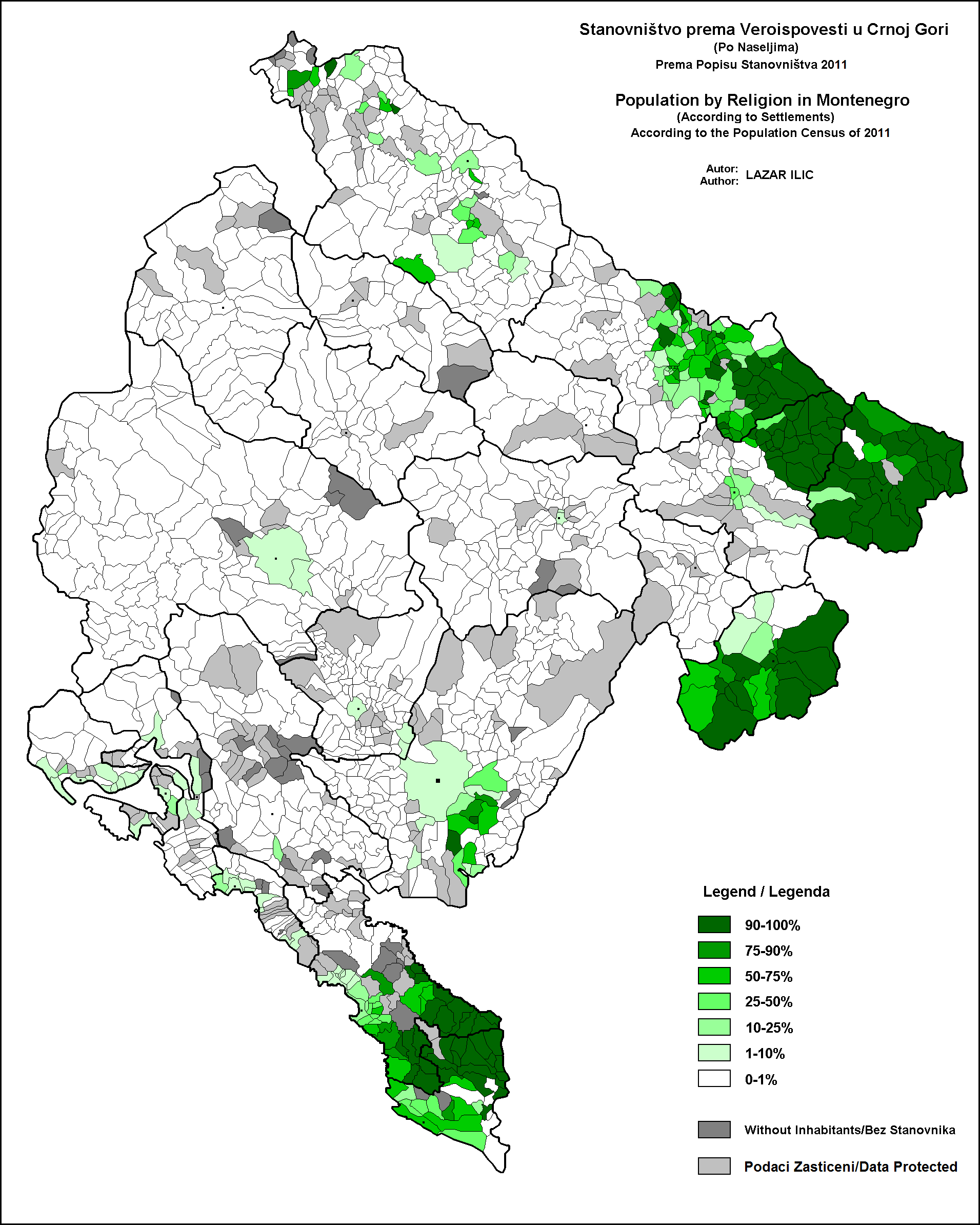
Мусульмани Чорногорії за поселеннями (2011)
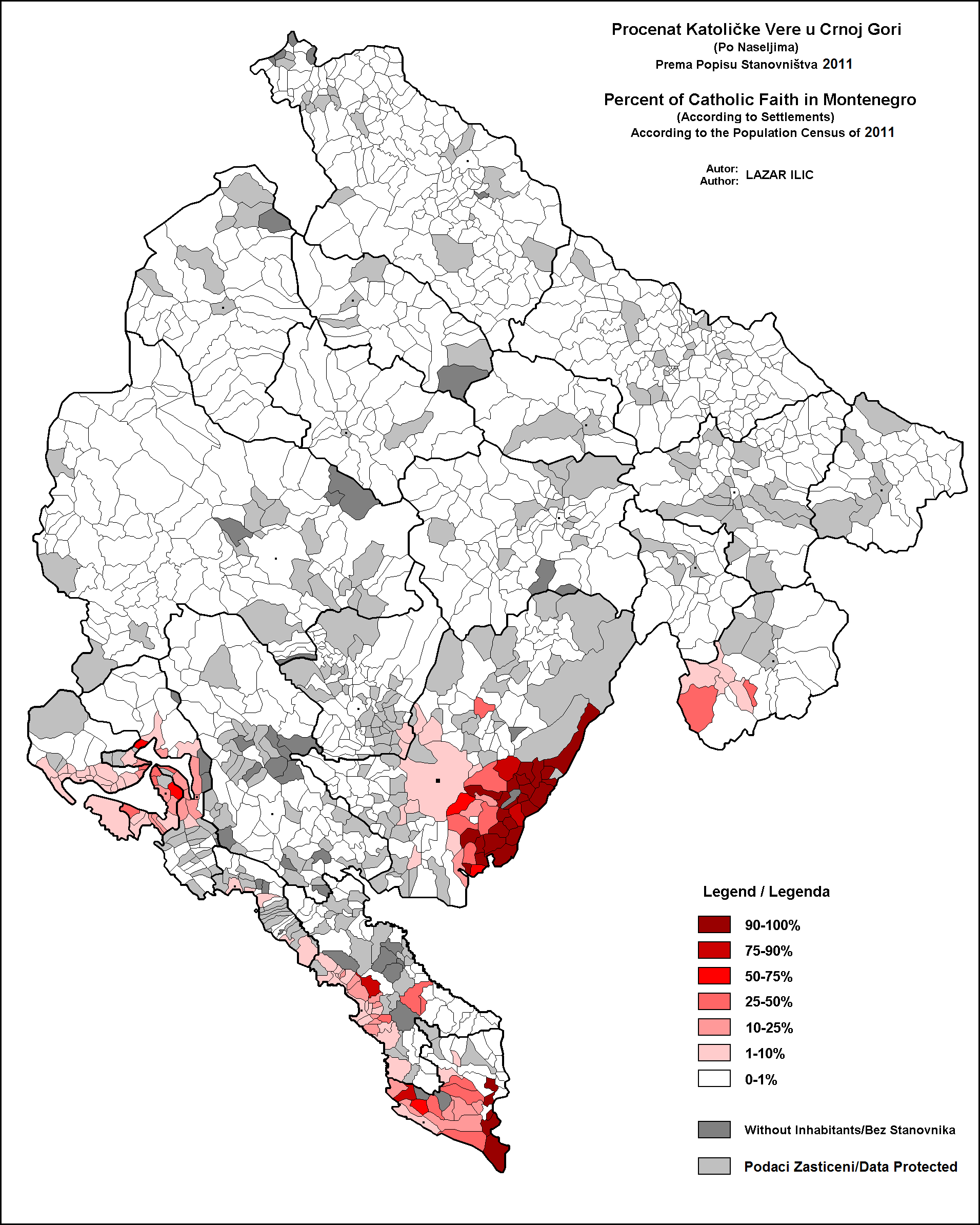
Католики Чорногорії за поселеннями (2011)
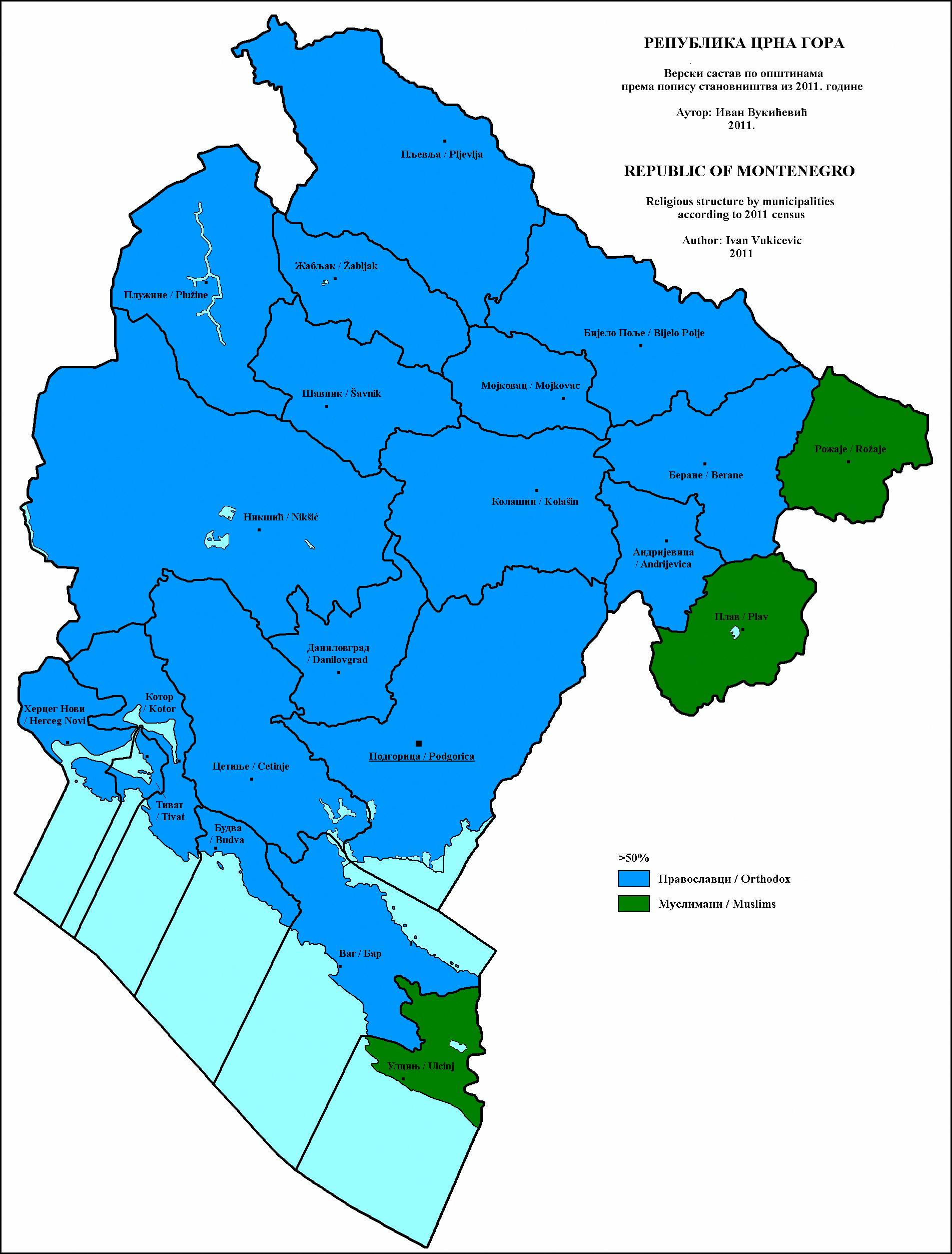
Релігійний склад Чорногорії за муніципалітетами (2011)
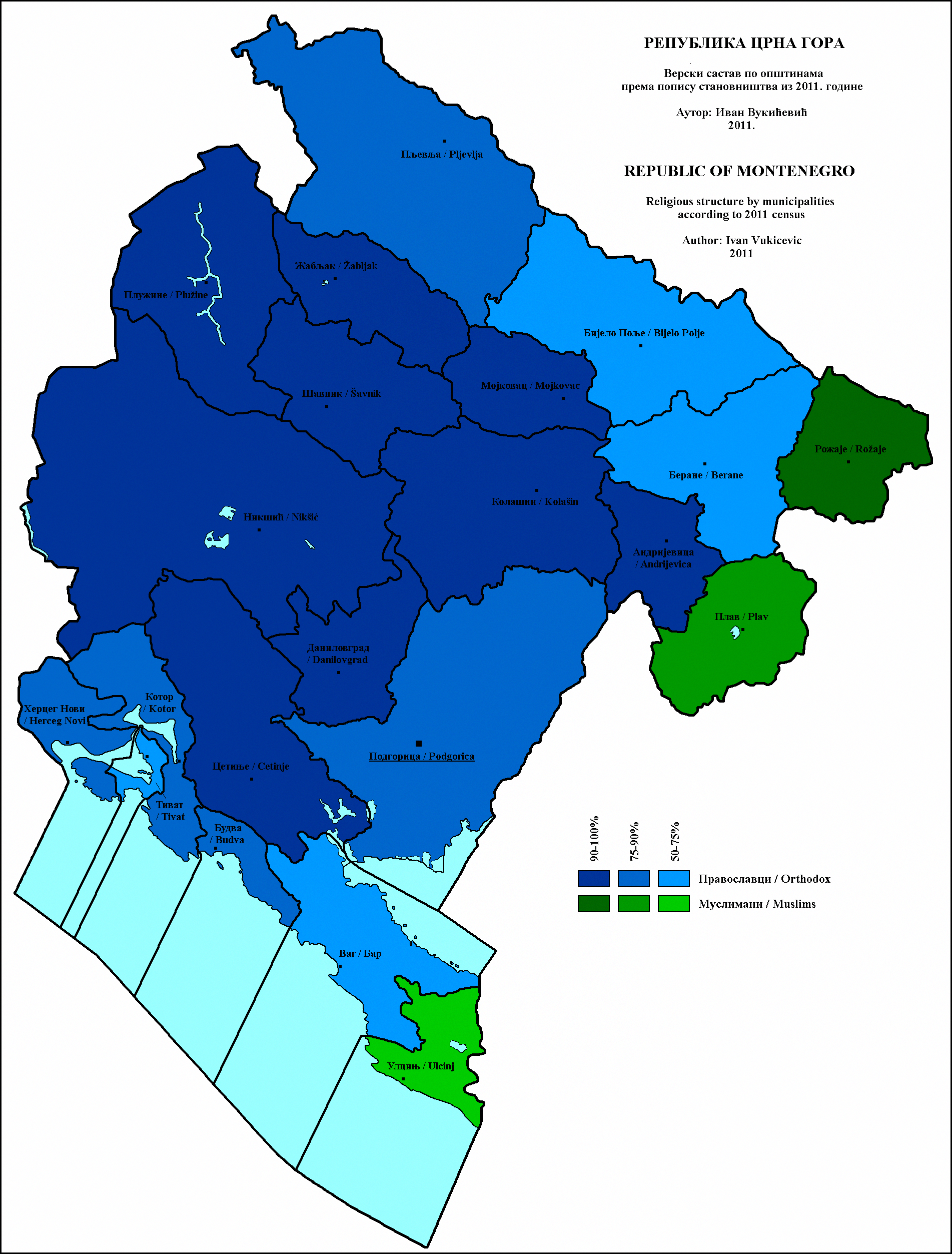
Релігійний склад Чорногорії за муніципалітетами (2011)
Релігійний склад Чорногорії за муніципалітетами (2011)